# 2021年の日本競馬
2021年の日本競馬（2021ねんのにほんけいば）では、2021年（令和3年）の日本競馬界についてまとめる。
2020年の日本競馬 - 2021年の日本競馬 - 2022年の日本競馬

## 新型コロナウイルスに伴う影響
前年に感染拡大した新型コロナウイルス (COVID-19)により競馬開催へ多数の影響が及んだことに伴い、地方競馬全国協会（NAR）では2019年12月29日から2020年2月26日までに発売された投票券の払戻有効期限を一律に「2021年1月2日まで」とした。
前年11月までに各主催者とも開催競馬場へ一般客の入場を再開しているが、入場者数の制限は本年も当面の間継続（後述）。

### 人馬交流競走
- 中央競馬と地方競馬では下記の期間中に行われる交流競走について、騎手が騎乗できる競走をそれぞれ以下の通り限定する。
  - 1月5日から11月19日まで[2][3]
    - 中央競馬で実施する交流競走において、地方競馬所属騎手が騎乗できる競走
      - 重賞競走（地方競馬所属馬のみ）
      - GIステップ競走（地方競馬所属馬のみ）

    - 地方競馬で実施する交流競走において、JRA所属騎手が騎乗できる競走
      - ダート交流重賞競走（JRA所属馬のみ）
      - JRA所属騎手が招待された騎手招待競走

  - 11月20日以降は、当面の間以下の通り取り扱う[2][3]。
    - 中央競馬：地方所属騎手について、全ての中央競馬指定交流競走（地方競馬所属馬のみ）および騎手招待競走への騎乗を可とする。
    - 地方競馬：JRA所属騎手について、全ての地方競馬指定交流競走（中央競馬所属馬のみ）及び騎手招待競走への騎乗を可とする。
- 神奈川県川崎競馬組合は、例年JRA・地方競馬のリーディング騎手を招待して行う「佐々木竹見カップ ジョッキーズグランプリ」について、2020年度（2021年）は南関東所属騎手に限定して実施すると発表[4]。
- 高知県競馬組合は1月10日、高知競馬場で1月19日に実施を予定していた「第35回全日本新人王争覇戦」について、開催を延期すると発表[5]。当初は3月下旬の開催で調整されていたが、2月19日に感染拡大防止の観点から同競走を中止すると発表した[6]。
- 地方競馬全国協会は、女性騎手による交流戦シリーズ「LVRレディスヴィクトリーラウンド」について、2020年度は開催を取りやめると発表[7]。
- JRAは、第2回札幌競馬5・6日目（8月28・29日）に予定していた「2021ワールドオールスタージョッキーズ」について、外国人騎手の招致が困難として本年も取りやめると発表。これに伴い、実施日の特別競走の名称や条件が一部変更される（以下参照）[8]。
  - 第2回札幌競馬5日目（8月28日）
    - ワールドオールスタージョッキーズ第1戦→摩周湖特別（定量からハンデキャップに変更）
    - ワールドオールスタージョッキーズ第2戦→オホーツクステークス

  - 第2回札幌競馬6日目（8月29日）
    - ワールドオールスタージョッキーズ第3戦→苫小牧特別
    - ワールドオールスタージョッキーズ第4戦→支笏湖特別
- 兵庫県競馬組合は、騎手招待競走「ゴールデンジョッキーカップ」を前年度に引き続き本年度も実施しないと発表[9]。

### 中央競馬
開催競馬場・パークウインズ（非開催時に場外発売を行う競馬場）・ウインズ等の営業時間、発売レース等について最新の情報は、日本中央競馬会（JRA）が都度更新する「営業最新情報」を参照。また、開催競馬場の入場者数の上限や的中・返還投票券の払戻有効期限延長等については、JRAの発表する情報を公式ホームページなどで参照。
- 例年、金杯当日に全国の競馬場・ウインズ等で配布していた新春プレゼント（ハンドタオル等）について、本年は実施しない[10]。
- 東京都港区にあるJRA本部ビルは、新型コロナウイルス感染拡大防止の観点から1月12日以降閉鎖[11]。4月27日以降も当面の間閉鎖する[12]。
- 1月23日に開業予定だった「エクセル茨城境」[13]のUMACA会員先行登録、および開業を延期。当初は2020年5月9日の開業予定だったが延期されており、再延期となった。4月10日より営業開始[14][15][16][17]。競走名の前につけられる「エクセル茨城境開設記念」の副題は、第1回中山競馬7日目（1月23日）の「初富士ステークス」で予定していたが、再延期に伴い副題をつけずに施行[13][16]され、第3回中山競馬6日目（4月11日）の「春雷ステークス」につけられた[17]。
- 1月25日に予定していた「2020年度JRA賞授賞式」を中止。当初は都内ホテルで受賞関係者のみで行う予定としていたが、中止となった[18][11]。
- 日本騎手クラブは2月11日、2020年より騎手が騎乗1回ごとに1000円を積み立てている基金から、福岡県・愛知県・千葉県へ各300万円、トレーニングセンターが所在する栗東市・美浦村へ各390万5500円の総額1681万1000円を、新型コロナウイルス感染症対策のため寄付したと発表[19]。
- JRAは3月11日、宮崎市へ500万円を寄付したことを発表[20]。
- 前年は中止された物故馬の法要を、4月16日に実施。中止された前年度分も含め、2019年・2020年の対象馬があわせて行われた[21]。
- JRA競馬学校は6月5日・6日・12日・13日に予定していた「令和4年度騎手課程入試説明会」をすべて中止するとともに、参加申込者および非申込者のうち資料を希望する者に、配布予定だった資料を送付することを発表[22]。
- JRAは、2020年2月29日から暫定的に無料放送としているグリーンチャンネル（BS放送）の「中央競馬全レース中継」について、7月より無料放送時間を9時から13時までに短縮するとともに、月額視聴料を1320円（税込）から880円（税込）に引き下げると発表した[23]。
- JRAと船橋市は6月17日に、7月初旬から新型コロナウイルスワクチンの集団接種会場として中山競馬場を活用すると発表。毎週土日に接種が行われる予定だが、第4回中山競馬の開催期間中（9月11日 - 10月3日）は接種を実施しない。なお、開始時期などの詳細は船橋市が別途発表する[24][25]。
- JRAは前年の開催を取りやめた全国ポニー競馬選手権「第12回ジョッキーベイビーズ」について開催要項を発表し、全国7地区で代表決定戦を行い、10月10日に東京競馬場で決勝大会を実施すると発表。なお、例年行われていた長野地区代表決定戦「高ボッチ高原観光草競馬大会」は、本年の開催が中止となったため実施しないほか、東北・新潟地区代表決定戦については福島競馬場が工事中（後述）のため、関東地区と合同でJRA競馬学校で行う。また、決勝大会は最低4人馬とし、これを下回った場合は実施しない[26]としていたが、緊急事態宣言の延長により今後の予選大会の実施が困難となったため、未実施の地区予選4大会および決勝大会の開催を取りやめると発表。これにより、2年連続で中止となった[27]。
- JRAは6月28日に開いた定例会見で、トレーニングセンター（美浦・栗東）の厩舎関係者3000人を対象に、新型コロナウイルスワクチンの職域接種を行うことを明らかにした。トレセンが所在する茨城県と滋賀県には既に申請を提出しており、7月中旬をめどに接種を行う方向で調整している[28]。
- 福岡市は7月8日、JRAの場外発売施設「エクセル博多」を新型コロナウイルスワクチンの臨時接種会場として活用すると発表。対象は福岡市に住民票があり、中洲地区の飲食店に勤務する人としている。接種の詳細については福岡市が案内する[29]。
- JRA騎手の藤田菜七子（美浦）は7月14日に府中市内で東京オリンピックの聖火ランナーとして走る予定だったが、感染拡大により公道でのリレーが中止されたため、代わりに東京競馬場内で行う点火セレモニーに参加することが、7月9日に発表された。東京都内の聖火リレーはほぼ全域で公道でのリレー形式が中止され、公園など無観客の会場で点火セレモニーを行う方式に変更されていた[30]。
- JRAは9月1日、所属騎手の丸山元気（美浦）が新型コロナウイルスに感染したことを発表。丸山は隔離のうえ療養措置となっている。JRAおよび丸山から聞き取った保健所の見解は、いずれも濃厚接触者に該当する者はいないとされた。これに伴い、JRAでは8月28日・29日の新潟競馬で騎乗した騎手全員（丸山を除く57名）にPCR検査を行い、江田照男（美浦）が陽性となったことを9月2日に発表。江田も隔離のうえ療養措置が取られた。また、JRAは今回PCR検査を行った騎手が9月1日・2日の調教騎乗をしないことも発表。9月4日・5日の競馬開催は予定通り行う[31][32]。丸山と江田は9月12日まで調教・レースへの騎乗を行わず、9月14日から調教騎乗を再開[33]。
- JRAは2020年3月22日以来取りやめていたレース優勝馬の口取り式を、10月2日から約1年7か月ぶりに再開[34]。11月20日からは騎手も口取り式や表彰式へ参加可能になるほか、11月21日のマイルチャンピオンシップからは芝コースでの表彰式、および優勝騎手の場内インタビューも再開される[35]。
- 前年10月に行われた第6回サウジアラビアロイヤルカップのレース後、JRAが定めた新型コロナウイルス対策の接触制限に違反して騎手と優勝記念撮影をしたとして今年3月に2馬房減の制裁を受けた調教師の須貝尚介（栗東）が9月3日付でJRAを相手取り、処分を不当として700万円の損害賠償請求訴訟を大津地方裁判所に提起していたことが10月21日に判明。提訴の理由について須貝は「弁明の機会も与えられず、適正な手続きを得ないで一方的に処分が行われた」と説明。10月28日に行われた第1回口頭弁論で、JRA側は請求棄却を求め、争う姿勢を示した[36][37]。
- JRAは11月6日より、2020年2月29日以来取りやめていたウインズやJ-PLACE等の場外発売施設内でのレース映像等の配信を一部の施設で再開する。なお、12月26日（有馬記念施行日）は混雑が予想されるため、映像配信は行わない[38][39]。
- 第5回中山競馬・第6回阪神競馬において、立見や自由席でレース観戦ができる「スタンディングパス（無料）」を実施。入場は通常より遅い11時から可能で、中山は各日500組（1000人）、阪神は200組（400人）が入場可能。応募は専用サイトから受け付け、応募者多数の場合は抽選となる[40]。
- JRAは12月13日に開いた定例会見で、新型コロナウイルス感染症対策を中心とした各種取り組みに対する支援として、以下の団体へ計33億円余りを拠出したことを発表[41]。
  - 日本赤十字社：10億円
  - 中央共同募金会：10億円
  - 競馬場・トレーニングセンター・ウインズ等が所在する市区町村（全44自治体）：13億6000万円
  - 上記のほか、日本馬主協会連合会・日本調教師会・日本騎手クラブから各1000万円を拠出。

### 地方競馬
開催競馬場への入場に関する条件、場外発売所の再開状況、および的中・返還投票券の払戻有効期限について最新の情報は、地方競馬全国協会（NAR）が都度更新する「入場再開情報」、「地方競馬場外発売施設 再開状況 (PDF) 」、または地方競馬全国協会・各地方競馬主催者の公式ホームページを参照。また、J-PLACE（地方競馬でのJRA場外発売）の営業日・営業時間・発売レース等については、JRAおよび各地方競馬主催者の公式ホームページを参照。
地方競馬全国協会
- 「NARグランプリ2020」の表彰式について、本年は中止とした。

地方競馬教養センター
- 騎手候補生の訓練の一環として行っていた「観桜外乗」は、前年に引き続き本年も中止。

ばんえい競馬
- ばんえい競馬は、帯広競馬場で実施予定だった東京オリンピックの聖火リレーが緊急事態宣言により中止されたため使用されなかった専用のそりを、8月7日から9月6日まで帯広競馬場入口付近で、9月7日以降は場内インフォメーション横で一般公開する。聖火ランナーが安全に乗れるよう、そりの後部に鉄製の柵を取り付けた特注品で、ランナーを乗せたそりをばん馬が曳いてリレーする予定だった。

岩手競馬
- 所属騎手の岩本怜・山本聡哉・高松亮は、いずれも予定されていた南関東地区での期間限定騎乗を取りやめた。
- 水沢競馬場では、例年実施している競馬場北側（向正面）の桜並木の一般開放を見合わせると発表。

南関東公営競馬（大井・川崎・船橋・浦和）
- 埼玉県浦和競馬組合は1月8日に実施するブルドッグボスの引退式を、無観客開催に伴い関係者のみで行うと発表。
- 南関東地区の4主催者は3月8日、他地区地方競馬所属騎手の南関東地区での期間限定騎乗について、2021年度の受け入れを中止すると発表。
- 特別区競馬組合は3月29日、新型コロナウイルスワクチンの集団接種会場として、大井競馬場の一部を提供すると発表。競馬開催の来場客と集団接種の利用者は移動エリアを区分し、集団接種利用者は接種会場以外の施設は利用できない。特別区競馬組合は5月11日に、大井競馬場の一部（4号スタンド5階ほか）を5月30日より当面の間、新型コロナウイルスワクチンの集団接種会場として品川区に提供すると発表。品川区は5月30日から、毎週水・木・土・日曜に大井競馬場で集団接種を行うことを発表。
- 千葉県調教師会は競馬を開催できることに対する感謝として、船橋市にお米券を、習志野市に感染症予防用N95マスクをそれぞれ寄付した。
- 特別区競馬組合は5月27日、2020年4月6日付・10月7日付東京新聞（朝刊）に掲載した全15段カラー広告が、「第12回中日新聞社広告大賞（一般紙の部）」で優秀賞を受賞したことを発表。
- 埼玉県浦和競馬組合は6月29日から当面の間、新型コロナウイルスワクチンの集団接種会場として浦和競馬場の一部（第1駐車場）を提供すると発表。なお、実施日や予約などの詳細は、さいたま市より別途発表される。
- 埼玉県浦和競馬組合は7月12日、埼玉県が行う新型コロナウイルス感染症対策事業への支援として1億円を寄付したことを発表。
- 調教師の渋谷信博（船橋）が9月7日に船橋市役所を訪問し、管理馬のキャッスルトップが第23回ジャパンダートダービー（JpnI）を優勝した際の記念品を寄贈するとともに、新型コロナウイルス感染症対策として寄付を行った。

金沢競馬
- 2021年度の「ホースパークKANAZAWA・レディスクラブ」の新規会員募集を当面の間見合わせ。なお、2020年度の会員で継続希望者は自動継続となる。
- 場内警備業務を受託する企業に勤務する場内警備員1名がPCR検査で陽性と判定されたため、5月15日の場外発売を中止（J-PLACEも発売中止）。場外発売は5月16日より再開。
- 金沢競馬場で騎手や調教師など関係者8名の感染が確認され、金沢市保健所がクラスターと認定。関係者に濃厚接触者もいることから、競馬関係者全員のPCR検査を行うとともに、8月1日から10日までの競馬開催（計4日）、および7月31日から8月8日までの場外発売（計7日）をすべて取りやめとした。J-PLACE金沢も7月31日から8月10日まで発売・払戻を休止。場外発売は8月11日、競馬開催は8月15日より再開。なお、取りやめとなった開催日のうち2日分は、11月15日・29日に追加開催する。

東海（名古屋・笠松）
- 名古屋競馬場では、開催時の入場料（100円）を免除する措置を、引き続き7月2日まで延長すると発表。

兵庫県競馬（園田・姫路）
- 兵庫県競馬組合は園田競馬場（第4投票所：10月4日から11月28日）と姫路競馬場（スタンド4階・ひめたんスポーツプラザ：10月5日から11月27日まで。一部除外日あり）を、新型コロナウイルスワクチンの集団接種会場として提供すると発表。接種日程などの詳細は兵庫県が案内する。

高知競馬
- 高知競馬では1月17日から31日までのメイン競走を「新型コロナウイルス感染症対策支援競走」として施行し、売得金の1%相当額（1102万7152円）を「高知県新型コロナウイルス感染症対策助け合い寄附金」へ寄附する。「新型コロナウイルス感染症対策支援競走」は5月2日から30日までのメイン競走（計10競走）でも行われ、売得金の1%相当額（991万3006円）を高知県及び高知市の新型コロナウイルス感染症対策の支援金として寄付する。

佐賀競馬
- 5月2日に所属騎手1名・調教師1名・厩務員1名の新型コロナウイルス陽性が確認されたため、5月3日・4日の開催を取りやめ。他場発売は予定通り実施する。なお、中止となった2日分を6月25日と7月11日に追加開催する。

## 福島県沖地震に伴う影響
2月13日の夜遅くに福島県沖で発生した地震の影響により、JRAは来場者の安全を考慮して福島競馬場及びウインズ三本木・J-PLACE大郷での14日の営業を取りやめるとともに、福島競馬場で15日に予定していた払戻サービスを休止した。福島競馬場では14日午前10時現在、天井パネルが落下していたり、スプリンクラーが破損したことによる漏水が確認されたと明らかにした。JRAは2月18日、福島県と福島市に対し福島競馬場から各100万円を見舞金として拠出すると発表。地震に伴い営業を取りやめていた事業所のうち、ウインズ三本木・J-PLACE大郷については21日より発売・払戻を再開。福島競馬場では発売を引き続き休止するが、20日以降の競馬開催日に平日払戻所で払戻業務のみ行うと発表。3月4日付の日刊スポーツなどによると、福島競馬場の施設復旧に時間を要するため、4月10日から5月2日まで予定していた第1回福島競馬の開催を見送ることが明らかになった。地震で崩落した天井のほか、地下馬道・スタンドにも損傷や破損が著しく、施設へのダメージは2011年の東日本大震災と同等か、当時よりも大きかったとみられ、開催までに復旧作業が間に合わない状況や、余震による安全確保が困難なことを理由とした。JRAは3月6日に第1回福島競馬の中止を正式に発表し、代替開催を新潟競馬場で行うとした。当初は5月8日から開催予定だった第1回新潟競馬は「第2回新潟競馬」に変更される。代替開催となる「第1回新潟競馬」は芝馬場保護の観点から芝コースを使用する競走数を見直すほか、福島競馬場で施行予定だった障害競走は新潟で行わず、中山・東京・阪神の各競馬場に振り分けて施行する。これにより、当初中山・東京・阪神で施行予定だった「3歳未勝利」の一部が取りやめとなったほか、一部の開催日で発走時刻も変更された。JRAは4月18日に発表した夏季競馬番組で、第1回福島競馬（当初の第2回福島競馬から変更）を7月3日から7月18日まで開催するとした。なお、観客エリアの復旧工事には引き続き時間を要するとして、第1回福島競馬は無観客で開催された。福島競馬場では、パークウインズ（場外発売所）としての営業を8月14日より再開。
岩手県競馬組合は、テレトラック三本木について2月14日から16日まで発売・払戻業務を取りやめた。組合によると、電話が繋がらない状態だったという。テレトラック三本木は2月17日から入場を再開した。
特別区競馬組合はニュートラック福島について、施設の安全確認のため2月15日と16日を臨時休業とし、地震の影響による施設復旧及び点検のため、同所を当面の間休業することを発表。再開時期は決定次第発表するとした。ニュートラック福島は3月2日より払戻業務のみ行い、営業は4月1日より再開。

## JRAの調教助手・厩務員による持続化給付金不正受給疑惑
2月17日付のスポーツ報知などによると、国が新型コロナウイルスによる経済対策として行っている持続化給付金について、JRAのトレーニングセンターで働く調教助手や厩務員らに「新型コロナウイルスの影響がないのに不正に受給した疑いがある」として、国会で追及された。調教助手らに申請を指南したのは大阪市の男性税理士で、担当馬がレースで獲得した賞金に応じて得られる進上金がコロナ禍の影響で減少したとして、持続化給付金を申請し、受け取ったというもの。共同通信によると、男性税理士は「厩舎関係者は満額（100万円）が給付される可能性が高い」と記した案内文を送り、調教助手らを勧誘していた。2月18日付のデイリースポーツによると、勧誘には複数の税理士が関与しているとみられ、仲介者を通じた直接勧誘のほか、電話やメール、無料通信アプリ「LINE」を利用したものもあったという。「受給者は100人以上」と証言する調教助手もおり、総額で1億円を超える可能性もあるとしている。2月23日付の共同通信によると、栗東トレーニングセンターで働く調教助手ら12名が、労働組合の顧問税理士を務めている京都市の男性税理士に相談し、受給していたことが判明。11人は既に返還済みか、返還の意向を示している。大阪市の税理士は勧誘した受給者から受給額の7 - 10%の「成功報酬」を得ていた一方、京都市の税理士は「手数料は受け取っていない」としている。2月25日付の共同通信などによると、スポーツニッポン新聞社大阪本社編集局レース部で競馬を担当していた男性記者が勧誘に関与していたことが社内調査で判明。大阪市の男性税理士とは知人とみられ、「税理士から紹介してほしいといわれ、10人以上紹介した」と説明している。同社は25日付紙面やホームページで「当社にまったく関係のない業務であり記者倫理を逸脱した行為である。さらに調査を行い適切に対処する」とのおわびを掲載した。2月26日付のスポーツ報知などによると、受給者に調教師も含まれていることが2月25日に判明。3月4日付の日刊スポーツによると、受給した調教師は10人以上だという。日本調教師会は2020年11月に「受給しないように」との通達を出していたが、調教師にも受給者がいることが明らかになった。受給した調教師は個人事業主ではなく、厩舎の財務関係を管理する事務所の名義で中小法人として書類を申請し、最大200万円を受給したとみられる。時事通信によると、2020年の中央競馬のレース数は過去最高で、賞金の減額もなかった。日本調教師会も「中央競馬の中止はなく、経済的な影響は全くない」とした。2月28日付のデイリー新潮によると、指南役とされる大阪市の男性税理士はJRAの馬主でもあり、法人の事業のひとつとして「競馬関係者サポート」を謳っていたほか、勧誘文書には「受給後の不正受給調査への対応も含みます」との文言も記されていたという。調教助手や厩務員が加入する労働組合の関係者が、別の税理士に勧誘文書を見せたところ「距離を置いたほうがいい」と助言されたが、男性税理士を信頼していた一部の厩舎スタッフは聞き入れなかったという。税理士を介して給付金を受給したJRA関係者の1人は「顧客になれば成功報酬を10％から7％にすると誘われた」と証言している。
この件について、農林水産大臣の野上浩太郎は2月17日の衆議院予算委員会で、JRAに対し事実関係を把握するよう指示したことを明らかにし、「競馬への信頼を確保するため、不正受給があれば返還させるなど厳正な対応を取るよう指示した」と答弁。同委員会にはJRA理事長の後藤正幸も出席し、日本調教師会に調査を要請したと説明。日本調教師会会長の橋田満はコメントを発表し、事態の究明と厳正な対応を行うとした。後藤は3月1日の衆議院予算委員会にも出席し、「中央競馬の賞金に由来する収入については、感染症の影響は極めて限定的だ」と述べたものの、調教助手らに受給資格があるかについては言及を避けた。2月18日付のデイリースポーツによると、JRAは遅くとも2020年秋までに不正が行われていた可能性を把握していたというが、「調教助手らは調教師に雇われているため、管理監督する立場にない」などとして、独自調査や業界団体への調査要請はしていなかった。JRAは2月18日に日本調教師会の役員と協議し、JRAが各調教師に対して、厩舎スタッフによる受給の有無を19日にメールで確認するよう要請。調教師会は回答を集約し、報告する見通しとなった。美浦と栗東の約2500人に24日締め切りで調査を行った結果、給付金を受け取っていたと回答したのは130人以上で、総額は1億円前後に上るとみられる。日本調教師会は申請や受給を認めた調教助手らに対し経緯などを尋ねる追加調査を実施したほか、JRAも自ら実態調査を行うことが明らかになった。また、地方競馬全国協会も農林水産省から注意喚起を受け、2月19日付で全国の地方競馬主催者に文書で調査を要請した。JRAは3月6日に中山競馬場と阪神競馬場で記者説明会を行い、騎手13人・調教師19人を含む計165人が受給、総額で1億8983万9222円に上っていたことを明らかにした。49人は既に返還済みで、114人が返還予定。JRA理事長の後藤は「あってはならないことであり、中央競馬の信頼に関わる問題となったことについて、お客様ならびに社会の皆様に心よりおわび申し上げます」とのコメントを発表。内閣官房長官の加藤勝信は3月8日の記者会見で「極めて遺憾」とコメントしたほか、農林水産大臣の野上も9日の閣議後に行われた記者会見で「極めて遺憾」とコメントし、JRAに対し「競馬に対する国民の信頼回復に取り組むよう指導していきたい」と述べた。JRAは3月12日に追加で厩舎従業員1名が申請・受給していたことを明らかにし、先に発表済みの調査結果について日本調教師会と連携して検証を行っていることを発表した。JRAは4月10日に2回目の調査結果報告説明会を中山競馬場と阪神競馬場で開き、再調査の結果受給者は4人増の169人に上ったことを明らかにした。166人は返還手続きが済んでおり、96人が返還を済ませているとした。また、JRAは同日、日本調教師会や日本騎手クラブとともに計170人を出勤停止や戒告、厳重注意の処分にしたと発表した。しかし、勧誘を指南した男性税理士に対しての処分などは行われず、関与した厩舎関係者の実名も伏せられたJRAなどの対応について、一部の調教師が「甘い」と語ったほか、デイリースポーツも「大甘裁定」と評した。日刊スポーツは「持続化給付金が2020年にできたばかりの制度のため、不正受給等に対する競馬関係法規の整備がなされておらず、無力だった」と評している。JRA理事長の後藤は4月19日に行われた定例会見の冒頭で「厩舎関係者による持続化給付金申請、受給につきましては、社会の皆さま及び日頃から中央競馬にご参加いただいているお客様の信頼を損ねる問題になったものと認識しております。JRA理事長として中央競馬サークルを代表し、心よりおわび申し上げます」と述べ、陳謝した。JRAは今後同種の問題が発生した場合に備え、関連規約等の改正を検討していることを明らかにした。社会常識を逸脱した行為で中央競馬の信頼を損ねた場合、馬主も処分の対象とするように規約等を改正する方針。JRAは7月16日に、関係者全員の給付金返還が完了したことを確認したと発表した。
指南役とされる大阪市の男性税理士はデイリースポーツの取材に対し2月18日にFAXで回答し、「弁護士を加えて行った再精査の結果、改めて適正な手続きであったことを確認しております」としたうえで、「不正受給疑惑なるものと当法人を安易に結びつけるような報道は厳に慎んでいただきたい」とした。デイリー新潮の取材に応じた顧問弁護士は「『不正受給』という報道は正確ではない」とし、文書の作成や配布も認めたうえで「文書を配ったのは契約者などごく一部だったが、横のつながりで拡散したことを報道で騒動になってから把握した」とした。男性税理士の代理人弁護士は日刊スポーツの取材に対し「報酬は全て実際に申請手続きをした行政書士に渡していた」とし、税理士法人としては利益を得ていなかったと主張している。また、京都市の男性税理士は共同通信の取材に対し「コロナの影響を受けたと各自が判断すれば申請は問題ないのではないか」「影響の度合いは我々が計り知れない部分もある」と答えた。大阪市の男性税理士は3月8日に「道義的観点で世間から厳しい意見が寄せられ、中央競馬に関係する方々の社会的信頼を損なうことになった責任は痛感している」旨の文書をJRAと調教師会へ送付したうえで、馬主で構成される諸団体の役員職すべてについて辞表を提出した。関与した114件は全て返還済み、または返還手続き中で、報酬は申請者に返還したという。
スポーツニッポン新聞社は4月29日、勧誘に関与していた記者を4月28日付で出勤停止の懲戒処分にし、2月25日付でレース部から異動、関西競馬記者クラブも退会したことを発表した。

## 概要

### 中央競馬
日本中央競馬会（JRA）は、2020年10月19日に開催日割と重賞日程を発表。
年初は1月5日（中山・中京）から始まり、12月28日（中山・阪神）まで開催。祝日を含む3日間開催は当初3節（1月9日・10日・11日、9月18日・19日・20日、10月9日・10日・11日）で実施（前年より1節減、10月は変則2場開催）予定だったが、スポーツの日が10月11日から7月23日に変更されたため、10月の3日間開催は通常の土日開催に変更。これにより、本年の3日間開催は前年より2節減って2節（いずれも中山・中京）となった。
年間総売上は3兆911億1202万5800円（前年比：3.6%増）で、10年連続で前年を上回った。また、開催競馬場の総入場者数は前年に続いて新型コロナウイルス感染防止対策で入場制限が行われたため、72万2670人（前年比：27.1%減）となった。
リーディングジョッキーは199勝を挙げたクリストフ・ルメール（栗東）が5年連続5回目の受賞、リーディングトレーナーは54勝を挙げた中内田充正（栗東）が初受賞となった。

#### 開催日割の変更点
- 前年より行われている京都競馬場の整備工事に伴い、京都での開催は行われず、すべて他場へ振替。また、良好な芝馬場を維持する観点から西日本地区の開催日割が大幅に変更された[131][132]。
- 延期された東京オリンピックの開催対応や暑さ対策のため、7月24日から8月8日の期間は函館競馬場と新潟競馬場の2場開催とする。これに伴い、北海道地区の開催日割が第1回札幌競馬（6日）→第1回函館競馬（12日）→第2回札幌競馬（8日）に変更された[131][132]。
- 上記に伴う重賞競走の変更点は後述。

#### GI競走の変更点
- 京都競馬場の整備工事に伴う開催日割の変更に伴い、天皇賞（春）・秋華賞・菊花賞は阪神競馬場で施行。いずれも施行距離に変更はない[132][136]。
- ホープフルステークスの施行日を、第5回中山競馬9日目（12月28日）に変更[132][136]。
- ヴィクトリアマイルと安田記念の1 - 3着馬に優先出走権が付与されるフランスの競走（デスティナシオンフランス）に、従来のジャック・ル・マロワ賞に加えムーラン・ド・ロンシャン賞を追加。また、ヴェルメイユ賞の優先出走権付与対象競走となっていた優駿牝馬（オークス）は本年より対象から外された[137]。

#### GII・GIII競走の変更点
変更後の施行距離の記載がない競走は、施行距離に変更がないことを表す。
- 東京スポーツ杯2歳ステークス（GIII）をGIIに格上げ（1月27日に承認されたことを発表[138][139]）[131][132][136]。
- 葵ステークス（重賞）はGIIIに新規格付[131][132][136]を申請していたが、日本グレード格付け管理委員会の承認が得られず、本年の格付表記は「重賞」のまま変更されないこととなった[138][139]。
- 京都金杯（GIII）・シンザン記念（GIII）・日経新春杯（GII、芝2200mに変更）・シルクロードステークス（GIII）・きさらぎ賞（GIII、芝2000mに変更）・京都新聞杯（GII）・京都ハイジャンプ（J・GII、芝3900mに変更）・平安ステークス（GIII）・葵ステークスは、京都競馬場から中京競馬場に変更[132][136]。
- 京都記念（GII）・京都牝馬ステークス（GIII）・マイラーズカップ（GII）・京都大賞典（GII）・スワンステークス（GII）は、京都競馬場から阪神競馬場に変更[132][136]。また、スワンステークスは従来の「毎日放送賞スワンステークス」を「MBS賞スワンステークス」に変更[140]。
- 鳴尾記念（GIII）は、阪神競馬場から中京競馬場に変更[132][136]。
- 函館スプリントステークス（GIII）は、函館競馬場から札幌競馬場に変更[132][136]。
- CBC賞（GIII）・プロキオンステークス（GIII、ダート1700mに変更）・中京記念（GIII、芝1800mに変更）[注 1]は、阪神競馬場から小倉競馬場に変更[132][136]。
- クイーンステークス（GIII）・エルムステークス（GIII）は、札幌競馬場から函館競馬場に変更[132][136]。
- 東海ステークス（GII、前年は京都競馬場で開催）・愛知杯（GIII、前年は小倉競馬場で開催）は、ともに中京競馬場に復帰[132][136]。
- サウジアラビアロイヤルカップ（GIII）は当初10月11日に施行予定だったが、3日間開催が土日開催に変更となった（前述）ため、10月9日に変更[133]。
- 福島牝馬ステークス（GIII）は、地震の影響による福島競馬の中止（前述）に伴い新潟競馬場に変更[86]。
- 小倉記念（GIII）は、「小倉競馬場開設90周年記念」の副称をつけて施行[88]。

#### その他の競走に関する変更点
- 3歳新馬戦の終期を従来より繰り上げ、2月下旬までとする[141]。
- 第1回阪神競馬5日目（2月27日）に「松籟ステークス（4歳以上3勝クラス、芝外→内3200m）」を施行。阪神競馬場では2006年に芝外回りコースが新設されて以来、同距離設定での競走が行われていないため、5月2日に同コースを使用して天皇賞（春）を施行する（前述）こともあり、事前に同距離の競走を行うこととした。JRAの平地競走で、3000m以上の競走がオープンクラス以外で編成されるのは、2000年11月に京都競馬場の芝3000mで行われた「ドンカスターステークス（3歳[注 2]以上1600万以下）」以来となる[142][143]。
- JRAは6月28日に開いた関西定例会見で、近年外国馬の出走数が減少しているジャパンカップの外国馬誘致を促すことを目的に、ジャパンカップが行われる節（11月27・28日）に下級条件クラスの国際競走を新設すると発表。2勝クラスと3勝クラスで各2競走（計4競走）を編成し、特別競走のほか一般競走も対象とする。外国馬の出走枠は1競走につき2頭以内で、収得賞金とレーティングを参考にクラス分けを行う。これはジャパンカップに出走を希望する外国馬の関係者から、前日に行われるキャピタルステークス（L）以外に帯同馬が出走できるレースがないという指摘を受けたための措置。また、2019年12月に発表されている事項として、外国馬が競馬学校での輸入検疫を行わずに東京競馬場へ直接入厩できるようにする施設（国際厩舎）も4月に着工され、2022年から使用できるようにしたいとの見通しを示した[144][145]。8月1日に秋季競馬番組が発表され、以下の4競走を新たに国際競走として施行[146]。
  - 第5回東京競馬7日目（11月27日）
    - 第8競走：3歳以上2勝クラス（ダート1400m）
    - 第10競走：シャングリラステークス（3歳以上3勝クラス、ダート1400m）

  - 第5回東京競馬8日目（11月28日）
    - 第9競走：オリエンタル賞（3歳以上2勝クラス、芝2000m）
    - 第11競走：ウェルカムステークス（3歳以上3勝クラス、芝2000m）
- 9月20日の中山・中京競馬で、「JRAアニバーサリー」関連競走を以下の通り施行[146]。
  - 中山競馬第10競走：2001メモリアル ジャングルポケットカップ
  - 中京競馬第10競走：2011メモリアル オルフェーヴルカップ
  - 中京競馬第11競走：JRAアニバーサリーステークス

#### 場外発売の変更点
- 本年の平日払戻サービスは、以下の事業所でのみ実施する。原則として「競馬開催日の翌日となる月曜日」のみ実施し、これまでウインズ後楽園・難波・梅田で実施していた火曜日の平日払戻は終了する。なお、金杯翌日の1月6日は平日払戻を行うほか、5月3日から5日を含む週は全国で平日払戻を行わない[147]。
  - 競馬場等：札幌、函館、福島、新潟、中山、東京、中京、京都、阪神、小倉
  - ウインズ・エクセル：札幌、銀座、後楽園、錦糸町、浅草、汐留、新宿、渋谷、立川、横浜、新横浜、石和、名古屋、京都、難波、梅田、道頓堀、神戸、姫路、米子、広島、高松、博多
  - 新潟サービスセンターでは「金杯翌日およびGI翌日」のみ実施し、左記以外の平日払戻は行わない。
- これまで「ウインズ」として営業していた水沢・三本木・盛岡[注 3]は、「地方競馬共同トータリゼータシステム」を使用した発売方法に移行した上で「J-PLACE」として中央競馬の発売・払戻を行う。移行日と移行後の発売レースは以下の通り。なお、ウインズとして発売された投票券については払戻有効期限まで、同所で払戻を行う[148][149]。
  - J-PLACE水沢：3月13日
  - J-PLACE三本木：3月20日（三本木はこれまで毎週日曜日のみ営業していたが、J-PLACEへの移行後はすべての中央競馬開催日に営業）
  - J-PLACE盛岡：7月3日
  - 発売レース
    - 岩手競馬開催日：各場第9・第10・第11競走（または第10・第11・第12競走）、全競馬場の障害重賞、および前日発売レース
    - 岩手競馬非開催日：各場全レース
- 3月27日より、園田・姫路競馬の場外勝馬投票券発売所「DASH呉」でJRAの勝馬投票券を発売開始（J-PLACE呉）。同所では平地GI競走のみ発売（前日発売も実施）する[150]。
- 4月3日より、J-PLACE船橋・荒尾での発売レースを以下の通り拡大する[151]。
  - J-PLACE船橋：各場第9競走から第12競走（発売は日曜日のみ）
  - J-PLACE荒尾：関西主場の全競走、他場のメイン競走、および前日発売
- 2018年6月より改築工事中だったウインズ札幌（旧A館）は、5月15日よりリニューアルオープンする。新しい建物は地下2階・地上8階建で、6階にエクセルフロアを設ける。エクセルフロアは全席UMACAシートとなり、北海道地区では初設置となる。このほか、5階には指定席（有料：500円）、6階にグループルーム（3部屋：1室4000円）も設置される。なお、B館とアーバン館エクセルフロアは5月9日の開催、および5月10日の平日払戻業務をもって閉館する[152]。また、同所で行っていたGI競走の金曜日発売は、4月30日をもって終了する[153]。
- ウインズ宮崎では、9月11日よりUMACA投票を導入開始。先行登録は8月28日より受け付ける[154]。
- JRAはクレジットカードで決済するインターネット投票「JRAダイレクト」について、11月12日の18時30分から従来のパソコンに加え、スマートフォンでも利用可能にする。これに伴い、投票サイトの画面デザインをパソコン・スマートフォンともに統一する[155]。
- JRAは、開催競馬場やパークウインズに導入されている「指定席ネット予約」をウインズ等の場外発売施設でも順次導入すると発表。10月9日のウインズ梅田エクセルフロアで導入開始、10月16日にはウインズ石和エクセルルームにも導入され、他の施設でも以降順次導入する予定で、導入後は全席が指定席ネット予約となり、当日の現金発売は行われない[156]。
- JRAはインターネット投票「即PAT」「A-PAT」会員向けに、パソコン版・スマートフォン版サイトでの1回あたりの投票件数を、以下の日程で従来の50件から255件に拡大する[157]。
  - 即PAT会員：12月10日（金）18時30分より
  - A-PAT会員：12月11日（土）7時00分より
- JRAは12月24日をもって、ウインズ後楽園・新宿・難波・梅田で実施していたGI競走の金曜日発売を終了すると発表。これにより、1993年から行われてきた金曜日発売は2022年より休止されることとなった。なお、これに伴い、金曜日発売実施時に21時としていたインターネット投票（即PAT・JRAダイレクト）の発売開始時刻は、2022年より金曜日の18時30分に変更される[158]。→2022年の日本競馬#場外発売の変更点も参照

#### 払戻金の上乗せ施策
本年の払戻金上乗せ施策は以下の通り。
「JRAプラス10」は、JRAの全競走およびJRAが発売する海外競馬の全投票法において実施。
- JRAプレミアム[159]
  - 金杯馬連：中山金杯・京都金杯の馬連について、売上の5%相当額を上乗せ
  - 3歳重賞+リステッド馬連：1月10日から5月29日までの3歳重賞・リステッド競走の馬連について、売上の5%相当額を上乗せ
  - ダービーデー馬連：5月30日（東京優駿施行日）の全場・全競走の馬連について、売上の5%相当額を上乗せ
  - 夏・秋の2歳単勝：6月5日から12月19日、および12月28日のすべての2歳戦の単勝について、売上の5%相当額を上乗せ
  - 有馬記念デー馬連：12月26日（有馬記念施行日）の全場・全競走の馬連について、売上の5%相当額を上乗せ
- JRAスーパープレミアム
  - 9月20日の中山・中京競馬は、各場全競走の全投票法（WIN5も含む）において、払戻率を「一律80%」とする[160]。
  - 12月28日の中山・阪神競馬は、各場全競走の全投票法（WIN5も含む）において、払戻率を「一律80%」とする[161]。

#### その他の変更点
- JRAは例年春季に北海道・東北・九州で実施していた「産地馬体検査」を、本年より廃止する。北海道でデビューする馬が減少したことに加え、早期特例登録制度による競馬場への直接入厩が増加したこともあり、近年は受検頭数が減少していた[162]。
- JRAは良馬場の海外向け表記について、従来の「Firm」を本年より「Good to Firm」に変更する。近年は芝馬場路盤の改善やオーバーシードの導入、エアレーション作業等の実施により芝馬場のクッション性が向上したことから、相応する表現に改める。なお、稍重（Good）・重（Yielding）・不良（Soft）の海外向け表記は現行通り[163]。
- JRAは、国際競馬統括機関連盟（IFHA）が主催する「第55回IFHA国際競馬会議」のオフィシャルパートナーとなった。これにより、同連盟のウェブサイトやソーシャルメディアなどを通じ、日本競馬のプロモーション活動を行っていく[164]。
- JRAは3月21日、2021年の一部開催日の指定席料金（スマートシートは除く）について、通常の料金から引き上げ（または引き下げ）する特別料金を設定すると発表。競馬場ごとの特定日と概要は以下の通り[165]。
  - 札幌競馬場：8月22日（札幌記念施行日）は引き上げ、6月26日は引き下げ
  - 函館競馬場：7月18日（函館記念施行日）は引き上げ、7月24日は引き下げ
  - 福島競馬場：7月11日（七夕賞施行日）は引き上げ、11月6日は引き下げ
  - 新潟競馬場：9月5日（新潟記念施行日）は引き上げ、7月24日は引き下げ
  - 中山競馬場：4月18日（皐月賞施行日）・12月26日（有馬記念施行日）は引き上げ、9月25日・10月2日は引き下げ
  - 東京競馬場：5月23日（優駿牝馬施行日）・5月30日（東京優駿施行日）・6月6日（安田記念施行日）・10月31日（天皇賞（秋）施行日）・11月28日（ジャパンカップ施行日）は引き上げ、6月5日・6月12日・6月19日・6月26日・11月27日は引き下げ
  - 中京競馬場：3月28日（高松宮記念施行日）・12月5日（チャンピオンズカップ施行日）は引き上げ、6月12日・9月25日は引き下げ
  - 阪神競馬場：4月4日（大阪杯施行日）・4月11日（桜花賞施行日）・5月2日（天皇賞（春）施行日）・6月27日（宝塚記念施行日）・10月17日（秋華賞施行日）・10月24日（菊花賞施行日）は引き上げ、6月19日・6月26日・10月9日・10月16日・10月23日・11月20日は引き下げ
  - 小倉競馬場：8月15日（小倉記念施行日）は引き上げ、9月4日は引き下げ
- JRAは、中央競馬の競走馬登録を抹消した馬について、従来は地方競馬へ移籍した馬（所定の成績を残した馬に限る）に対してのみ認められていた中央競馬への再登録を外国へ移籍した馬も可能にすると発表。所定の成績（下記参照）を収めた馬は、6月5日以降外国移籍馬もJRAに再登録が可能となる[166]。
  - 所定の成績：インターナショナル・カタロギング・スタンダーズに定めるパートIのG1・G2・G3競走のいずれかで1着となった馬
- JRAは6月15日の17時より、指定席ネット予約会員が専用サイトへログインする際、メールアドレスによる2段階認証を導入。なお、移行期間として6月15日の17時から8月31日の14時まではメールアドレスが未登録でも利用できるが、移行期間終了後はメールアドレスの登録・認証を行わない限り指定席予約ができなくなる[167]。
- JRAは6月20日付で委嘱する裁定委員会の外部委員を発表し、元JRA調教師の田所秀孝が新任となった。なお、大島宏（地方競馬全国協会公正部長）・岡部幸雄（元JRA騎手）・桑島孝春（元地方競馬騎手）の3名は再任。いずれも任期は2年[168]。
- JRAは7月3日より夏季競馬終了までの期間中、人馬の暑さ対策の一環として装鞍所集合時刻を「発走時刻の55分前」から「発走時刻の50分前」に変更する。これに伴い、馬体重の発表時刻も変更される[169]。
- JRAは、馬事公苑などで開催される東京オリンピックの馬術競技について、グリーンチャンネルでテレビ中継すると発表。一部日程では生放送も実施される[170]。東京パラリンピックの馬術競技も、グリーンチャンネルでテレビ中継する[171]。
- JRAは7月14日、トレーニングセンター（美浦・栗東）のウッドチップコースにタイム自動計測装置を導入すると発表。タイム自動計測は従来より坂路コースに設けられていたが、競馬ファン向けに報道される頻度の高い追い切りがウッドチップコースに集中しているため、本格導入に踏み切った。美浦は7月27日から、栗東は12月7日より運用が開始された。なお、芝・ダート・ポリトラックコースへの導入は未定[172][173][174][175]。
- JRAは7月15日、競走馬理化学研究所が国際競馬統括機関連盟（IFHA）のリファレンスラボラトリーとして指定されたことを発表。なお、現地審査ができないため、リモート審査による暫定的な指定となっている[176]。
- JRAは、8月4日に2022年度の調教師・騎手免許試験要領を発表。騎手試験（新規）は競馬学校騎手課程生徒を除き、地方競馬騎手免許保持者・外国人騎手などに対する第1次試験を9月29日、第2次試験を2022年1月26日に実施。2022年度より短期免許の成績要件を満たさない外国人騎手でも、相応の実績がある者は第1次試験のうち騎乗技術（基本馬術）・体力測定を省略するよう変更された[177]。
- JRAは8月18日より、本部事務所を東京都港区六本木から東京都港区西新橋に移転する[178]。
- JRAは9月7日付で公正審査委員7名を任命し、朝日新聞社取締役の堀越礼子を新任。ほか6名は再任で、いずれも任期は2年[179]。
- JRAは美浦トレーニングセンターで建設中だった新しい調教スタンドの内覧会を9月15日に行い、報道関係者に公開した。新調教スタンドは11月上旬の使用開始を予定しており、騎手控室や調教師室、報道関係者向け記者席のほか、エレベーターを新設。主にGI競走での記者会見に使われるインタビュールームも設置された[180]。
- JRAは9月16日に、日本中央競馬会運営審議会委員（10名、任期2年）を任命。西川賢（日本馬主協会連合会会長）・佐藤藍子（女優）・土川健之（前JRA理事長）・蓮見恭子（小説家）の4名が新任となった。ほか6名は再任[181]。
- JRAは第4回阪神競馬開催より、阪神競馬場内のセントウルガーデンエリアをリニューアルして供用開始する。屋外に噴水広場を設けるほか、さくらテラスを新設。2階にウッドデッキフロアを設けたほか、UMACA会員専用の畳スペースも設置する[182]。
- 競馬に関する情報発信スペース「Gate.J」が東京都港区新橋から西新橋に移転し、11月24日より「Gate.J 東京」としてサービスを開始する[183]。

#### 調教師の新規開業
3月1日付で、以下の調教師が新規開業した。特記以外、免許取得は2020年1月1日付。
- 美浦（2名）
  - 鈴木慎太郎
  - 辻哲英
- 栗東（7名）
  - 小林真也（免許取得：2021年1月1日）
  - 四位洋文（免許取得：2020年3月1日）
  - 杉山佳明
  - 田中克典
  - 茶木太樹
  - 辻野泰之
  - 畑端省吾（免許取得：2021年1月1日）

上記のほか、藤原辰雄（美浦）がJRAに勇退届を提出し、12月20日付で勇退。これに伴い、翌12月21日付で技術調教師の村田一誠（美浦、免許取得：2021年1月1日）が新規開業した。

#### 騎手が調教師をパワハラで提訴
JRA所属騎手の大塚海渡（美浦）は1月12日、所属厩舎の調教師木村哲也から度重なる暴言や暴行のパワーハラスメントを受け、精神的苦痛を負ったとして損害賠償請求訴訟を水戸地裁土浦支部に提起したことを明らかにした。大塚は木村から頭部を殴打されるなどの暴行を継続的に受けていたといい、うち2件については茨城県警稲敷署に被害届を提出している。1月28日に大塚が弁護士を通じて開示した訴状では、2020年1月の落馬負傷による療養中に複数回自殺を図ったことや、うつ病の診断を受けていたことが記されていたという。
この件について、木村は1月13日に書面にて「競馬ファンやJRA等の競馬関係者に多大なるご迷惑・ご心配をお掛けして申し訳ありません」とした上で、「当該事案についてはコメントを差し控える」とした。
1月20日に第1回口頭弁論が同支部で行われ、木村は出廷しなかったものの請求棄却を求めた。2月24日に行われた弁論準備手続きで、原告側弁護士は2月19日に木村が書類送検されたことを明かしたほか「被告側が前回提出した答弁書に対し、15個の証拠を提出して再反論した」と説明した。4月9日に行われた弁論準備手続きでは、被告側弁護士が裁判所に再反論書類を2通提出。パワハラや暴力はないとしたほか、大塚が精神的苦痛を受けたことに因果関係はないとし、2020年1月の落馬事故に起因していると主張。大塚の騎乗技術が未熟だったことも指摘、落馬した際のJRAのパトロールフィルムも証拠として提出し、責任はないとした。5月28日に行われた弁論準備手続きでは被告側の「礼儀やあいさつがなっておらず、馬主からもクレームがあった」という主張に対し、原告側が「無礼な態度など聞いたことがない」という複数の調教師を含む関係者の証言を証拠としてまとめた陳述書を提出。被告側は従来の「指導である」との主張を貫いており、原告側弁護士は裁判所から和解を求められる可能性もあると示唆したうえで、「判決を目指します」とした。原告側弁護士は、6月30日付で土浦区検察庁が木村を暴行の罪で略式起訴（内容：2019年12月11日に大塚が書いた祝儀袋の字が汚いと怒鳴った木村が大塚の頭を叩いた）したことを明らかにしたうえで、裁判所から和解を求められても示談には応じず、徹底抗戦する姿勢を示した。土浦簡易裁判所は7月12日付で、木村に対し罰金10万円の略式命令を出した。木村は正式裁判を提起せず罰金を納付し、罰金刑が確定した。JRAの調教師が暴行罪で刑事処分されるのは初めて。
これを受け、JRAは調教師として重大な非行があったとして、木村を7月29日から裁定委員会の議定があるまで調教停止とする処分を発表。これに伴い、木村厩舎に所属していた競走馬67頭は岩戸孝樹厩舎へ転厩となった。転厩馬にはGI優勝馬のステルヴィオも含まれている。8月4日に第1回裁定委員会が開かれ、その後木村に弁明の機会を与えたが指定期日までに弁明書は提出されず、8月18日に開かれた第2回裁定委員会で「7月29日から10月31日までの調教停止」とする処分が決定された。
一方、民事訴訟は10月8日に、木村がこれまでの暴言及び暴行行為について大塚へ謝罪するとともに、解決金として80万円を支払うことで和解が成立。これを受け、大塚も一切の請求を放棄した。なお、和解金は世間から暴言や暴行をなくす活動に尽力している機関・団体へ全額寄付する意向を大塚が示した。
大塚は1月21日付で、木村厩舎からフリーに所属変更することがJRAより発表された。

### 地方競馬
1月 - 3月は「令和2年度」、4月以降は「令和3年度」の開催内容について記述する。
なお、日程等の発表時期は各主催者ごとに異なるため、発表があり次第順次掲載する。
地方競馬全国協会は2022年4月1日に2021年度の地方競馬開催成績（速報値）を発表し、全国の総売得金額は9933億4647万2040円（前年度比：108.9%）、総入場人員は135万3522人（前年度比：182.4%）で、ともに前年度を上回った。

#### JBC競走について
JBC実行委員会は、2020年3月16日に2021年のJBC競走について実施概要を発表。
JBCクラシック・JBCスプリント・JBCレディスクラシックの3競走は、11月3日に金沢競馬場で開催。JBC2歳優駿は前年に引き続き、同日の門別競馬場で開催することとされた。
各競走の施行距離は、JBCクラシックが金沢ダート2100m、JBCスプリントが金沢ダート1400m、JBCレディスクラシックが金沢ダート1500m、JBC2歳優駿が門別ダート1800mとされ、格付についてはクラシック・スプリント・レディスクラシックがJpnI、2歳優駿がJpnIIIとされた。
8月26日には各競走の発走予定時刻が発表され、レディスクラシックが金沢第8競走で14時15分、スプリントが金沢第9競走で15時、2歳優駿が門別第5競走で15時40分、クラシックが金沢第10競走で16時20分となった。

#### 地方競馬全国協会

##### GRANDAME-JAPAN2021
地方競馬全国協会は2月25日、世代別牝馬重賞競走シリーズ「GRANDAME-JAPAN2021」の概要を発表。各世代別の対象競走は以下の通り。着順に応じて付与されるポイント上位3頭には、ボーナス賞金が与えられる。
- 3歳シーズン（8競走）
  - 若草賞（3月23日、名古屋1400m）
  - 桜花賞（3月31日、浦和1600m）
  - ル・プランタン賞（4月4日、佐賀1800m）
  - 東海クイーンカップ（4月21日、名古屋1800m）
  - 東京プリンセス賞（4月28日、大井1800m）
  - のじぎく賞（5月13日、園田1700m）
  - 留守杯日高賞（5月16日、水沢1600m）
  - 関東オークス（6月16日、川崎2100m）
- 古馬シーズン（9競走）
  - 佐賀ヴィーナスカップ（5月23日、佐賀1400m）
  - スパーキングレディーカップ（7月8日、川崎1600m）
  - ノースクイーンカップ（7月15日、門別1800m）※濃霧取りやめにより7月20日に延期
  - 兵庫サマークイーン賞（7月23日、園田1700m）
  - 読売レディス杯（8月10日、金沢1500m）※新型コロナウイルス感染症集団感染発生のため11月15日に延期のうえ、金沢所属馬限定戦に変更
  - ブリーダーズゴールドカップ（8月12日、門別2000m）
  - ビューチフルドリーマーカップ（8月29日、盛岡2000m）
  - 秋桜賞（9月2日、名古屋1400m）
  - レディスプレリュード（10月7日、大井1800m）
- 2歳シーズン（6競走）
  - 園田プリンセスカップ（9月23日、園田1400m）
  - エーデルワイス賞（10月14日、門別1200m）
  - ラブミーチャン記念（10月28日、笠松1600m）
  - ローレル賞（11月9日、川崎1600m）
  - プリンセスカップ（11月14日、盛岡1400m）
  - 東京2歳優駿牝馬（12月31日、大井1600m）

##### 3歳秋のチャンピオンシップ
地方競馬全国協会は7月1日、「3歳秋のチャンピオンシップ(3YO Autumn Championship)」の実施概要を発表。施行予定の競走は以下の通りで、所定の条件を満たした馬にはボーナス賞金が与えられる。
- 施行予定競走
  - 王冠賞（7月22日、門別競馬場・1800m、B）
  - サラブレッド大賞典（8月15日、金沢競馬場・2000m、C）
  - 黒潮盃（8月18日、大井競馬場・1800m、A）
  - 岐阜金賞（8月26日、笠松競馬場・1900m、B）※開催自粛につき取りやめ
  - 黒潮菊花賞（8月29日、高知競馬場・C）
  - 不来方賞（9月5日、盛岡競馬場・2000m、B）
  - 園田オータムトロフィー（9月9日、園田競馬場・1700m、B）
  - ロータスクラウン賞（9月12日、佐賀競馬場・2000m、C）
  - 西日本ダービー（9月14日、名古屋競馬場・1900m、B）
  - 戸塚記念（9月15日、川崎競馬場・2100m、B）
  - ダービーグランプリ（10月3日、盛岡競馬場、2000m）
- ボーナス賞金の条件
  - カテゴリーAの競走とダービーグランプリを優勝：1000万円
  - カテゴリーBの競走とダービーグランプリを優勝：800万円
  - カテゴリーCの競走とダービーグランプリを優勝：500万円
  - ジャパンダートダービーで最先着した地方競馬所属馬がダービーグランプリを優勝：1000万円
  - 上記のほか、ダービーグランプリの優勝馬がJBC競走に出走する場合に、JBC出走奨励金として200万円が支給される。

##### 未来優駿2021・2歳チャンピオンシリーズ
地方競馬全国協会は2008年から行われている2歳馬による主要競走シリーズ「未来優駿2021」に加え、本年度から「2歳チャンピオンシリーズ2021」を新設することとし、実施概要を発表した。未来優駿は全11競走（下記参照）を対象とし、2歳チャンピオンシリーズは未来優駿対象競走に加えダートグレード競走3競走も対象に含め、着順に応じて各馬にポイントを付与、ポイント上位馬3頭に褒賞金を与える。
- 未来優駿対象競走（2歳チャンピオンシリーズ対象競走）
  - ゴールドジュニア（9月20日、大井1200m）
  - サンライズカップ（9月30日、門別1800m）
  - 九州ジュニアチャンピオン（10月3日、佐賀1400m）
  - 兼六園ジュニアカップ（10月5日、金沢1500m）
  - 鎌倉記念（10月13日、川崎1500m）
  - 兵庫若駒賞（10月14日、園田1400m）
  - 平和賞（10月27日、船橋1600m）
  - 南部駒賞（10月31日、盛岡1600m）
  - 黒潮ジュニアチャンピオンシップ（10月31日、高知1400m）
  - ハイセイコー記念（11月17日、大井1600m）
  - ゴールドウィング賞（11月30日、名古屋1600m）
- ダートグレード競走（2歳チャンピオンシリーズ対象競走）
  - JBC2歳優駿（JpnIII、11月3日、門別1800m）
  - 兵庫ジュニアグランプリ（JpnII、11月25日、園田1400m）
  - 全日本2歳優駿（JpnI、12月15日、川崎1600m）

##### 地方競馬強化指定馬制度
地方競馬全国協会は3月31日、「地方競馬における強い馬づくり」の一環として、下記の5頭を「地方競馬強化指定馬制度」の選定馬に選定。選定馬が競走能力向上のために民間の育成施設を利用したり、国内外の重賞競走へ出走する際、馬主に輸送費の費用負担が生じた場合に支援を受けられる。
- アランバローズ（全日本2歳優駿1着）※NARグランプリ2020：2歳最優秀牡馬
- ランリョウオー（全日本2歳優駿2着）
- ケラススヴィア（東京2歳優駿牝馬1着）※GDJ2歳シーズン優勝
- ラッキードリーム（JBC2歳優駿1着）
- ソロユニット（エーデルワイス賞1着）※NARグランプリ2020：2歳最優秀牝馬

##### 馬主・馬登録申請書類の押印廃止
地方競馬全国協会は4月1日より、馬主および馬登録申請書類の全てについて押印を廃止。これにより押印の必要がなくなるほか、印鑑証明書の提出も不要になった。

##### 騎手候補生応募資格の視力条件緩和
地方競馬教養センターでは第105期騎手候補生の応募（2021年10月予定）から、応募資格のうち視力に関する条件を以下の通り変更する。
- 変更前（第104期応募資格）
  - 両眼とも裸眼（メガネ、コンタクトレンズ等を用いない）で0.6以上の者
- 変更後（第105期応募資格より適用）
  - 両眼とも裸眼（矯正可。ただし、矯正器具はソフトコンタクトレンズに限る）で0.6以上の者

#### 帯広市（ばんえい競馬）
2月20日に、2021年度の開催日程と重賞競走を発表。4月23日に開幕し、2022年3月20日まで25回・149日（前年度比：1日減）開催。ナイター95日、準ナイター29日、薄暮25日で、昼間（デイ）開催は行われない。重賞競走は27競走を施行予定。
リーディングジョッキーは155勝を挙げた阿部武臣、リーディングトレーナーは126勝を挙げた坂本東一がそれぞれ受賞した。
2021年度の総売得金は517億9517万3200円（前年度比：107.12%）、帯広競馬場の総入場人員は17万1135人（前年度比：105.68%）で、ともに前年度を上回った。発売金額は10年連続の増加で、帯広市単独開催となって以降の過去最高も更新した。

##### 場外発売の変更点
直営場外発売所では勝馬投票券発売機の入替作業を行うため、以下の日程で順次休業する。
- 旭川北彩都：2022年2月1日 - 4日
- 北見：2022年2月8日 - 11日
- 網走：2022年2月15日 - 17日
- 名寄：2022年2月22日 - 24日
- 深川：2022年3月1日 - 3日
- 釧路：2022年3月8日 - 10日
- 琴似駅前：2022年3月15日 - 17日

##### 能力検査で騎手・厩務員が出走馬の顔を蹴る
4月18日に帯広競馬場で行われた2歳馬の能力検査で、競走を中止した出走馬に騎乗していた騎手の鈴木恵介がそりを降りた際、馬の顔を蹴る事案が発生。能力検査はインターネットで生配信もされており、主催者の帯広市は「全国のばんえい競馬を応援していただいているファンの方をはじめ、レースの映像をご覧になった全ての方に不快な思いと不信を招く行為であり、如何なる理由であれ、出走馬を蹴るということは認められない」として鈴木に対し、厳重注意を行ったうえで戒告処分とした。なお、鈴木から第1回開催より当面の間騎乗を自粛する旨の申し出があり、帯広市はこれを受理した。しかし、同じ4月18日の別のレースでも58歳の厩務員が出走馬の顔を蹴り上げていた行為が発覚し、市は厩務員を4月29日付で戒告処分としたほか、厩務員が所属する厩舎の調教師・鈴木邦哉も厳重注意とした。厩務員は活動を自粛している。
帯広市は4月30日に記者会見を開き、帯広市農政部参事の佐藤徹也が経緯を説明するとともに、会見に出席しなかった鈴木騎手から託された手紙を代読。「何度も手綱を使い起こそうとしましたが起きあがれず、あのままの状態では馬にとって相当の負担がかかり、早急に起こさないといけないと思い、とっさの判断で馬をビックリさせ、顔が上がったその反動で起こそうとした結果です。決して馬に腹が立ち、イライラとして、という気持ちで取った行動ではないということをわかってもらいたい」としたうえで、「競馬に携わる全ての人が、馬に愛情を持って接している事を理解して頂きたいです。今回の事は深く反省し、今後はこの様な事がないように致します」とした。また、厩務員からも4月29日に反省文が提出されたことも明かした。自粛していた騎手の鈴木と厩務員は、6月19日より騎乗・業務を再開することが発表された。
5月11日の毎日新聞によると、東京都のNPO法人に認定されている動物愛護団体が4月23日と5月2日の二回に分けて、動物愛護管理法違反の疑いで騎手の鈴木と厩務員に対する告発状を北海道警帯広署に送付し届いたことを明らかにした。帯広署は告発状の扱いを含めて一切の回答は差し控えるとしている。同署は8月17日までに騎手と厩務員、および人馬が所属する厩舎の調教師3名の計5名を動物愛護法違反の疑いで書類送検した。

##### 安楽死処分寸前から競走馬デビュー
2019年3月に、ばんえい牧場十勝で1頭の牝馬が誕生した。逆子で生まれ、鼻も曲がっていたうえ自力で立ち上がることができなかったことから、関係者は生後3日目に安楽死処分を決定したが、薬の準備中にふらつきながらも自力で立ち上がったため、方針を転換。「マギー」と名付けられ育てることになり、人工哺乳などでマギーはすくすくと成長、曲がっていた鼻も成長とともにまっすぐになった。2歳になったマギーはばんえい競馬の能力検査を2回目で合格、「ジェイミラクル」の馬名で登録され、8月16日の帯広競馬第2競走（下克上王子・鏑木元誕生記念、2歳D-7）で競走馬としてデビューした。

#### 北海道（ホッカイドウ競馬）
2月19日に、2021年度の開催日程と重賞競走を発表。4月14日に開幕し、11月4日まで15回・82日開催（前年度比：増減なし）。全日程が門別競馬場でナイター開催される。ダートグレード競走を含む重賞競走は28競走（前年度比：増減なし）を施行予定。スタリオンシリーズ競走は42競走（重賞25・特別17）、スタリオン・プレミアムシリーズは17競走を実施予定。
リーディングジョッキーは131勝を挙げた石川倭が3年連続3回目、リーディングトレーナーはシーズン最多勝記録を更新する143勝を挙げた田中淳司が7年連続7回目の受賞。
総発売金額は522億9969万2470円（前年度比：100.7%）、総入場人員は1万7781人（前年度比：3286.7%）で、ともに前年度を上回り、発売金額は前年に記録した過去最高を更新した。

##### 重賞競走の変更点
- ブロッサムカップ・赤レンガ記念・ウポポイオータムスプリントをH3からH2に格上げ[241]。
- サッポロクラシックカップ（H2）・ブロッサムカップ・赤レンガ記念・ウポポイオータムスプリントの1着賞金を500万円、フルールカップ（H3）・リリーカップ（H3）・イノセントカップ（H3）・フローラルカップ（H3）の1着賞金を300万円にそれぞれ増額[241]。
- 一般社団法人JBC協会より支援を受け、3歳以上の重賞競走をカテゴリー別にシリーズ化し、所定の条件を満たした馬にボーナス賞金を与える「カウントアップチャレンジ2021」を新設。カテゴリーと対象競走、およびボーナスの条件は以下の通り[242]。
  - カウントアップS（スプリント）：北海道スプリントカップ、グランシャリオ門別スプリント、エトワール賞、ウポポイオータムスプリント、道営スプリント
    - ボーナス：2勝200万円、3勝500万円、4勝以上800万円

  - カウントアップM（ミドル・マイル）：コスモバルク記念、赤レンガ記念、星雲賞、旭岳賞、瑞穂賞、道営記念
    - ボーナス：2勝200万円、3勝400万円、4勝700万円、5勝以上1000万円

  - カウントアップL（レディス）：ヒダカソウカップ、ノースクイーンカップ、ブリーダーズゴールドカップ
    - ボーナス：2勝200万円、3勝500万円

##### その他の変更点
- 準重賞競走を7競走新設。1着賞金はいずれも250万円とした。実施日は未定とされていたが、7月8日に以下の通り発表された。2600mの距離設定が2014年以来7年ぶりに復活し、1競走が行われる[241][243]。
  - しんひだかオープン（8月10日、3歳以上、2600m）
  - びらとりオープン（9月1日、3歳、1700m）
  - にいかっぷオープン（9月7日、3歳以上牝馬、1200m）
  - ひだかオープン（9月22日、3歳以上牝馬、1800m）
  - うらかわオープン（10月7日、3歳、1200m）
  - さまにオープン（10月19日、3歳以上、1000m）
  - えりもオープン（10月20日、3歳、1600m）
- 重賞競走と特別・一般競走で分かれていた賞金配分率を一本化し、170方式に統一[241]。
- 第1回・第2回開催に出走する（同一開催2走目は除く）場合に支給される早期出走奨励金について、一般馬と3歳条件馬の手当を増額[241]。
- 3歳以上（C1 - C4クラス）の出走手当を増額[241]。
- 種牡馬保有者からの協賛を受けて施行する競走「スタリオン・プレミアムシリーズ」のうち、9月8日に施行予定であった「ドゥラメンテ・プレミアム」は、同馬が8月31日に死亡（後述）したことを受け、名称を「ドゥラメンテ・メモリアル」に変更し、同馬の功績を称える競走として施行する[244]。

##### 場外発売の変更点
- Aiba江別は施設の移転に伴う準備のため、8月16日から29日まで営業を休止。移転先での営業は8月30日より開始。休止期間中はJRA場外発売も休止された[245][246]。

##### 門別競馬場厩舎地区の再整備
門別競馬場ではトレーニングセンターだった1982 - 1985年に竣工した厩舎エリアが老朽化しているため、2021年度より5か年計画で行う「第3期北海道競馬推進プラン」に再整備を盛り込んだ。もともと調教用施設だったところを競馬場化しているため、騎手や馬の動線、馬房の広さなどが競馬場向けに作られておらず、関係者から建て替えの要望が長年にわたりあがっていた。計画では競馬場を中央に挟んで厩舎と関係者の居住エリアを分離し、移転後の厩舎跡地に業務施設を集約するほか、観客向けエリアの拡充も検討されている。まず厩舎エリアから着手し、2022年度の着工を予定している。

##### トウカイテイオー最後の産駒が7歳でデビュー
1991年の東京優駿（日本ダービー）など中央競馬のGIを4勝し、2013年8月に死んだトウカイテイオーの最後の産駒で、新冠町の乗馬施設「遊馬らんどグラスホッパー」で生まれたキセキノテイオー（牡7、北海道・岡島玉一厩舎）が、異例の7歳での競走馬デビューを目指していることが5月21日に報じられた。同馬はトウカイテイオーが死ぬ1か月ほど前にキセキノサイクロンに種付けされ、誕生後は競走馬としてデビューさせることも考えられたが、体格が小柄で他の馬より見劣りしたことから、乗用馬として施設に残されていた。母キセキノサイクロンは2003年8月に北海道に大きな被害をもたらした台風10号で洪水に流されながらも奇跡的に生還し、2004年にはホッカイドウ競馬で競走馬デビューした経歴を持っている（成績：4戦未勝利）。
ところが、2020年10月に行われた乗馬の長距離耐久レース（40キロの部）でキセキノテイオーが3位となったことで父譲りのしなやかな筋肉や心肺機能の強さが認められ、ホッカイドウ競馬でのデビューを目指すことになったという。将来はトウカイテイオーの血を残すべく種牡馬にする構想もあり、デビューにかかる費用や種牡馬用厩舎の建設費用はクラウドファンディングで募集する。
キセキノテイオーは6月15日に門別競馬場で行われた能力検査（第6競走、1000m）を受検したが、基準タイム（3歳以上未出走馬：1分9秒0）をクリアできなかった（走破タイム：1分10秒1）。その後、6月28日に能力検査（第4競走、1000m）を再受検したキセキノテイオーは1分8秒6の走破タイムで合格し、競走馬デビューの道が開けた。
キセキノテイオーは7月22日の門別競馬第1競走（3歳以上C4-5、ダート1000m、6頭）で競走馬として初出走。単勝3番人気に推されたが、勝ち馬から4秒6離された6着に終わった。

#### 岩手県競馬組合（盛岡・水沢競馬）
2月16日に、2021年度の開催日程と重賞競走を発表。通常開催は4月4日に水沢競馬場で開幕し、年始開催終了後の冬季休催期間を挟み2022年3月15日まで、21回・124日（水沢：10回・58日、盛岡：11回・66日）開催。通常開催終了後、2022年3月20日から29日まで水沢で特別開催を1回・6日行う。ダートグレード競走を含む重賞競走は45競走（うち盛岡芝コースで施行する重賞8競走）を施行予定。
2021年度の総売得金額は578億4404万3200円（前年度比：107.5%）、開催競馬場の総入場人員は16万9204人（前年度比：148.5%）で、ともに前年度を上回った。
リーディングジョッキーは175勝を挙げた村上忍、リーディングトレーナーは78勝を挙げた板垣吉則が受賞。また、年度代表馬はエンパイアペガサス（牡8、水沢・佐藤祐司厩舎）が受賞したほか、馬事文化賞はIBC岩手放送が放送するラジオ番組「いわて想い出の名馬館」が受賞した。

##### 開催日程の変更点
岩手県競馬組合は2月13日、2021年度の開催について従来の土曜開催を火曜日に振り替え、日曜 - 火曜の開催を基本とすることを明らかにした。

##### 場外発売の変更点
9月12日より、花巻市の競輪場外発売施設「クラップ石鳥谷」内に「テレトラック石鳥谷」を開設。岩手競馬のほか、他地区地方競馬の受託発売を行う。

##### その他の変更点
- 盛岡競馬場では施設整備の一環として、ダートコースの砂を全面的に入れ替えた[264]。
- 6月20日から7月6日の水沢・盛岡競馬において、「がんばれ!新種牡馬競走」として本年度よりスタッドインした新種牡馬の名前を冠した特別競走を9競走編成。なお、スタリオンシリーズとは異なり、優勝馬の馬主や関係者に対する種牡馬配合権利等の副賞は付与されない[265]。
- 御所野遺跡が世界遺産に登録されたことを記念し、8月15日の盛岡競馬で記念競走を3競走編成。併せて当日はイベントも実施[266]。
- 水沢競馬場のパドックがリニューアルされ、11月28日に完成記念セレモニーを実施[267]。

##### 調教師の新規開業
永田幸宏（免許取得：2020年12月1日）が新規開業。3月13日に管理馬を初出走させた。

##### 禁止薬物問題についての動き
岩手競馬で2018年に競走馬から禁止薬物の「ボルデノン（筋肉増強剤）」が相次いで検出され、2019年1月に岩手県競馬組合（以下「組合」と表記）が競馬法違反の疑いで被疑者不詳のまま岩手県警に告発していた事件について、専門機関が分析したところ「寝床に敷かれたわらにカビが発生し、それを食べた競走馬の体内でボルデノンの成分が生成された」と結論づけたため、県警は事件性がないものとして、盛岡地検へ書類を送付（不起訴）し捜査を終えた。なお、組合は県警からの要請により、2019年12月に各厩舎の寝わらを木製チップに変更。以降、競走馬から禁止薬物は検出されていない。その後、JRA競走馬総合研究所は3月21日付で本件に関する見解をまとめた文書を全国の地方競馬主催者に配布。ボルデノンの自然発生について「通常の馬の飼育環境では起こりがたい」としている。組合は5月13日に、JRAや地方競馬全国協会からの意見も踏まえ、「人為的混入・敷きわらからの自然発生のいずれの可能性も否定できない」との見解をまとめ、今後も警備対策とともにウッドチップの使用を維持するとした。
組合は司法処分が決定したことを受け、5月29日に調教師の処分を発表。高橋純を戒告・賞典停止50日（5月30日から9月20日まで）としたほか、三野宮通・晴山厚司・櫻田浩樹にはそれぞれ戒告・賞典停止30日（5月30日から8月3日まで）とした。4人は処分を不服として、8月10日付で組合に対し処分の取り消しを求める審査請求を行った。

#### 南関東公営競馬（特別区競馬組合・神奈川県川崎競馬組合・千葉県競馬組合・埼玉県浦和競馬組合）
2020年11月10日に、2021年度の開催日程と重賞日程を発表。総開催日数は277日（前年度比：3日増）。内訳は大井が97日（ナイター79日）・川崎が64日（ナイター48日）・船橋が59日（5月3日から5日を除き通年ナイター）・浦和が57日となっている。前年度比で船橋が3日、川崎と浦和がそれぞれ1日増えた一方で大井が2日減らされた。また昼間・浦和→夜間・大井のリレー開催は昨年より1回増加し、6月28日、7月1日・2日、9月21日・22日、12月24日の計6回施行予定となっている。
神奈川県川崎競馬組合は、2022年3月4日で全日程を終了した2021年度の川崎競馬の開催成績を発表。総売得金は971億8718万1440円となり、5年連続で過去最高を更新。構成団体への収益配分金は計36億円（神奈川県24億円、川崎市12億円）を繰り出した。
埼玉県浦和競馬組合は、2022年3月18日で全日程を終了した2021年度の浦和競馬の開催成績を発表。総売得金は662億1749万520円となり、6年連続で過去最高を更新した。構成団体への収益配分金は当初予算から積み増しされ、計19億5000万円（埼玉県15億円、さいたま市4億5000万円）を拠出した。
千葉県競馬組合は、2022年3月25日で全日程を終了した2021年度の船橋競馬の開催成績を発表。総売得金は886億7443万4730円（前年度比：126.52%）となり、過去最高を更新した。
特別区競馬組合は、2022年3月31日で全日程を終了した2021年度の大井競馬の開催成績を発表。総売得金は1828億6471万1820円（前年度比：105.7%）となり、前年度を上回った。1800億円を超えたのは1991年度以来30年ぶりで、9年連続の増収となったほか、当年度純利益（162億6632万7423円）は2003年度に公営企業会計を導入して以降の過去最高益を更新。また、構成団体となる東京都特別区（23区）への「特別区分配金」は1区あたり6億円（総額138億円）で過去最高額となった。

##### 重賞競走の変更点
- 新設重賞競走[275]
  - 5月3日：若潮スプリント（SIII、船橋1200m）
  - 6月15日：川崎スパーキングスプリント（SIII、川崎900m）
- 格付等を変更する競走[275]
  - 京成盃グランドマイラーズ（船橋）をSIIIからSIIに格上げ、施行時期も6月から4月に変更。
  - ゴールドカップ（浦和）をSIIからSIに格上げ。
- 施行距離を変更する競走[275]
  - ゴールドジュニア（大井、SIII）：1400mから1200mに短縮。
  - 埼玉新聞栄冠賞（浦和、SIII）：1900mから2000mに延長。
  - ニューイヤーカップ（浦和、SIII）：1600mから1500mに短縮。
- 賞金額を変更する競走[284]
  - 東京ダービー（大井、SI）の1着賞金を5000万円に増額。
  - かしわ記念（船橋、JpnI）・帝王賞（大井、JpnI）の1着賞金を7000万円に増額。
  - ジャパンダートダービー（大井、JpnI）の1着賞金を6000万円に増額。

##### その他の変更点
- 大井競馬
  - 大井競馬では6月29日より、レース映像をシンガポールへ配信すると発表。これにより、現地のインターネット投票サイトや場外発売所で大井競馬の馬券が購入可能になった[285]。
  - 大井競馬では、1986年7月31日に日本初のナイター競馬「トゥインクルレース」を開催してから今年で35周年となるのを記念し、以下の通り記念イベントを実施する。
    - 8月5日：一夜限りのオンラインイベント「TWINKLE CELEBRATION NIGHT」を開催[286]。
    - 9月6日 - 10日：第9回開催を「トゥインクルヒストリー」と銘打ち、5日間全60競走のうち重賞等を除く54競走を、トゥインクルレースにちなんだ競走名で施行[287]。

  - 前年に「大井競馬場開場70周年記念事業」として発表されていた左回り競走を、11月19日の第12競走（Make New Way賞、B2三・B3二、大井所属馬、1650m）で初めて施行。これにより、大井競馬場は世界でも珍しい「左右両回りの競馬場」となる（2020年の日本競馬#大井競馬場開場70周年記念事業も参照）[288][289][290]。なお、「Make New Way」の名称は、第14回開催以降も左回り競走のサブタイトルとして活用される予定[291]。
  - 12月27日の大井競馬を「TCKスーパープレミアム」とし、全競走の全式別（SPAT4LOTO・トリプル馬単も含む）において、払戻率を「一律80%」とする[292]。
- 川崎競馬
  - 川崎競馬では第1回開催（4月19日 - 23日）より、開催期間中のインターネット中継においてパドック解説を開始。女性MCと解説者（専門紙記者など6名）で構成され、担当は日替わりとなる[293]。
  - 川崎競馬は7月24日、重賞競走の本馬場入場時に使用される入場曲をファン投票で決定すると発表。公式YouTubeチャンネルで候補曲2種類を公開し、公式Twitterで7月30日まで投票を実施。選出された入場曲は、8月31日のスパーキングサマーカップ（SIII）から使用される[294]。
- 船橋競馬
  - 船橋競馬では騎手の健康管理面を考慮し、従来より1月・2月に限り下見所（パドック）から発走地点まで防寒着の着用を許可していたが、運用期間を「11月から3月」に変更したほか、防寒着のデザインを枠色と同じジャンパーに変更したことを発表[295][296]。

##### 調教師の新規開業
- 4月1日付で、坂井英光（大井、免許取得：2019年12月1日）が新規開業[297]。4月16日の大井競馬第9競走（インセンディオ）で管理馬を初出走[298]。
- 8月18日付で、繁田健一（浦和、免許取得：2021年4月1日）が新規開業[299]。
- 9月1日付で、赤嶺亮（大井、免許取得：2019年4月1日）が新規開業[300]。
- 10月1日付で、古澤悟（川崎、免許取得：2020年12月1日）が新規開業[301]。

#### 愛知県競馬組合（名古屋競馬）・岐阜県地方競馬組合（笠松競馬）
1月12日に、2021年度の開催日程を発表。内訳は名古屋が27回・113日（前年度比：3日増）、笠松が21回・95日（前年度比：増減なし）。名古屋競馬場は2022年4月に弥富市へ移転するため、2021年度の名古屋開催は2022年3月11日までとなる（後述）。重賞日程は2月18日に笠松施行分のみ発表され、笠松では20競走を施行予定。名古屋の重賞日程は2月22日に発表され、ダートグレード競走を含め24競走を実施。P（準重賞）が拡充され、12競走が施行される。
笠松では度重なる不祥事の発生により1月19日以降の競馬開催が自粛（後述）されたため、発表済の予定を大幅に変更。2021年度は9月8日から2022年3月31日まで14回・58日開催。重賞競走は12競走を施行予定。
名古屋競馬場の2021年度総売得金は636億5989万8800円（前年度比：108.1%）、総入場人員は14万1345人（前年度比：212.9%）で、ともに前年度を上回った。
笠松競馬場の2021年度総売得金は213億2826万3400円（前年度比：73.7%）、総入場人員は4万845人（前年度比：196.8%）となった。

##### 重賞競走の変更点
- 名古屋競馬
  - 西日本地区の主催者が持ち回りで開催する「第6回西日本ダービー」を、本年度は名古屋（1900m）で実施[305]。
  - 中京ペガスターカップは、SPIからSPIIに格下げ[305]。
  - 名港盃（SPII）・マイル争覇（SPII）・梅桜賞（SPII）は、北陸・東海・近畿地区交流から東海地区交流に変更[305]。
- 笠松競馬
  - 走路改修のため2020年度は休止したサマーカップ（SPII）を、7月15日に施行[304]（開催自粛につき本年度は施行なし）。
  - 岐阜金賞（SPI）は、北陸・東海・近畿地区交流から東海地区交流に変更[304]（開催自粛につき本年度は施行なし）。
  - ラブミーチャン記念（SPI）とジュニアクラウン（P）の施行時期を入れ替え、ラブミーチャン記念は10月28日、ジュニアクラウンは11月11日に施行[304]。
  - 笠松グランプリ（SPI）の施行時期を、12月から前倒しして11月24日に変更[304]。
  - 東海ゴールドカップ（SPI）の出走資格を、オープンから3歳以上に変更[304]。
  - 賞金額を変更する競走[306]
    - オータムカップ：1着賞金を400万円に増額。
    - ラブミーチャン記念・ライデンリーダー記念：1着賞金を500万円に増額。
    - 東海ゴールドカップ：1着賞金を700万円に増額。
    - 白銀争覇・マーチカップ：1着賞金を300万円に増額。
    - ゴールドジュニア・ウインター争覇：1着賞金を250万円に増額。

##### 場外発売の変更点
- 愛知県一宮市に場外発売施設「一宮場外勝馬投票券発売所」（通称：サンアール一宮）が10月31日10時にオープン。名古屋競馬全競走及び広域場間場外発売として受託発売する全競走を発売するが、JRAの勝馬投票券の発売は行わない[308]。

##### 調教師の新規開業
- 9月1日付で、沖田明子（名古屋、免許取得：2021年8月1日）が新規開業[309]。

##### 名古屋競馬場の移転
前述の通り、名古屋競馬場は2022年度より弥富市へ移転するため、現競馬場での最終開催日となる2022年3月11日に閉場式典を行い、1949年の開場以来73年の歴史に幕を下ろした。開催終了後の2022年3月12・13日には、馬場やバックヤードを一般のファンに開放する見学イベントを実施したほか、73年の歴史を振り返る写真パネル展などのイベントが実施された。

##### 笠松競馬の関係者が馬券購入等で申告漏れ
1月19日の朝日新聞の報道で、笠松競馬に所属する騎手や調教師など約20名が名古屋国税局の税務調査において、2019年までに約3億円超の申告漏れを指摘され、修正申告していたことが判明。日刊スポーツによると、このうち約2億円は騎手や調教師が知人等の名義で購入して的中させた馬券の払戻金から、外れ馬券などの経費を差し引いた利益で、自身の所得として申告しておらず、所得隠しと認定されたとみられるとしている。笠松競馬では2020年に競馬法違反（馬券購入）の疑いで警察の家宅捜索を受け、騎手や調教師4名が免許を更新せず、2020年8月1日までに引退しているが、国税局の指摘にはこの4名も含まれている。このほか、調教師約10名は人件費やえさ代を水増しして、所得を圧縮していたことが所得隠しと認定された。朝日新聞によると、2020年に警察の家宅捜索があった際、引退した4名のほかに馬券を購入した騎手らの実名が競馬関係者等から岐阜県地方競馬組合（以下「組合」と表記）へ伝えられていたというが、組合は「警察じゃないので」として取り合わなかったという。組合は2020年9月から10月にかけて騎手や調教師・厩務員117人に聴取を行ったが、「現役の競馬関係者に違法な馬券購入は認められなかった」と結論付けた。岐阜県警は3月3日、元騎手ら5人（競馬法違反容疑で3人、競馬法違反・犯罪による収益の移転防止に関する法律（犯罪収益移転防止法）違反容疑で1人、犯罪収益移転防止法違反容疑で1人）を書類送検する方針を固め、3月10日に5人を書類送検。岐阜区検察庁は3月29日に、元騎手ら4人を略式起訴。調べによると、元騎手3人は「体調不良で勝負にならない」といった競走馬の内部情報をもとに買い目を決め、レース当日にチラシの裏に書いて元調教師に手渡し。元調教師は3人が騎乗するレースの馬券を購入したという。岐阜簡易裁判所は被告の元騎手らに対し、4月12日付で罰金30 - 40万円の略式命令を出した。
当時の組合副管理者で岐阜県知事の古田肇は1月19日の記者会見で「第三者委員会を設置し、他に競馬法に違反して馬券購入が行われたケースがないか調査する」と明らかにした上で、2月中はレースを中止し、3月の再開を目指すと表明した。古田は1月20日の記者会見で組合への実名告発の件にも言及し、「組合の調査が甘かった」と述べた。組合は1月22日、真相究明を図るとともに再発防止策等の検討を行うため、弁護士や税理士4名で構成される第三者委員会「笠松競馬不適切事案検討委員会」を設置した。古田は3月10日に行われた県議会定例会の一般質問に対する答弁で、第三者委員会が3月中にも関係者への聞き取り調査の結果をまとめる見通しであることを明らかにし、調査結果を踏まえ「すみやかに再発防止策を取りまとめ、レースの公正を確保できる仕組みを改めて構築し、実行する」と述べた。組合は3月23日に行われた定例議会で、外部有識者による常設の監視委員会を設置することを検討中であることを説明したほか、3月中に第三者委員会の調査報告を受け、4月に処分委員会を開き対象者の処分を決定。あわせて再発防止策もまとめ、5月中にレースを再開する見通しも示した。
笠松競馬不適切事案検討委員会は4月1日、組合に対し調査結果を報告。報告書によると、笠松競馬の厩舎関係者による馬券購入にかかわる所得、および事業所得の経費水増しや過少申告による修正申告の合計額は約3億円あまりで、関与した人数は馬券購入が11人、経費水増し・過少申告が7人（2020年に引退した4人も含む）で、大半が騎手・調教師。1月末現在で笠松に所属する全34名のうち、およそ4割に上った。2012年より騎手や調教師が馬の情報を共有するグループを作り、不正に馬券を購入。打ち合わせは調整ルーム内で行われていた。グループ購入した馬券の管理は調教師の妻名義の口座で管理し、2020年6月まで同様の行為が続けられていた。このほか、複数の人物から騎手らによる「八百長」があった旨の供述があったものの、自己評価にとどまるものであることに加え指摘されたレースも一定ではなかったため、委員会は事実認定するには至らなかった。騎手らによる馬券の購入が10年以上にわたって続いた原因として、法令順守意識や公正競馬を担う者としての自覚の欠如に加え、組合の怠慢も指摘している。組合は調整ルームへの携帯電話の持ち込み禁止ルールを長期間にわたって徹底しなかったほか、問題発覚前は調整ルームから騎手が頻繁に外出することもあったといい、不正が入り込みやすく、助長させていたと指摘した。また、現役の調教師1名が女性厩務員や組合の女性従事員に対し、セクハラ行為を常習的に行っていたことも認定。組合は2018年7月に、当該調教師に誓約書を提出させたが、以後も被害は継続され、抑止効果が認められなかったうえ、組合も積極的に対応しなかったことも問題視した。第三者委員会は再発防止策の提言として、調整ルームの厳格化や検査体制の強化・拡充に加え、厩舎関係者や組合職員に対する研修制度を導入することや新たな罰則の設立、立法化などが必要と指摘した。
組合は再発防止策として管理者に岐阜県副知事の河合孝憲が就任し、笠松・岐南両町長は副管理者とした。また、厩舎関係者を指導する組合職員へ法令遵守の研修会、帳簿作成や必要費用を認識させるため税務署等による研修会、厩舎関係者の同居親族、セクハラ撲滅に向けた研修会を新たに行う（全ての競馬関係者の参加を義務化）ほか、警察や地方競馬全国協会から外部講師を招いて行う研修会の回数を増やし、内容も拡充。このほか、調整ルーム内の監視カメラ増設、外出時の監視強化、業務エリアの監視強化、騎手エリアと調教師エリアの分離に加え、組合内に「公正確保対策推進会議」、組合外にも外部委員（弁護士・税理士・有識者）による「運営監視委員会」を新設する。組合は5月14日付で管理者と副管理者2名で構成する「最高運営会議」を設置。また、公正確保の強化を目的に専任の運営監察監を配置し、公正確保推進課（3名体制）を設置したほか、5月17日付で管理者代行・運営監察監・事務局長・各課長からなる「公正確保対策推進会議」を設置。6月1日には競馬関係者が不正行為を通報しやすくなるように「内部通報制度」を新設したほか、一般の競馬ファンからも広く情報提供や意見を募集するページを開設した。このほか、「笠松競馬場の公正確保に向けた倫理憲章」を策定しホームページで公開した。
組合は4月8日までに、既に引退した元騎手・元調教師4名について処分の中で最も重い「競馬への関与禁止」、所属中の騎手・調教師のうち関与が明らかになった8名については2番目に重い「一定期間の競馬関与停止」の処分とする方針を固め、4月21日に処分対象者と再発防止策を発表。馬券購入に関して中心的役割であった元騎手・元調教師4名は「競馬関与禁止」、馬券購入に関与していた調教師・騎手8名については「6か月 - 5年の競馬関与停止」となった（このうち公訴時効が成立していない騎手2名については、別途刑事告発を行う）ほか、所得の過少申告が認定された9名の調教師には「戒告・賞典停止」（このうちセクハラ行為を認定された調教師1名には「戒告・賞典停止」に加え「90日間の調教停止」も追加）とされた。不正行為等報告義務違反と認定された騎手9名に対しては「戒告」の処分が下された。当時組合管理者の古田聖人笠松町長、構成団体の古田肇岐阜県知事は監督責任があるとして、減給処分となった。「関与禁止」と「関与停止」はともに調教や競馬場への入場ができなくなるなど競馬に関係する活動が禁じられるが、「関与禁止」は事実上の永久追放となり、今後騎手や調教師としての活動は難しくなる。これに対し、競馬関与停止処分を受け免許が取り消された元騎手2名が5月31日付で、組合と地方競馬全国協会を相手取り、処分の取り消しを求める訴訟を岐阜地裁に提起した。岐阜地裁は2022年3月25日に、原告1人の処分を取り消す判決を言い渡したほか、処分取り消しを損害賠償に切り替えた元騎手には慰謝料などとして110万円の支払いを命じた（組合が名古屋高裁へ控訴）。また、セクハラ行為を認定され組合から調教停止処分を受けた調教師について、地方競馬全国協会が免許を更新しなかったことを公表。調教師は8月1日付で引退となった。岐阜県警は組合が刑事告発した元騎手2名について、自身が騎乗する馬の情報を提供した見返りに賄賂を受け取っていた競馬法違反の疑いで書類送検したが、岐阜地検は「犯罪を証明するに足る十分な証拠がない」として、不起訴処分とした。
地方競馬全国協会は4月22日、組合による処分を受け免許上の措置を行ったと発表。競馬関与停止処分となった調教師3名・騎手5名について「競馬法施行規則第45条第6項において準用する同規則第25条第3号及び地方競馬全国協会業務方法書第30条第3号」により、4月21日付で免許取消とした。また、全国の主催者の責任者、地方競馬関係団体及び地方競馬全国協会で構成される「全国公正確保対策推進会議」を開催し、全国的な対応策を取りまとめるとした。地方競馬全国協会は4月27日に開いた記者会見で、理事長の塚田修が陳謝するとともに、地方競馬全体として公正確保に関する調査と指導、外部との不正な連絡の排除と監視・管理の強化徹底、免許および厩務員認定の厳格化など9項目の再発防止策を発表した。競馬関与停止処分で免許取消となった者は処分が明ければ再受験も可能だが、地方競馬全国協会は「再び免許を取った人はいない」としている。笠松競馬場の1競走における出走可能頭数（フルゲート）は12頭となっているが、免許取消騎手が発生したことで残った所属騎手は10名となり、東京スポーツは「自前の騎手だけで運営することは難しいと言わざるを得ない」としている。
岐阜県議会は4月27日に議員協議会を開き、組合構成団体の岐阜県から処分内容や再発防止の取り組みに関する説明を受けた。議員からは「これだけ多くの関係者が不正に関与した背景には、騎手らの年収の低さがあるのではないか」「外部委員の指導がしっかりと入らなければ、内部体制を強化しても同じことの繰り返しになる」など、厳しい追及が相次いだ。古田県知事は5月18日の定例会見で、再発防止策として設置された「運営監視委員会」の初会合を18日に開いたうえで、新体制のもとで6月にも総務省に指定手続きを申請、早ければ7月に競馬開催を再開するとの見通しを示したが、組合管理者の河合副知事は6月1日に、複数の騎手・厩務員が所得を過少申告していた疑いがあることを明らかにし、騎手や調教師ら関係者114人の確定申告に漏れがないかを再調査するため、7月を目指していた競馬開催の再開を延期すると発表。「調査に時間がかかれば、7・8月の再開も難しい」との見通しを示した。組合は騎手や調教師・厩務員84人が調教手当や協賛レースの賞金を申告していなかったことなど、総額1億6700万円の申告漏れを自主的に修正申告したことを明らかにし、対象者を文書注意や訓告などの処分とした。
岐阜県調騎会会長の加藤幸保は組合を通じて5月11日付で謝罪メッセージを発表したが、5月12日に組合は新たな処分事案の発覚を公表。所属騎手1名が、競馬予想を行っている元騎手がSNS上で実施した懸賞に応募し、現金10万円を受け取っていたというもの。当該騎手は馬券購入に関与したなどとして処分されたうちの1人で、組合の調査に対し「レースが中止されていたので生活費の足しにした」と話している。組合は管理者指示事項違反（公正を害する恐れがある行為）として5月25日に処分を発表し、現金を受け取った騎手を騎乗停止15日、騎手が所属する厩舎の調教師を戒告・賞典停止2日とした。
これらの不祥事が相次いだことから、組合は1月19日から笠松競馬の開催を自粛したほか、他地区地方競馬・JRAの場外発売も自粛。組合管理者の河合副知事は、笠松町・岐南町が8月4日に公営競技施行団体の指定を受けたことに加え、再発防止策等の整備が完了したとして、笠松競馬の開催を9月8日から再開すると発表した。9人にまで減少した騎手は名古屋所属騎手から出場の了解を取り付けたが、自粛期間が約8か月に及んだため、再開に先立ち8月9日から13日にかけて競馬開催演習（能力審査）を実施。演習の様子はインターネットでも公開した。JRAは2月28日以降、笠松での相互発売や競走面での交流を当面の間見合わせていたが、交流を再開すると発表。JRAネット投票での笠松の馬券発売は9月22日、J-PLACE笠松・恵那での中央競馬の発売は10月2日から再開。JRAとの人馬交流競走は、12月15日の「冬萌特別（サラ系A3・JRA3歳以上1勝クラス、1400m）」より再開。
岐阜新聞の報道によると、笠松競馬に所有馬を預けていた馬主の会社が「開催自粛により損害を被った」として組合などを相手取り、7月19日付で損害賠償請求訴訟を岐阜地方裁判所に提起した。訴状によると、組合は自粛に伴い出走手当や賞金などの相当額を支払ったが、原告側はいずれも不足していると主張。「自粛の原因は組合が調教師・騎手らの指導管理義務を怠ったのが主で、馬主らに対して生じた損害は組合に賠償義務がある」などとしている。

#### 石川県・金沢市（金沢競馬）
2月24日に、2021年度の開催日程と重賞競走を発表。4月4日から冬季休催期間を挟み2022年3月29日まで、22回・89日（県営：19回・77日、市営：3回・12日）開催（前年度比：2日増）。ダートグレード競走を含む重賞競走は26競走を施行予定。
2021年度の総売得金は310億7519万7700円（前年度比：112.6%）、総入場人員は13万8417人（前年度比：255.7%）で、ともに前年度を上回った。

##### その他の変更点
- 金沢競馬場では施設整備の一環として、冬季休催期間中に本馬場の砂を全面的に入れ替える。新しい砂の馬場での開催は、3月14日の金沢競馬開幕日からとなる[369]。
- 金沢競馬場の大型映像装置は経年劣化や機器の陳腐化のため、1月5日から機器更新工事を行い、3月14日より供用を開始する。これに伴い、1月5日から3月中旬まで、場外発売日に大型映像装置は使用できない[370]。

##### 金沢競馬場厩舎地区の建て替え
石川県は9月の補正予算案で、2022年度より金沢競馬場の老朽化した厩舎を建て替えるための予算を計上した。対象は全46棟の厩舎のうち、1973年から1991年に建設された44棟で、金沢競馬場が現在地に移転した際に建てられた厩舎が約8割を占め、50年近くが経過し老朽化が進んだほか、浴場が共同だったりトイレも簡易水洗式が多いなど、設備改修を求める声も多かった。このため、新設する「石川県公営競馬施設整備基金」に積立金1億円を計上するほか、建て替えの実施設計費1500万円も計上した。基金には毎年度の競馬場収益から一部を積み立て、基金残高の範囲内で厩舎整備を進めるとしている。

#### 兵庫県競馬組合（園田・姫路競馬）
2020年10月30日に2020年度（2021年1月 - 3月）の、2020年12月21日に2021年度（4月 - 12月）の開催日程と重賞競走を発表。園田競馬場で路盤改修工事を行うため、前年に競馬開催を再開した姫路競馬場での開催日数が拡大され、1月13日から4月8日まで年度を跨いで7回・39日（2020年度：6回・35日、2021年度：1回・4日）開催される。姫路開催では兵庫クイーンセレクション（1月14日）・白鷺賞（1月28日）・兵庫ウインターカップ（2月25日）・兵庫ユースカップ（3月4日）の4重賞競走が施行される。白鷺賞以外の3競走は例年園田で行われているが、本年は姫路で施行する。
園田競馬場では2020年度の1回・4日開催（1月2日 - 7日、重賞競走は1月3日の新春賞）終了後、2021年度（4月 - 12月）は4月13日から12月31日まで21回・116日開催。12月までの重賞競走はダートグレード競走を含め21競走を施行予定。ナイター開催は5月14日から10月29日までの毎週金曜日に、計25回実施予定。
2021年度の総売得金は1240億951万4800円（前年度比：110.2%）、総入場人員は23万389人（前年度比：189.3%）で、ともに前年度を上回った。

##### 場外発売の変更点
- 大阪府岸和田市に場外発売施設「岸和田場外勝馬投票券発売所」（通称：DASH岸和田）が3月8日10時に開業。園田・姫路競馬を始め、他地方競馬の広域場外発売も実施する。また同施設に20席の有料席（料金1500円）も設置する[376]。
- 広島県福山市の場外発売施設「DASH柳津」（J-PLACE柳津）は、入居するゆめタウン松永が3月21日で閉店する[377]ことに伴い、同日で営業を終了する[378][379]。
- 香川県観音寺市の場外発売施設「DASH観音寺」は敷地内に施設を新築して移転するのに伴い、8月19日から9月3日まで営業を休止。新しい施設での営業は9月4日より開始。休止期間中はJRA場外発売も休止された[380][246]。

##### その他の変更点
園田競馬場では2020年12月13日から行っていた本馬場改修工事が、3月31日で完了したと発表。新しい馬場の砂厚は、従来の11cmから12cmに変更された。

#### 高知県競馬組合（高知競馬）
2月28日に、2021年度の開催日程と重賞競走を発表。4月10日から2022年3月30日まで19回・109日開催予定（前年度比：増減なし）。ダートグレード競走を含む重賞競走は19競走を施行予定（前年度比：増減なし）。
2021年度の総売得金は949億4150万5600円で、前年度を約95億円上回り、6年連続で過去最高を更新した。

##### その他の変更点
- 新型コロナウイルス感染症拡大防止のため前年度の開催を取りやめた全日本新人王争覇戦は、2022年1月25日に実施[385]。
- 高知県競馬組合は2022年1月23日から2月9日まで、最終競走のひとつ前の競走（計9競走）を「トンガ沖大規模噴火災害復旧支援競走」として実施し、売得金の1%相当額（1592万8533円）に調騎会からの寄付金を合わせた金額を、高知県の「トンガ沖大規模噴火災害義援金」に寄付する[386][387]。

#### 佐賀県競馬組合（佐賀競馬）
3月6日に、2021年度の開催日程と重賞競走を発表。4月2日から2022年3月27日まで、23回・113日（ナイター51日）開催（前年度比：6日増）。ダートグレード競走を含む重賞競走は26競走を施行予定。
2021年度の総売得金は630億7163万2500円（前年度比：128.2%）、総入場人員は24万8489人（前年度比：186.3%）で、ともに前年度を上回った。

##### 重賞競走の変更点
- 新設重賞競走[389]
  - 6月13日：佐賀ユースカップ（1400m、3歳）
  - 8月8日：九州チャンピオンシップ（1750m、3歳以上）
  - 2022年1月10日：ゴールドスプリント（1300m、3歳以上）
  - 2022年3月13日：九州クラウン（1400m、3歳以上）

##### 令和3年8月佐賀県豪雨災害被災者支援競馬の実施
佐賀競馬では令和3年8月佐賀県豪雨災害被災者の復旧支援を目的として、9月4日・5日・11日・12日の佐賀競馬第5競走を「令和3年8月佐賀県豪雨災害被災者支援競走」として施行し、売上の一部（381万2410円）を義援金として日本赤十字社佐賀県支部へ寄付した。

### 中央競馬の開催日割
予定として発表されている競馬場別の開催日割は以下の通り。
- 札幌競馬場：2回・14日（前年比：増減なし）
- 函館競馬場：1回・12日（前年比：増減なし）
- 福島競馬場：3回・20日（前年比：増減なし）
- 新潟競馬場：4回・28日（前年比：2日増）
- 中山競馬場：5回・42日（前年比：1日減）
- 東京競馬場：5回・44日（前年比：1日減）
- 中京競馬場：6回・45日（前年比：22日増）
- 京都競馬場：開催なし（前年比：37日減）
- 阪神競馬場：6回・53日（前年比：5日増）
- 小倉競馬場：4回・30日（前年比：10日増）

### 地方競馬の開催日割
予定として発表されている競馬場別の開催日割は以下の通り。
各主催者とも1月 - 3月は2020年度、4月 - 12月は2021年度。
- 帯広競馬場：（1月 - 3月）39日[392]（4月 - 12月）113日[218]
- 門別競馬場：（4月 - 12月）82日[235]
- 盛岡競馬場：（4月 - 12月）66日[258]
- 水沢競馬場：（1月 - 3月）15日[393][394]（4月 - 12月）52日[258]
- 大井競馬場：（1月 - 3月）20日[395]（4月 - 12月）78日[396][397]
- 川崎競馬場：（1月 - 3月）14日[395]（4月 - 12月）48日[396][397]
- 船橋競馬場：（1月 - 3月）15日[395]（4月 - 12月）44日[396][397]
- 浦和競馬場：（1月 - 3月）16日[395]（4月 - 12月）42日[396][397]
- 金沢競馬場：（1月 - 3月）7日[398]（4月 - 12月）82日[367]
- 名古屋競馬場：（1月 - 3月）30日[399]（4月 - 12月）84日[303]
- 笠松競馬場：（1月 - 3月）27日[399]（4月 - 12月）68日[303]
- 園田競馬場：（1月 - 3月）4日[373]（4月 - 12月）116日[374]
- 姫路競馬場：（1月 - 3月）35日[373]（4月 - 12月）4日[374]
- 高知競馬場：（1月 - 3月）38日[400]（4月 - 12月）71日[382]
- 佐賀競馬場：（1月 - 3月）31日[401]（4月 - 12月）82日[388]

## できごと

### 1月
- 4日 - 名古屋競馬第5競走（11頭立て）で、1着から9番人気→4番人気→11番人気の順に入線し、三連勝単式の払戻金が名古屋競馬史上最高となる789万1870円を記録[402]。
- 7日 - 佐賀県競馬組合は、積雪や路面凍結のため利用者の安全な来場が困難として、佐賀競馬場および場外発売所（トゥルー佐賀・ドリームなかつ）ともに1月8日の他場（浦和・笠松）場外発売を中止すると発表[403]。
- 8日
  - Aiba中標津は暴風雪の影響により、場外発売及び払戻を中止[404]。
  - 佐賀県競馬組合は、積雪や路面凍結が予想されるため利用者の安全な来場が困難として、佐賀競馬場（J-PLACE鳥栖）および場外発売所（トゥルー佐賀・ドリームなかつ）ともに1月9日の他場（JRA・水沢・高知）場外発売を中止すると発表[405]。
- 9日 - 水沢競馬は、馬場凍結の影響により走路の回復が見込めないとして全競走を取りやめ[406]。これに伴い、金沢競馬場では地方競馬の場外発売が中止され、JRAの場外発売のみに変更。営業時間も14時までに変更された[407]。
- 10日
  - 水沢競馬は、前日に引き続き馬場凍結の影響により走路の回復が見込めないとして全競走を取りやめたほか、2020年度の通常開催最終日となる1月11日も開催取りやめとした。代替開催は行わない[408][409]。
  - 佐賀競馬は、7日から続く降雪の影響で安全な競馬の施行に支障があるとして開催を中止、12日に順延。なお他場（JRA・帯広）場外発売は予定通り実施した[410]。
  - オープス中郷（J-PLACE中郷）は降雪の影響により、1月10日・11日の場外発売（JRA・船橋）を取りやめ、臨時休業とした[411]。
- 11日
  - この日発売されたWIN5は、対象レース順に4番人気→5番人気→14番人気→3番人気→5番人気が勝ち、払戻金は上限6億円引き上げ後の最高となる4億8178万3190円を記録した（的中1票）[412]。
  - 中山競馬第6競走（3歳新馬、ダート1800m、10頭）で、スタートから1000mの通過タイムが71秒1を記録。ダート競走で1000m通過タイムが70秒台を記録したのは1986年以降で最も遅く、初めての記録となった[413]。
- 14日 - 名古屋競馬場で行われたマイル争覇を、カツゲキキトキト（牡8歳、愛知・錦見勇夫厩舎）が優勝。同馬はこれで重賞20勝目となり、従来の平地競走における最多重賞勝利記録（スマートファルコン、19勝）を更新した（地方競馬は1973年4月以降の記録）[414]。
- 15日 - 園田・姫路競馬の専門紙「競馬キンキ」発行元の園田印刷はこの日、同紙を2月4日付（姫路版）をもって休刊すると発表。2月9日付（同）からは競馬ブックが新たに園田・姫路版を発行する[415][416]。
- 16日 - 中京競馬第8競走で、幸英明（栗東）がJRA史上及び現役騎手4人目となる通算2万1千回騎乗を史上最速・最年少で達成[417]。
- 22日 - 大井競馬第12競走（ガーネット賞、ダート1200m、15頭）で、1着から順に13番人気→8番人気→14番人気と入着。3連単の払戻金は地方競馬史上4位となる2042万3030円となった（重勝式は除く）[418]。
- 23日 - JRAは降雪による競馬開催への影響が予想されるとして、24日の中山競馬第11競走（アメリカジョッキークラブカップ）の前日発売[419][420]、および中山競馬全競走とWIN5の土曜日夜間発売を中止した[421]。
- 26日
  - サラブレッド・ブリーダーズ・クラブは、2019年のブリーダーズカップ・ジュヴェナイルターフスプリントを優勝するなど米国で4戦3勝の成績を残し、2020年に3歳で引退したフォーウィールドライブ[注 4]が、日本で種牡馬入りすると発表[423]。
  - スイスの時計ブランドロンジンと国際競馬統括機関連盟（IFHA）が主催する「ロンジンワールドレーシングアワード」の表彰式が英国で行われ、「世界のトップ100GIレース」が発表された。日本で行われた2020年の競走ではジャパンカップが3位、天皇賞（秋）が4位、安田記念が7位、有馬記念が10位になるなど、100位以内に14競走がランクインした。また、昨年の出走馬を対象とした「ワールドベストレースホースランキング」もあわせて発表され、日本調教馬の最上位はアーモンドアイとコントレイルが10位タイ（124ポンド）を記録。アーモンドアイは、牝馬として世界最上位の評価となった[424][425][426]。
- 28日 - 特別区競馬組合は、所属調教師の寺田新太郎が1月31日付で引退することを発表[427]。
- 30日 - 東京競馬第7競走で、クロフネ産駒がサクラバクシンオー産駒を抜き単独7位となるJRA通算1436勝を達成[428]。

### 2月
- 7日 - 2012年から東京競馬場で誘導馬を務めているサクセスブロッケンが、21日のフェブラリーステークスを最後に引退することが判明。引退後は鹿児島県で余生を送る[429]。
- 9日 - JRAの新規騎手免許試験合格者が発表され、古川奈穂と永島まなみ（いずれも栗東）の女性2名を含む8名が合格した。JRAで女性騎手が誕生したのは2016年の藤田菜七子（美浦）以来5年ぶり。8名とも、3月1日付で騎手免許が交付された[430]。
- 17日 - ばんえい競馬はハロンズ名寄の発売について、悪天候のため中止したと発表[431]。
- 19日 - 特別区競馬組合は、サンタアニタダービーの選定馬を選考するポイント対象競走が終了し、最終結果を発表。設定ポイントの200ポイントを満たした該当馬がいなかったため、「選考対象馬なし」となった[432]。
- 20日
  - 東京競馬第2競走で、田村康仁厩舎（美浦）の所属馬が1着から3着を独占。同一厩舎による上位3着独占は、1992年のダイヤモンドステークスで小林稔厩舎（当時栗東）が記録して以来、29年ぶりとなった[433]。
  - 東京競馬第4競走（16頭立て）で、1着から11番人気→15番人気→9番人気の順に入線し、三連勝単式の払戻金が東京競馬史上最高、JRA歴代でも5位となる2073万8890円を記録（的中4票）[434][435]。
- 21日 - 小倉競馬第11競走（第55回小倉大賞典、GIII）で、テリトーリアル（牡7）が1着となった。管理調教師の西浦勝一（栗東）は騎手時代に2度本競走を優勝しており、騎手・調教師として優勝を記録した[436]。なお、JRA全場重賞制覇がかかっていた蛯名正義（美浦）はデンコウアンジュ（牝8）に騎乗して5着に敗れ、自身も2月末で引退するため記録達成はならなかった[437]。
- 28日 
  - JRA調教師の星野忍（美浦）、石坂正、田所秀孝、西浦勝一、西橋豊治、松田国英、湯窪幸雄（以上栗東）が定年のため引退。また同じく調教師の角居勝彦（栗東）が家業を継ぐため勇退する[438]ほか、騎手の蛯名正義と佐久間寛志（栗東）も引退。蛯名は2021年度新規調教師免許試験に合格しており、3月1日付で調教師免許が交付された。また佐久間は調教助手に転身[439][440]。なお、蛯名の引退式がこの日の中山競馬の全競走終了後に実施された[441][442]。→2020年の日本競馬#できごと（12月10日）も参照
  - 中山競馬第9競走で、大野拓弥（美浦）がJRA史上37人目（現役騎手24人目）となる通算1万1千回騎乗を達成[443]。

### 3月
- 5日 
  - JRAは、昨年7月12日の阪神競馬に出走した競走馬から規制薬物[注 5]である「ジクロフェナク」（消炎・鎮痛剤）が検出されたとして管理調教師の大久保龍志（栗東）に同年7月17日付で科した過怠金30万円の処分を取り消すと発表。大久保の異議申し立て及び滋賀県警草津署への捜査願提出、またJRAのその後の調査で、当該馬が入厩する前日に同じ馬房にいた別の競走馬が治療のためジクロフェナクを投与されたが、その後馬房の清掃が不適切に行われたため、何らかの形で成分が残留し当該馬が吸引したものと判明したものである[444][445]。この件について、JRA理事長の後藤正幸は「関係者の皆様に大変なご迷惑をかけたことを心よりおわび申し上げます」と謝罪し、再発防止と信頼回復に努めるとコメントを発表した[446]。
  - ホッカイドウ競馬に所属する厩務員が、競馬法第29条で禁止されている地方競馬の勝馬投票券を購入し、その後罰金20万円の略式命令を受けたことにより指導監督が不十分だったとして、調教師の林和弘を戒告及び4月14日から6月10日まで実効20日間の賞典停止処分にしたことを発表。当該厩務員は既に資格を剥奪され、さらにこの日付けで競馬関与禁止2年の処分となった[447]。
- 6日 - この日JRAの騎手としてデビューした小沢大仁（栗東）が阪神競馬第1競走で、永野猛蔵（美浦）が中山競馬第3競走でそれぞれ初騎乗初勝利を記録。複数の新人騎手が同一日に初騎乗で初勝利を挙げたのは、1981年3月1日に宮徹と東田幸男（いずれも当時栗東）が記録して以来40年ぶりとなった。また、小沢は阪神競馬第12競走でも勝利し、デビュー日に1日2勝を記録。これは2009年の松山弘平（栗東）以来12年ぶり、史上4人目の記録となった[448][449]。
- 8日
  - 埼玉県浦和競馬組合は、所属騎手の見越彬央と福原杏（まい）の両名が同組合の管理者指示事項に違反して競馬ファンが交流するSNS上のオンラインサイトのオフ会に参加し、一部の飲食の提供を受けていたとして、この日から3月19日まで実効10日間の騎乗停止処分にすると同時に、注意義務を怠ったとして両騎手の管理調教師である酒井一則と水野貴史の両名に対しても戒告とした[450]。
  - 特別区競馬組合は、所属騎手の小林拓未が自己都合を理由として、12日付で引退すると発表[451]。
- 10日 - 大井競馬第2競走（3歳135万以下、ダート1600m、13頭立て）で、1着に13番人気、2着に9番人気が入線。払戻金は枠番連勝単式が52万2070円（的中1票）、馬番連勝単式が132万1920円（的中3票）といずれも大井競馬の過去最高記録を更新した[452][453]。
- 13日 
  - 阪神競馬第8競走（第23回阪神スプリングジャンプ、J・GII）で1着となったメイショウダッサイに騎乗した森一馬（栗東）が、高田潤（栗東）に続き史上2人目となるJRA全6場障害重賞制覇を達成（新潟・小倉で障害重賞が行われるようになった1999年以降の記録）[454][455]。
  - 中京競馬第12競走で、ハーツクライ産駒がJRA史上12頭目となる通算1200勝を達成[456]。
- 14日
  - 中山競馬第4競走（障害4歳以上未勝利、芝→ダート2880m）で1着となったスズカメジャーに騎乗した北沢伸也（栗東）が、長池辰三（引退）を抜き単独8位となるJRA障害通算147勝を記録[457]。
  - この日のWIN5は、対象レース順に4番人気→4番人気→10番人気→8番人気→3番人気が勝利し、払戻金は過去最高を更新する5億5444万6060円（的中1票）となった[458]。→1月11日のできごと参照
  - 水沢競馬場で、第4競走終了後の整理運動中に出走馬が放馬し、敷地外へ脱走する事故が発生。農地や市道など約1kmを逃走したのち、競馬場正門からファンエリアへ戻ったところを厩舎関係者により捕捉された。けが人などはいない[459]。
- 15日 - 金沢競馬第1競走（C1四、ダート1400m、10頭立て）で、1着から順に8番人気→9番人気→1番人気と入線。三連勝単式の払戻金は金沢競馬の過去最高を更新する863万7940円を記録[460]。
- 16日 - 高知競馬第3競走（第23回黒船賞、JpnIII）の売得金が6億4180万8500円を記録し、従来の1競走における売得金の最高記録（2004年10月22日、高知競馬第10競走：5億1162万5900円）を17年ぶりに更新した[461]。
- 19日
  - JRAは、20日の中京競馬第3競走に出走予定だったフォルテベローチェ（栗東・清水久詞厩舎）の出走を取り消した。同馬は16日に左肩筋痛の治療で規制薬物（デキサメタゾン）の投与を受けており、レース当日に影響が残る恐れがあることを理由とした[462]。
  - 地方競馬全国協会は、2020年度第4回調教師・騎手免許試験の新規合格者を発表。調教師は騎手の繁田健一（浦和）が合格。騎手の合格者は女性2名を含む9名で、いずれも4月1日付で免許が交付される。これに伴い、繁田は3月31日付で騎手引退となり[463][464][465]、同日、浦和競馬場で引退式が行われた[466][467]。
- 22日 - 特別区競馬組合は、所属騎手の有年淳が自己都合により3月26日付で引退することを発表[468]。
- 23日 - 高知県競馬組合は、所属騎手の佐原秀泰に対し同日から4月24日まで開催日10日間の騎乗停止にしたと発表。「3月17日の攻め馬の際、厩舎での暴力行為により被害騎手が負傷し騎乗変更となったことで競馬の公正を害した」ことを理由とした。これにより、佐原が騎乗予定だった23日の4鞍[469]及び24日の3鞍はすべて騎手変更となった[470]。また、所属騎手の山崎雅由も佐原と同じ理由により、3月28日から3月30日まで開催日2日間の騎乗停止処分となった[471]。
- 25日 - 埼玉県浦和競馬組合は、所属調教師の宇野木数徳が3月31日付けで引退することを発表[472]。
- 28日 - 中京競馬第11競走（第51回高松宮記念、GI）でダノンスマッシュに騎乗して勝利した川田将雅（栗東）がJRA史上9人目（現役騎手5人目）となる重賞競走100勝を達成[473]。
- 31日 - JRA騎手・小牧太（栗東）の長男で、馬術競技（障害馬術）選手の小牧加矢太が秋に行われるJRAの騎手免許試験を障害限定で受験することが報じられた。加矢太は父と同じく騎手を目指していたが、身長が伸びて減量が難しくなったために馬術競技選手となり、2020年の全日本障害馬術選手権では減点ゼロで優勝した。過去に地方競馬や海外の騎手免許を取得したことがない者がJRAの新規騎手免許試験を受験する（競馬学校の騎手候補生を除く）場合、平地競走の体重基準は49kg以下とされているが、障害競走の免許試験のみを受験する場合は55kg以下となっている[474]。

### 4月
- 3日 - 阪神競馬第9競走で、キングカメハメハ産駒がサンデーサイレンス産駒、ディープインパクト産駒に続きJRA史上3頭目となる通算2000勝を達成[475]。
- 4日 - 阪神競馬第11競走（第65回大阪杯、GI）でレイパパレ（牝4、栗東・高野友和厩舎）が優勝し、デビューから6連勝とした。デビュー6戦目での古馬GI優勝は1984年のグレード制導入後では最短タイ記録（5頭目、無敗で勝利は3頭目、GI初出走で優勝したのは史上初）[476]となったほか、出走時の馬体重（422kg）は大阪杯がGIに格上げされた2017年以降で最少馬体重で、牝馬限定戦を除くJRA古馬GI優勝馬の馬体重としてはルグロリュー（1987年ジャパンカップ、410kg）に次ぐ記録、日本調教馬および牝馬としては歴代最少馬体重での優勝となった[477]。
- 10日 - 新潟競馬第3競走（3歳未勝利、ダート1200m、15頭）で、JRA所属女性騎手3人（藤田菜七子、永島まなみ、古川奈穂）がそろって騎乗。JRAの競走で女性騎手3人が同一レースで騎乗したのは2019年8月25日の札幌競馬第10・12競走（ワールドオールスタージョッキーズ第3・4戦：藤田、ミカエル・ミシェル、リサ・オールプレス）以来約2年ぶり、JRA所属の女性騎手3人が同一レースで騎乗したのは1998年9月13日の中山競馬第2競走（田村真来、牧原由貴子、板倉真由子）以来約23年ぶりとなった。最先着は古川奈の4着で、藤田は14着、永島は15着だった[478][479]。また、その後に行われた新潟競馬第7競走（4歳以上1勝クラス、ダート1200m、15頭）では藤田が1着、永島が2着となり、JRAの競走で初めて女性騎手が1・2着を占めた[480]ほか、4月17日の新潟競馬第7競走（4歳以上1勝クラス、ダート1800m、若手騎手限定、12頭）では古川奈が1着、藤田が2着、永島が3着となり、JRAの競走で初めて女性騎手が上位3着までを占めた[481]。
- 18日 - 中山競馬第11競走（第81回皐月賞、GI）で、エフフォーリアが優勝。騎乗した横山武史（美浦）は22歳3か月28日での優勝で、和田竜二（1999年、21歳9か月27日）に次ぐ2番目の年少優勝となったほか、父・横山典弘（美浦）も1998年に同競走をセイウンスカイで優勝しており、史上3組目となる親子制覇となった[482][483]。また、管理調教師の鹿戸雄一（美浦）は新規開業した2008年にスクリーンヒーローがジャパンカップを優勝して以来、13年ぶりのGI優勝となった[484]。
- 19日 - 鳥栖スポーツ振興財団が佐賀県競馬組合から佐賀競馬場の駐車場跡地を借り受けて造成した手作りの野球場「さがけいば球場」で、高校野球の公式戦が行われた。スタンドがないため、保護者や関係者は組合の協力を得て競馬場の駐車場を利用し、近くの高台を応援スタンド代わりにして観戦した[485]。
- 20日 - 前年より整備工事中の京都競馬場で、整備起工式が行われた。JRA理事長の後藤正幸、日本調教師会会長の橋田満、日本騎手クラブ副会長の福永祐一など関係者46人が出席し、工事の無事と完成を祈願。後藤は「JRAとしては類を見ない極めて大きな工事であり、いずれも順調に進捗している」とし、「新型コロナウイルスが収束し、緑が多く、環境に配慮した新しい京都競馬場が再び多くのお客様に愛される日を願い、完成を見守りたい」と述べた[486]。
- 24日 - 阪神競馬第6競走で、馬場入場後の返し馬の際、岩田康誠（栗東）が藤懸貴志（栗東）の騎乗馬に幅寄せしたうえ、藤懸にも粗暴な言葉を発したとして、JRAは岩田康に対し4月25日から5月8日まで開催日4日間の騎乗停止処分（競馬施行規程第147条の20「競馬の公正確保について業務上の注意義務を負う者としてふさわしくない非行のあった者」）とした。これにより、岩田康が騎乗予定だった25日の阪神競馬（6鞍）はすべて騎手変更となった[487]。即日の騎乗停止は2018年10月13日の山田敬士（新潟競馬第6競走での周回誤認）以来で、「非行」を理由とした騎乗停止も2013年11月2日の北村友一（京都競馬第2競走で斜行したことによる騎乗停止処分を受けた際、机を持ち上げて倒したことによる加重処分）以来となった[488]。
- 28日 - 大井競馬第11競走（第35回東京プリンセス賞、SI）の売得金が6億6913万5600円となり、30年ぶりに同競走の売上レコードを更新した[489]。

### 5月
- 1日 - 騎手の西谷凜（栗東）が新潟競馬第1競走に騎乗予定のところ、体重調整に失敗して脱水症状を起こし、この日の5鞍及び5月2日に予定していた4鞍が騎手変更となった。これにより、5月15日・16日（開催日2日間）の騎乗停止となった[490][491]。その後5月20日に所属厩舎の管理調教師である谷潔（栗東）から「万全を期するため」として5月一杯騎乗を自粛することが発表された[492]。
- 2日 
  - 阪神競馬第2競走で、ダイワメジャー産駒が史上17頭目となるJRA通算1100勝を達成[493]。
  - 阪神競馬第11競走（第163回天皇賞（春）、GI）でワールドプレミアに騎乗して優勝した福永祐一（栗東）が、JRA史上4人目・現役騎手3人目となる重賞競走通算150勝を達成[494]。祐一は天皇賞（秋）を2013年にジャスタウェイで優勝しており春秋天皇賞制覇を達成したほか、父・福永洋一も春は1976年にエリモジョージ、秋は1972年にヤマニンウエーブで優勝しており、横山富雄・横山典弘以来史上2組目となる春秋天皇賞の親子制覇となった[495]。
- 3日 - 高知競馬第10競走（第12回福永洋一記念）でスペルマロン（高知・別府真司厩舎、倉兼育康騎乗）が1着となり、高知競馬史上初となる獲得賞金7000万円を突破[496]。
- 5日
  - 船橋競馬第8競走（ユウゲ賞、ダート1200m、12頭）で、スタート直後に2頭が落馬し競走中止。その後、カラ馬となったうちの1頭がコースを逆走し、レース中の馬群と正面からすれ違った。一部の騎手は進路を大きく変更して衝突を回避するなど不利を受けたが、レースは審議の結果入着順通りに確定した[497][498]。
  - フランスギャロはホームページで、2020年に無敗でJRA牡馬クラシック3冠馬となったコントレイル（栗東・矢作芳人厩舎）が秋の海外遠征を行わず、年内で引退し種牡馬入りすると報じた[499]。
- 7日 - 1日の阪神競馬第4競走に出走し、3着となったルヴァンギラ（セン4）が4月28日に治療目的で規制薬物（メロキシカム）を投与されていたことが2日に判明。JRAはこの日、事実を発表し「競馬施行規程に抵触（規制薬物投与後出走を控えるべき期間内に管理馬を出走させた）」として、同馬を管理する調教師の伊坂重信（美浦）に対し過怠金10万円の処分とした[500]。
- 8日 - 兵庫県南あわじ市の競走馬育成施設で、坂路調教中の競走馬（JRA所属）が暴れて逆走し、それに驚いた別の競走馬（同）が従業員の男性を振り落として落馬したところを、逆走馬に蹴られる事故が発生。男性は全身を強く打っており、搬送先でまもなく死亡が確認された[501]。
- 9日
  - 新潟競馬第6競走（4歳以上1勝クラス、ダート1800m、15頭）に出走したボンディングタイム（牡4、美浦・黒岩陽一厩舎、丹内祐次騎乗）が前走から66kg増の馬体重592kgで出走し、JRA史上最高馬体重増記録を更新（従来の記録は2000年1月8日中山競馬第8競走のケイユウレーサーなど3頭が記録した64kg増）[502][503]。
  - 東京競馬第11競走（第26回NHKマイルカップ、GI）で、シュネルマイスター（牡、美浦・手塚貴久厩舎）が優勝。同馬はドイツ生まれの外国産馬で、外国産馬の同競走優勝は2001年のクロフネ以来20年ぶりとなったほか、ドイツ産馬によるJRAのGI優勝は1995年ジャパンカップのランド以来26年ぶり、ヨーロッパ産馬によるJRAのGI優勝は2005年安田記念のアサクサデンエン（イギリス産）以来16年ぶり、JRA所属のドイツ産馬がJRAのGIを優勝したのは史上初となった[504][505]。
  - 小樽市の「小樽カントリー倶楽部（旧コース）」で管理作業中に、馬の蹄鉄が5個発見された。当地はゴルフ場が閉鎖中の1948年から1953年まで道営競馬（現・ホッカイドウ競馬）の小樽競馬場があった場所で、当時の競走馬の蹄鉄とみられる[506]。
- 12日 - JRAは、騎手の三津谷隼人（栗東）が5月20日をもって引退し、調教助手に転向することを発表[507]。現役最後の騎乗となった5月15日の中京競馬第8競走（第23回京都ハイジャンプ、J・GII）で重賞初勝利を挙げ、有終の美を飾った[508]。引退レースで重賞を勝利したのは過去に保田隆芳（1970年2月22日・東京：京王杯スプリングハンデ）と野平祐二（1975年2月16日・東京：目黒記念）がいるが、引退レースが重賞初勝利となったのは史上初となった[509]。
- 15日
  - 東京競馬第5競走で、ディープインパクト産駒がサンデーサイレンス産駒に次ぐ史上2頭目となるJRA通算2400勝を史上最速で達成[510]。
  - 東京競馬第7競走（3歳1勝クラス、芝2000m、8頭）で、1着から順に1番人気→2番人気→3番人気で入線。複勝の払戻金は3頭とも100円（元返し）となる珍事となった[511]。
- 16日
  - この日のWIN5は、対象レース順に16番人気→6番人気→5番人気→7番人気→1番人気が勝ち、払戻金は歴代8位となる3億591万1340円（的中2票）となった[512]。
  - 横浜市は日本初の近代競馬場として1866年に開設された旧根岸競馬場の現存する施設「一等馬見所」について、改修・保全を行うとともに今後の活用方法の検討に入った。一等馬見所は観客向けのスタンドとして1929年に建築され、第二次世界大戦後に競馬場用地とともに米軍に接収。1969年に敷地の大部分が日本政府に返還され公園などとして整備されたが、一等馬見所は米軍住宅地区が近接していたため、1987年に横浜市が政府から購入したあとも手付かずのままで、建物はツタが伸び放題で窓ガラスも割れたままなど老朽化が目立っていた[513]。なお、2025年（令和7年）1月22日に横浜市都市整備局都市デザイン室は、一等馬見所について「旧根岸競馬場一等馬見所」の名称で横浜市認定歴史的建造物に認定したことを発表した[514]。
- 19日
  - 園田競馬第7競走（4歳以上C2、ダート1400m、10頭）で、グラシーナ（牡4、兵庫・盛本信春厩舎）が1着となった。出走時の馬体重は626kgで、地方競馬（ばんえい競馬を除く）の最高馬体重勝利記録を更新した（従来の記録は2005年11月30日園田競馬第12競走・ジョーキャプテン：625kg）[515]。
  - ネットドリーマーズが運営する「netkeiba.com」は、競馬専門紙9紙（中央競馬3紙・地方競馬8紙。競馬ブックと勝馬は中央・地方ともに提供）の全レース情報配信を開始したと発表。1レース単位で有料で購入（ポイント制）が可能で、JRAのほか、地方競馬も全場・全レースに対応する[516]。
  - 大井競馬第11競走（第66回大井記念、SI）の売得金が8億882万5100円を記録し、従来の記録（1990年：7億1332万1300円）を31年ぶりに更新した[517]。
- 20日 - 5月30日に行われる東京優駿（日本ダービー）に登録していたダノンザキッド（栗東・安田隆行厩舎）が骨折のため回避。今年の登録馬は同馬を含めて18頭だったため、1992年に出走可能頭数（フルゲート）が18頭になってから初めて、日本ダービーがフルゲート割れとなった[518]。
- 21日 - 千葉サラブレッドセールがオンラインオークション形式で開催され、2019年7月に死んだディープインパクトの産駒として唯一上場された「プレミアステップスの19（牡）」が日本の競走馬セール史上単独5位となる4億7010万円で落札された（購買者：藤田晋）[519]。
- 23日
  - この日のWIN5は、対象レース順に5番人気→2番人気→14番人気→6番人気→3番人気が勝ち、払戻金は歴代9位となる2億7208万2120円（的中2票）となった[520]。
  - 2009年よりフランスのシャンティイ競馬場を拠点に厩舎を構えている日本人調教師の小林智が管理するTokyo Gold（牡3、馬主：吉田照哉）が、イタリアダービー（芝2200m、G2）を優勝。日本人調教師の管理馬が同競走を勝利したのは史上初となった[521]。
- 26日 - JRA騎手の高田潤と和田竜二（ともに栗東）が馬を活用してホースセラピー活動を行う施設を訪れ、引退馬支援を目的に販売した馬蹄型ピックピンの売上の一部（72万8228円）を寄付した。発起人は高田で、和田など計8騎手のデザインが販売されている[522]。
- 27日 - JRA騎手の武豊（栗東）が、栗東市内で行われた東京オリンピックの聖火リレーに第1走者として参加した。「1年延期になっていろいろな思いがありますが、多くの方がオリンピック成功に向けて努力されている。そこに自分も関わらせてもらって光栄なことだと思います」と語った[523]。
- 29日 - 中京競馬第5競走（3歳未勝利、芝2200m、10頭）でテーオーソロスに騎乗し3着となった松本大輝（栗東）について、JRAは「決勝線手前で4完歩ほど追う動作を緩めた」と裁決。着順に明確に影響を与えたとは認められないものの、騎手としての注意義務を怠ったとして、開催2日間（6月12日・13日）の騎乗停止となった[524]。
- 30日 - 岩手県競馬組合は、5月25日の水沢競馬第12競走で競走中に骨折し予後不良となったラブバレット（牡10）の献花台を、5月30日から6月6日まで水沢競馬場に設置すると発表[525]。
- 31日 - 大阪市水道局の職員が、中央競馬などに関連した賭博行為を行っていたことが明らかになった。朝日新聞によると、2月下旬に匿名の投書が水道局に寄せられ、3月上旬に大阪府警に相談。大阪市のシステムで職員個人が管理しているデータを任意提出。中央競馬のGI競走などに出走する競走馬の馬主になりきって互いに金を賭け、実際の獲得賞金額に応じて賭け金を配分していた疑いがあるという。かかわった人数は10人以上とみられる[526]。大阪府警捜査4課と西成署は7月9日、常習賭博容疑で職員8人を書類送検した。職員らはペーパーオーナーゲームの方式で実在の競走馬の馬主になりきり、選んだ馬が1着になるとレースの格付けに応じて他の参加者から500 - 1万円が支払われていた。大阪市水道局の調査によると、2001年から同様の賭博行為が繰り返され、書類送検された職員以外にも参加していた者がいたという[527][528]。

### 6月
- 1日
  - 浦和競馬第5競走（浦和800ラウンド、ダート800m、9頭）でプリプリクインダム（牝6、浦和・平山真希厩舎）が1着となった。調教師の平山、騎手の神尾香澄（川崎）、厩務員2名ともすべて女性で優勝馬も牝馬という、「オール女子チーム」での珍しい勝利となった[529]。
  - アグネスデジタルが種牡馬を引退。今後は幕別町の十勝軽種馬農協種馬所で余生を過ごす[530]。
- 2日 - 福島市はふるさと納税の返礼品として、騎手がレースで着用する勝負服を全国で初めて採用。東北地方で唯一中央競馬開催が行われる福島競馬場があるためで、福島県馬主協会に所属する馬主のデザインから実物かミニチュアサイズを選べる。寄付金の受付は3月から行われている[531]。
- 4日
  - Aiba静内・浦河は悪天候（暴風雨）による停電のため、発売・払戻を中止[532]。
  - 浦和競馬第8競走（浦和ジョッキーズラウンド2、ダート1400m、12頭）でビスタストリカに騎乗した橋本直哉（浦和）は、最後の直線で闘志不十分と裁決。騎乗法に適切を欠き競馬の公正を害したとして、6月7日から22日まで実効12日間（加重制裁2日間を含む）の騎乗停止となった[533]。
- 5日
  - ばんえい競馬は、6月2日に死亡したホクショウマサルの献花台を、6月5日から20日まで帯広競馬場入場門前に設置すると発表した[534]。このほか、楽天競馬も会員向けに同馬への供花を募る追悼特別企画を実施[535]。
  - 兵庫県の酒造会社と立命館大学が協力し、競走馬の堆肥で土づくりした米で醸造した清酒「勝利馬」を開発。立命館大生命科学部教授の久保幹が土壌中の微生物量などを基に肥沃度を判定できる手法を確立し、この技術を利用して滋賀県の農場が競走馬からの有機物などで作った堆肥で土壌改良を実施。滋賀県にはJRA栗東トレーニングセンターがあり、ドーピング検査に備えて競走馬のえさや薬物が徹底管理されていることから、化学物質を含まない安全な堆肥ができるという。酒の出荷は7日から始まる[536]。
- 6日 - 東京競馬第11競走（第71回安田記念、GI）で、ダノンキングリー（牡5、美浦・萩原清厩舎）が優勝。同馬は前走（天皇賞・秋）で最下位の12着に敗れており、前走最下位だった馬がJRAのGIを優勝したのはグレード制導入後では2010年のスプリンターズステークス（ウルトラファンタジー）以来2例目、JRA所属馬では史上初[537]。また、前走から7か月ぶりの出走で安田記念を優勝したのは、同競走がGIに昇格してから最長のレース間隔となった（従来の記録はオグリキャップの5か月半）[538]ほか、単勝支持率は1.67%で過去最低記録となった[539]。
- 8日 - JRAは2021年度の顕彰馬を選定する記者投票を行ったが、投票者数（203名）の3/4以上（153票以上）を得た馬がいなかったため、本年は「該当馬なし」となった[540]。なお、集計に際し記者1名分の投票馬が集計漏れとなったため、該当馬の票数が訂正されたことが8月11日に発表された[541]。
- 9日 - 2020年11月7日の東京競馬第4競走（2歳未勝利）で1位入線後に禁止薬物（カフェイン）が検出され失格となったソーヴァリアント（牡3）の管理調教師大竹正博（美浦）について、第2回裁定委員会がJRA本部で開かれた[542]。その後6月21日に大竹から弁明書が提出され、6月23日に開かれた第3回裁定委員会で、JRAは大竹に対し6月24日から8月23日まで2か月の調教停止処分とした。これに伴い、大竹厩舎所属の競走馬58頭は6月24日から手塚貴久厩舎へ転厩。転厩馬には重賞優勝馬のブラストワンピースやザダルも含まれていた[543][544][545]。なお、手塚厩舎へ転厩していた競走馬56頭は、処分期間の満了に伴い8月24日付で大竹厩舎へ転厩する[546]。
- 10日
  - 大井競馬第10・11・12競走を対象に発売されたトリプル馬単（三重勝馬番号二連勝単式）の払戻金が2億2813万165円（的中：5口）を記録し、従来の過去最高記録（1億5056万3990円）を更新[547]。
  - 日本馬術連盟は東京オリンピックの馬場馬術代表選手3名を発表し、日本中央競馬会からは佐渡一毅、北原広之が代表入り（いずれも初出場）となった[548]。
- 13日 - 東京競馬第9競走（八王子特別、3歳以上2勝クラス、ダート2100m、16頭）で最低16番人気のリキサンダイオー（牡8、美浦・奥平雅士厩舎）が3年3か月ぶりとなる勝利を挙げ、単勝の払戻金は東京競馬歴代8位となる3万3350円となった[549]。
- 15日 - 水沢競馬第11競走は、天候が回復せず安全かつ公正な競馬ができないと判断したため取りやめ。勝馬投票券も全額返還となった[550][551]。
- 16日
  - 日本障がい者馬術協会は、東京パラリンピックの馬術競技日本代表候補4名を発表し、元JRA騎手の高嶋活士が初めて選ばれた。JRAの騎手経験者が馬術競技で代表入りしたのは、オリンピックも含めて初めてとなった。高嶋は2011年にJRAの騎手としてデビューしたが、2013年2月の障害競走で飛越の際に他馬と接触して落馬転倒。頭部外傷、脳挫傷、右鎖骨骨折と診断され、回復後も右半身にマヒが残ったほか、右腕にも力が入らなくなり、復帰はかなわず2015年9月に引退していた。騎手時代の成績は通算244戦0勝（うち障害39戦）[552]。
  - 川崎競馬第11競走（第57回関東オークス、JpnII）が行われ、GRANDAME-JAPAN2021（3歳シーズン）が全日程を終了。同競走で2着となったケラススヴィア（牝3、浦和・小久保智厩舎）が47ポイントで総合優勝し、史上初めて前年（2歳シーズン）と3歳シーズンを連覇した[553]。
  - 京都市の上賀茂神社で参拝者を出迎えたり神事に参加する「神馬」が約10年ぶりに代替わりする神事が行われ、元競走馬の「神山号7世（牡11）」が就任した。普段は京都産業大学の厩舎で暮らし、日曜・祝日や神事が行われる際には、神社で参拝者を出迎える[554]。
- 17日 
  - 園田競馬第7競走（4歳以上A2二特別、ダート1870m、9頭）でヨハネスボーイに騎乗した大山龍太郎（兵庫）は距離を誤認してスタート直後から猛然と馬を追い、1周目のゴール板通過時にゴールと勘違いして馬を減速させた。その後勘違いに気づいてレースに復帰したものの、最下位の9着に敗れた。これにより騎乗予定だった第8競走以降、及び翌18日の6鞍は公正保持のため騎手変更となったほか、大山は18日から8月4日まで開催日20日間の騎乗停止、所属厩舎の調教師坂本和也（西脇）にも指導監督不十分として戒告・賞典停止2日の処分が下された。騎手の周回誤認による騎乗停止は、2018年10月13日の新潟競馬第6競走（山田敬士、3か月）以来[555][556][557][558]。
  - 調教師の井上正（愛知）が、この日の名古屋競馬第6競走の出走をもって41年5か月にわたる調教師生活から引退[559]。これに伴い、同厩舎に所属していた騎手の藤原良一は6月19日付で荒巻透厩舎へ所属変更となった[560]。
  - 安平町は国内外の芝GIを9勝するなどの記録を残し、引退後は町内のノーザンファームで繁殖牝馬となっているアーモンドアイに対し、現役時代の功績をたたえ特別栄誉賞を贈ることを決めた。9月に牧場で表彰状と記念品の贈呈式を行う[561]。
- 19日 - 札幌競馬第10競走（利尻特別、3歳以上1勝クラス、芝2000m、8頭）で、吉田隼人がJRA史上28人目（現役騎手16人目）となる通算1万2千回騎乗を達成[562]。
- 21日 - 社台スタリオンステーション代表取締役の吉田勝己は、本年の種付けを行っていなかったハーツクライがこのまま種牡馬を引退することを明らかにした。今年生まれた当歳馬が、産駒の最終世代となる[563]。
- 22日 - 日本軽種馬協会九州種馬場で行われた九州1歳市場で、テラノイロハの2020（牡、父マクフィ）が600万円（税抜）でJRAに落札され、九州1歳市場の史上最高落札額となった[564]。
- 27日
  - 札幌競馬第5競走（メイクデビュー札幌、2歳新馬、芝1200m、10頭）で、岩田康誠（栗東）が史上18人目（現役13人目）のJRA通算1万4千回騎乗を達成[565]。
  - 阪神競馬第11競走（第62回宝塚記念、GI）で、クロノジェネシス（牝5、栗東・斉藤崇史厩舎）が優勝。同馬は前年の同競走と有馬記念をともに優勝しており、宝塚記念はゴールドシップ（2013・2014年）以来2頭目となる連覇を達成。また、ファン投票で出走馬を選出する「グランプリ競走」を3連覇したのはスピードシンボリ・グラスワンダーに次いで3頭目で、牝馬がグランプリを3勝したのは史上初となった[566][567]。
- 29日
  - 金沢競馬第12競走（第4回日本海スプリント、ダート900m、8頭）で、岡部誠（愛知）が地方競馬重賞通算100勝を達成[568]。
  - 15時55分ごろ、JRA栗東トレーニングセンター内で砂をかき混ぜるミキサーに作業中の男性が挟まれたと110番通報があった。男性は下半身を挟まれ、搬送先の病院で死亡が確認された。滋賀県警草津署は労災事故とみて調べている[569]。
- 30日 - 2019年5月に管理馬から規制薬物「ヒドロコルチゾン」（消炎剤）が検出され過怠金30万円の処分を受けた元調教師の石坂正（当時栗東所属、2021年2月に定年引退）がJRAに対して処分の撤回を求めた行政及び民事訴訟で、大阪地方裁判所は行政処分の撤回については棄却したが、「石坂が注意義務を怠ったと断定する材料はない」として過怠金30万円についてJRAは返還すべきであるとの判決を下した[570]。

### 7月
- 3日 - 小倉競馬第3競走（3歳未勝利、芝1800m、16頭）でエスコーラ（牡3、栗東・中内田充正厩舎）が1分43秒8で大差勝ちし、芝1800mの日本レコードを0秒1更新。未勝利馬が日本レコードを樹立したのは、1984年以降で初めてとなった。また、その後に行われた小倉競馬第10競走（戸畑特別、3歳以上2勝クラス、芝1200m、11頭）ではプリモダルク（牝4、栗東・藤原英昭厩舎）が1分6秒4で勝利し、1999年に小倉競馬場でアグネスワールドが記録した芝1200mの日本レコード（1分6秒5）を22年ぶりに更新した[571][572]。さらに翌4日の小倉競馬第11競走（第57回CBC賞、GIII）ではファストフォース（牡5、栗東・西村真幸厩舎）が1分6秒0のタイムで優勝し、芝1200mの日本レコードを大幅に更新した[573]。
- 6日
  - サムライハートが種牡馬を引退することがこの日までに決まった。今後は岩内町で余生を過ごす[574]。
  - 騎手の福原杏（浦和）はこの日の川崎競馬に騎乗を予定していたが、前日にインスタライブへコメントを投稿し、調整ルームに関する開催執務委員長の指示事項（自宅待機時における外部との連絡遮断）に違反したため、規定により8日間（7月9日、および12日から18日まで）の騎乗停止となった[575]。→3月8日の出来事も参照
  - 八戸市場が開催され、1歳馬41頭が上場。32頭（牡20頭・牝12頭）が落札され、売却率は78.0%で2017年に記録した市場レコードを更新した[576]。
- 8日 
  - JRAは6月19日から27日の期間中に行われた第3回阪神競馬の入場人員、および有料入場人員の発表に誤りがあったとして訂正。ネット予約で指定席を複数購入し、同伴者が15歳未満の場合は有料・無料入場人員として扱わないところを、有料入場人員として集計していたことが原因としている[577]。
  - 川崎競馬第11競走（第25回スパーキングレディーカップ、JpnIII）で、サルサディオーネ（牝7、大井・堀千亜樹厩舎）が優勝。地方競馬所属馬の優勝は2008年のトーセンジョウオー（船橋）以来13年ぶりとなった[578]。
- 10日 - 小倉競馬第12競走（3歳以上1勝クラス、ダート1000m、14頭）でフリード（牝3、栗東・西園正都厩舎）が56秒8のタイムで1着となり、ダート1000mのJRAレコードを7年ぶりに更新した[579]。
- 11日
  - 福島競馬第1競走（障害3歳以上未勝利、芝2750m、13頭）でブルーガーディアン（牡9、美浦・鈴木慎太郎厩舎）が2014年12月13日の阪神競馬以来6年6か月28日ぶりの勝利を挙げ、JRA史上最長勝利間隔記録を更新した[580]。
  - 福島競馬第9競走（織姫賞、3歳以上1勝クラス、牝馬、芝1800m、14頭）で、内田博幸（美浦）が史上29人目（現役17人目）となるJRA通算1万2千回騎乗を達成[581]。
- 12日 
  - 大井競馬第4競走（2歳29万円以下、ダート1400m、10頭）でシュッシュに騎乗した的場文男（大井）が、地方競馬史上最年長騎乗記録を「64歳10か月5日」に更新（従来の記録：森下博、64歳10か月2日）[582]。
  - 名古屋競馬第8競走は雷雨の影響により取りやめ。なお、天候が回復したため第9競走以降は予定通り施行された[583]。
  - 苫小牧市でセレクトセールの1日目（1歳馬）が行われ、ディープインパクト産駒の最終世代となる4頭が上場された。ゴーマギーゴーの2020（牡）が最高額タイの3億円で落札されたほか、最後の産駒となったスイープトウショウの2020（牡）も2億円で落札されるなど、1億円以上の高額落札馬は28頭で1歳馬セールの過去最高を更新したほか、1日目の落札総額は116億3800万円でセール史上最高を更新した[584]。翌日の当歳馬セッションも含めた2日間の合計売却額は225億6100万円で2019年の過去最高記録（205億1600万円）を更新したほか、種牡馬別落札額はロードカナロア（20頭、21億2700万円）、馬主別落札額では藤田晋（18頭、23億6700万円）が最上位となった[585][586]。
- 14日
  - 園田競馬第5競走は、悪天候の影響により取りやめ。発走直前に落雷とともに猛烈な雨となり、公正な競馬を行うことができないと判断された。発売済の投票券は全て返還。この影響で第6競走の発走時刻を10分繰り下げたほか、落雷により着順掲示板が故障。第6競走以降は審判員の放送で着順とタイムを読み上げる措置を取った[587][588]。
  - 大井競馬第11競走（第23回ジャパンダートダービー、JpnI）で、単勝12番人気のキャッスルトップ（牡3、船橋・渋谷信博厩舎）が優勝。地方競馬所属馬の優勝は2017年（ヒガシウィルウィン）以来4年ぶりで、同馬および騎乗した仲野光馬（船橋）はともに重賞初勝利がいきなりJpnIとなったほか、単勝（1万2950円）・馬複・馬単の払戻金レコードも更新[589]。続く第12競走（トゥインクルのきせき賞、B3二、ダート1800m、12頭）では的場文男（大井）がノートウォージーに騎乗して1着となり、地方競馬最年長勝利記録を「64歳10か月7日」に更新[590]。
  - 香港競馬の2020/2021シーズンの年度表彰が行われ、アーモンドアイが最優秀外国調教馬に選ばれた。同馬の受賞は2年連続で、香港での出走歴はなかったが、ファン投票で大きな支持を集めた[591]。
- 15日 
  - 門別競馬は悪天候（濃霧）のため、第10競走以降を取りやめ。これに伴い、第12競走に予定していた重賞「ノースクイーンカップ」は17日に再投票を行い、20日に延期して施行された[592]。
  - 金沢競馬は、調教師の奥高平が6月25日をもって引退したことを発表[593]。
- 16日
  - 大井競馬第1競走（3歳308万円以上、ダート1600m、14頭）は、発走委員により真正な発走と認められなかったため、発走やり直し（カンパイ）となった。大井競馬でカンパイが発生したのは、2019年11月15日の第7競走以来[594]。
  - 園田競馬第4競走（3歳以上C3二、ダート1400m、10頭）で、ハシルショウグン（牝3、兵庫・土屋洋之厩舎、父プリサイスエンド、母の父フォーティナイナーズサン[595]）が1着となり、デビューから17戦目で初勝利を挙げた。同馬と血統的関連はないが、同名の馬（父メンデス、母の父ツィッグ）が1990年代に南関東で活躍しており、1993年の川崎記念や帝王賞を優勝しているほか、JRAのオールカマーやジャパンカップにも出走歴がある[596]。
  - 地方競馬全国協会は令和3年度第1回調教師・騎手免許試験の新規合格者を発表し、調教師補佐の沖田明子（愛知）と藤川純（兵庫）の2名が調教師試験に合格。沖田は現役5人目の女性調教師となり、2名とも8月1日付で免許が交付される[597][598]。
- 18日 - 函館競馬第11競走（第57回函館記念、GIII）で、横山和生（美浦）がトーセンスーリヤに騎乗して優勝。同競走は父・横山典弘が1996年・2004年・2011年に優勝、祖父・横山富雄は1971年・1974年・1975年に優勝しており、親子3代制覇となった[注 6][599]。
- 22日 - イーストスタッドは、2020年のカルティエ賞最優秀2歳牡馬を受賞したヴァンゴッホを種牡馬として導入すると発表した[600]。

### 8月
- 2日 - 東京オリンピックの馬術競技（総合馬術・個人決勝）が馬事公苑で行われ、日本の戸本一真（日本中央競馬会）が4位に入賞。馬術競技の個人種目で日本選手が入賞したのは1932年のロサンゼルスオリンピック（障害飛越）で金メダルを獲得した西竹一以来89年ぶり[601][602]。4日に行われた障害飛越・個人決勝でも福島大輔（STAR HORSES）がジャンプオフの末6位に入賞したが、メダル獲得はならなかった[603]。
- 7日 
  - 函館競馬第3競走（3歳未勝利、芝1200m、16頭）で、武豊がJRA史上初となる通算2万3千回騎乗を達成[604]。
  - 新潟競馬第4競走（3歳未勝利、芝2000m、18頭）で1着に11番人気、2着に15番人気が入線し、馬連の払戻金は新潟競馬史上最高となる38万6270円を記録したほか、3連単も同競馬史上4位となる1004万5030円を記録した[605]。
- 8日
  - 函館競馬第11競走（第26回エルムステークス、GIII）でスワーヴアラミスが1着となり、ハーツクライ産駒のJRA通算勝利数がヒンドスタンと並び11位タイとなる1258勝を記録[606]。
  - 新潟競馬第11競走（第13回レパードステークス、GIII）で、柴田善臣（美浦）がメイショウムラクモに騎乗して優勝。柴田は55歳0か月10日でのJRA重賞勝利となり、岡部幸雄が保持していたJRA最年長重賞勝利記録（54歳0か月31日）を更新した[607]。
- 14日
  - 14日・15日の佐賀競馬は大雨の影響により開催取りやめとなり、当該日の出走馬の出走投票をやり直したうえで、21日・22日に施行された[608]。これに伴い、各場外発売所およびJ-PLACE鳥栖[609][610][611]、BAOO荒尾（J-PLACE荒尾）も14日・15日の発売・払戻を休止[612][613]。
  - 新潟競馬第2競走（2歳未勝利、芝1800m、11頭）で、武士沢友治（美浦）が史上38人目（現役24人目）となるJRA通算1万1000回騎乗を達成[614]。
- 15日 - 騎手の横山武史（美浦）が、札幌競馬第1競走から第4競走まで4連勝した。騎手が第1競走から4連勝したのは福永洋一（1979年1月21日、京都）・浜中俊（2013年3月9日、阪神）に続き、JRA史上3人目となった[615]。
- 17日 - JRAは、美浦トレーニングセンター（北馬場Bコース：ダート）の一部が大雨の影響で陥没したため、17日から当面の間、同コースを閉鎖すると発表。これに伴い、この週に行われる予定だった障害試験も中止された[616]。
- 20日 - 高知競馬場の実況アナウンサー・橋口浩二がうっ血性心不全と診断されたため、当面の間休養することを発表。橋口が復帰するまでの間は福山競馬で場内実況を担当していた西田茂弘が代役を務め[617]、9月11日の開催から復帰した[618]。
- 22日
  - 新潟競馬第9競走（閃光特別、3歳以上1勝クラス、芝直線1000m、18頭）で、三浦皇成（美浦）がJRA通算1万回騎乗を達成。三浦はデビューから「13年5か月22日」、年齢は「31歳8か月4日」での達成となり、従来の記録（北村宏司、13年10か月7日・32歳5か月20日）を更新し、史上最速・最年少記録となった[619]。
  - 小倉競馬第11競走（第56回北九州記念、GIII）で、ヨカヨカ（牝3、栗東・谷潔厩舎）が優勝。九州産馬がJRAの平地重賞を優勝したのは2005年のテイエムチュラサン（アイビスサマーダッシュ）以来16年ぶりで、熊本県産馬のJRA重賞勝利は史上初となった[620]ほか、同馬の父スクワートルスクワートも産駒初のJRA重賞勝利となった[621]。
  - 高知競馬第7競走（第44回建依別賞、ダート1400m、12頭）でスペルマロン（セン7、高知・別府真司厩舎）が優勝。これにより、同馬は高知競馬場で施行されるすべての距離設定（1300m、1400m、1600m、1900m、2400m）の重賞で勝利を記録した[622]。
- 26日 - 東京パラリンピックの馬術競技（個人規定）が馬事公苑で行われ、グレード2に出場した日本の宮路満英が7位に入賞。宮路は元JRAの調教助手で、シーキングザパールにも携わっていたが、2005年に脳卒中で倒れたことで2007年に退職していた[623]。グレード4に出場した元JRA騎手の高嶋活士は出場15人中14位で、入賞はならなかった[624]。なお、宮路は30日に行われた個人フリースタイルにも出場した（出場8人中8位）[625]。→6月16日のできごと参照
- 28日
  - 小倉競馬第8競走（第23回小倉サマージャンプ、J・GIII）で、アサクサゲンキ（セン6、栗東・音無秀孝厩舎）が優勝。同馬は2017年に小倉2歳ステークスを優勝しており、史上14頭目の平地・障害重賞制覇となったほか、騎乗した熊沢重文（栗東）は障害通算254勝となり、星野忍と並び障害歴代最多勝タイ記録となった[626]。
  - 小倉競馬第9競走（ひまわり賞、2歳オープン、九州産馬、芝1200m、14頭）で、ヒノクニ（牝2、美浦・深山雅史厩舎）が1着となった。これにより、生産牧場の本田土寿（熊本）は2018年から同競走を4連覇となった[627]。
  - 札幌競馬第11競走（オホーツクステークス、3歳以上3勝クラス、芝2000m、15頭）で横山和生が1着、横山武史が2着、横山典弘が3着となり、横山父子が上位3着を独占。親子騎手による上位3着独占は、JRAでは初めてとなった[628]。
  - 高知競馬第2競走（C2-8、ダート1400m、10頭）で、1着から6番人気→9番人気→7番人気の順に入線し、3連複の払戻金は高知競馬史上最高となる102万7030円を記録した[629]。
- 29日
  - 新潟競馬第7競走に出走を予定していたレッドペルーシュ（牝4、美浦・宗像義忠厩舎）が、深夜に新潟競馬場の厩舎地区から放馬。巡回中のガードマンに発見され一時馬房に移され、その後馬がいないことに気づいた宗像厩舎のスタッフからの申し出によりレッドペルーシュであることが確認された。調教師の管理下から離れていた際の状況が確認できないため、同馬は出走取消となったほか、管理調教師の宗像には過怠金3万円の処分が下された[630][631]。
  - 札幌競馬第9競走（小樽特別、3歳以上1勝クラス、芝1200m、16頭）で、和田竜二（栗東）がJRA史上7人目（現役騎手6人目）となる通算1万9千回騎乗を達成[632]。
  - 元船橋所属で、2018年からマカオを拠点としている騎手の中野省吾が、タイパ競馬場で行われたマカオゴールドカップ（マカオG1、芝1800m、12頭）を優勝。日本人騎手が同競走を優勝したのは初めてとなった[633]。
- 31日 - フランスの女性騎手ミカエル・ミシェルが、前年に続きJRA騎手免許試験の受験を断念したことが判明。新型コロナウイルスの影響でビザが取得できず、来日が不可能となったため[634]。

### 9月
- 1日 - 佐賀競馬第8競走（第21回サマーチャンピオン、JpnIII）で、ラプタス（セン5、栗東・松永昌博厩舎）が優勝。JRA騎手に新型コロナウイルス陽性者が発生した影響でJRA所属馬に騎乗予定だったJRA所属騎手が武豊を除き騎手変更となり、同馬には鮫島克也（佐賀）が騎乗。鮫島は58歳7か月2日でダートグレード競走を勝利し、地方競馬所属騎手のダートグレード競走における最年長勝利記録（川原正一、58歳1か月19日）を更新した（コンピュータ管理されている1973年4月以降の記録）[635][636]。
- 2日 - フランスのシャンティイを拠点に開業している調教師の清水裕夫が、パリロンシャン競馬場で行われたリュテス賞（G3、3歳、芝3000m、5頭）に管理馬エゾップ（牡）を出走させ優勝。開業から4年目で重賞初勝利となった[637]。
- 4日 - 小倉競馬第2競走（2歳未勝利、ダート1700m、16頭）で、コンクパール（牝2、栗東・中竹和也厩舎）が1分44秒8のタイムで1着となり、ダート1700mの2歳JRAレコードを更新。馬主の前田幸大は21歳の現役大学生で、JRA史上最年少馬主による勝利となった[638][639]。
- 5日
  - 小倉競馬第1競走（障害3歳以上未勝利、芝2860m、10頭）で1着となった五十嵐雄祐（美浦）が、JRA歴代単独10位となる障害通算137勝を記録[640]。
  - 新潟競馬第11競走（第57回新潟記念、GIII）で、マイネルファンロン（牡6、美浦・手塚貴久厩舎）が優勝。これによりステイゴールド産駒のJRA重賞勝利が2006年以来16年連続（史上7頭目）となったほか、産駒の重賞勝利数も113勝となり、ヒンドスタンと並び歴代4位タイとなった[641]。
- 6日 - JRA騎手のミルコ・デムーロ（栗東）が、京都府警右京署の交通安全広報大使に任命され、同署で委嘱式が行われた。今後は京都府警のポスターや動画に起用される[642]。
- 7日 - 国際競馬統括機関連盟（IFHA）は任期満了に伴う役員改選で、JRA理事長の後藤正幸を副会長に選出。日本人の選出は初めてで、任期は10月から2024年10月までの3年間[643]。
- 9日 
  - 園田競馬第8競走（3歳以上C1二、ダート1400m、11頭）で、4月に騎手デビューした佐々木世麗（兵庫）が1着となり通算45勝目を挙げ、兵庫県競馬の新人騎手による年間最多勝利記録（石堂響、44勝）を更新した[644]。
  - JRAは9月12日に施行予定の中山競馬について一部競走順の入れ替えを行ったことに伴い、WIN5対象レースの一部変更を発表。これにより、当日の対象1レース目（中山競馬第9競走）は一般競走「3歳以上1勝クラス（ダート1800m）」となった[645]。
- 12日
  - 中山競馬第7競走（3歳以上1勝クラス、芝1600m、14頭）で、単勝1.1倍の1番人気に支持されたボーデン（牡3、美浦・岩戸孝樹厩舎）が4着に敗れる波乱となった。JRAの競走で単勝1.0 - 1.1倍の馬が4着以下に敗れたのは2019年1月20日の中京競馬第2競走（3歳未勝利、エンダウメント：13着）以来で、未勝利戦を除いた場合は2005年4月2日の阪神競馬第8競走（4歳以上500万以下、アドマイヤレオン：6着）以来16年5か月ぶりとなった[646]。
  - JRAのサマーシリーズが全日程を終了。サマースプリントシリーズはファストフォース、サマー2000シリーズはトーセンスーリヤ、サマーマイルシリーズはロータスランド、サマージョッキーズシリーズは川田将雅がそれぞれ優勝した[647]。
  - フランスのパリロンシャン競馬場で行われたフォワ賞（G2、芝2400m、6頭）で、日本から出走したディープボンド（牡4、栗東・大久保龍志厩舎）が逃げ切って優勝。日本調教馬が同競走を優勝したのは1999年のエルコンドルパサー、2012・2013年のオルフェーヴル以来3頭目（延べ4度目）となった[648]。
- 17日 - JRAは台風接近により競馬開催へ影響が生じる可能性を考慮し、中京競馬の金曜日夜間発売を取りやめ。中山競馬は予定通り発売[649]。また、佐賀競馬も同様の理由により、17日に予定していた場外発売（川崎・名古屋・園田）を中止した[650]。
- 18日 
  - 中京競馬第4競走（メイクデビュー中京、2歳新馬、ダート1800m、12頭）で、福永祐一（栗東）が12年連続13回目となるJRA年間100勝を達成。12年連続の達成はJRA史上最長で、通算13回目の達成は岡部幸雄と並んで歴代2位タイとなった[651][652]。
  - 佐賀所属騎手の岩永千明が禁止事項となっている通信機器の持ち込みが判明したため騎乗停止となり、18日の佐賀競馬で騎乗予定だった6鞍が騎手変更となった。佐賀県競馬組合は騎乗停止期間などの詳細を、後日あらためて決定する[653]。
  - カナダのウッドバイン競馬場で行われたウッドバインマイル（G1、3歳以上、芝1600m、10頭）で、カナダを拠点としている日本人騎手の福元大輔がタウンクルーズ（セン6）に騎乗して優勝し、G1初勝利を挙げた[654]。
- 19日 - 中京競馬第6競走（3歳以上1勝クラス、ダート1900m、12頭）で、松山弘平（栗東）が史上45人目（現役30人目）となるJRA通算1万回騎乗を達成。松山はデビューから「12年6か月19日」、年齢は「31歳6か月19日」で達成し、8月22日に三浦皇成が記録したばかりの史上最速・最年少記録を更新した[655]。→8月22日のできごと参照
- 20日
  - JRA騎手の高田潤（栗東）が、中山競馬第1競走（障害3歳以上未勝利、芝→ダート2880m、14頭）のレース後に激しい頭痛に襲われたため病院へ搬送。クモ膜下出血と診断され、そのまま入院したことを自身のTwitterで21日に公表。発症の原因は不明[656]。高田は入院中に行った各種検査でも異常が認められず、頭痛も収まったことから29日に退院[657]。10月26日から調教騎乗に復帰した[658]。
  - 大井競馬第1競走（C3五六、ダート1600m、14頭）で、1着に単勝13番人気、2着は9番人気が入線。馬単の払戻金は140万3550円（159番人気、的中1票）で、大井競馬史上最高となった[659]。
- 21日 - レックススタッドは、フェノーメノが種牡馬を引退したことを発表。今後は追分ファームで余生を過ごす[660]。
- 24日 - JRAは第2回裁定委員会を開き、インターネット上の動画投稿サイトにて予想行為を複数回行っていた調教助手（過怠金50万円）、および雇用主の調教師（戒告）を「日本中央競馬会競馬施行規定第147条第19号（競馬の公正確保について業務上の注意義務）」に違反したとして、前記の処分を行ったと発表。8月29日に厩舎関係者の関与を疑わせる動画が確認され、JRAは調査の結果9月2日に動画作成者を特定。9月9日に第1回裁定委員会が開かれ、予定される処分を通知するとともに弁明の機会を付与したが、指定期日までに弁明書の提出はなかった。なお、JRAは「司法処分の対象ではなく、公表による社会的影響が著しい」として実名は公表しなかった[661]。
- 26日 - 中山競馬第11競走（第67回オールカマー、GII、16頭）で、1枠1番に入ったウインマリリンが優勝。2着も同枠2番のウインキートスで、同一馬主かつ同枠の馬が1・2着を占めた。これはグレード制が導入された1984年以降、JRAの重賞では3例目となった[662]。
- 29日
  - 地方競馬全国協会は、10月3日にJRAネット投票で発売する地方競馬について発売予定レースの変更を発表。当初予定では高知競馬が第7競走まで、佐賀競馬が第6競走までの発売だったが、いずれも全レース発売に変更された[663]。
  - 船橋競馬第11競走（第68回日本テレビ盃、JpnII）で、サルサディオーネ（牝7、大井・堀千亜樹厩舎）が優勝。牝馬による同競走の優勝は、JpnIIとなってから初めてとなった[664]。
- 30日 - 10月3日に行われるスプリンターズステークスの出走馬が確定し、出走16頭がすべて関西（栗東）所属馬となった。GIの出走馬がすべて関西馬となったのは2015年のフェブラリーステークス以来で、芝のGIに限れば1992年のジャパンカップ以来29年ぶりとなった[665]。

### 10月
- 1日 - 船橋競馬は、台風16号の影響により馬場コンディションが悪化したため第5競走以降を取りやめ[666][667]。
- 2日
  - 高知競馬第10競走（C2-3、ダート1400m、12頭）で、郷間勇太（高知）が地方競馬通算5千回騎乗を達成[668]。
  - 2020年10月3日にデビューした騎手の飛田愛斗（佐賀）がデビュー日から1年間の勝利数を127勝とし、吉原寛人（金沢）が保持していた従来の記録（110勝）を19年ぶりに更新した[669]。
- 3日
  - 中山競馬第11競走（第55回スプリンターズステークス、GI）で、ピクシーナイト（牡3、栗東・音無秀孝厩舎）が優勝。同競走を3歳馬が優勝したのは2007年のアストンマーチャン以来14年ぶりで、3歳牡馬の優勝は1998年のマイネルラヴ以来23年ぶり、施行時期が現行の10月初旬に変更された2000年以降では初めてとなった。また、同馬の父モーリスは産駒のGI初勝利となったほか、曾祖父グラスワンダー、祖父スクリーンヒーロー、父モーリスもGI優勝馬で、JRA史上初の父子4代GI制覇も達成[670][671]。このほか、同競走でジャンダルムに騎乗した浜中俊（栗東）は史上46人目（現役31人目）のJRA通算1万回騎乗を達成[672]。
  - 盛岡競馬第11競走（第34回ダービーグランプリ、M1、ダート2000m、14頭）が行われ、3歳秋のチャンピオンシップが全日程を終了。同競走を勝利したギガキング（船橋）がシリーズチャンピオンとなった[673]。
  - 第100回凱旋門賞（G1、芝2400m、14頭）がフランスのパリロンシャン競馬場で行われ、ドイツのトルカータータッソが優勝。日本から出走したクロノジェネシスは7着、ディープボンドは最下位の14着に敗れ、日本調教馬による凱旋門賞初制覇はならなかった。また、武豊が騎乗したブルームは11着、日本のノーザンファームが生産したスノーフォール（父ディープインパクト）は6着に敗れた[674]。JRAで発売された馬券の売上は53億8803万5100円で、2016年に海外競馬の馬券発売が開始されて以来の最高を記録した[675]。
- 7日
  - JRAは2022年度調教師免許試験（新規）および騎手免許試験（新規）の第1次試験合格者を発表し、調教師試験は22人、騎手試験は1人が合格した。調教師の第2次試験は11月30日・12月1日に行われ、合格発表予定日は12月9日。騎手の第2次試験は競馬学校騎手課程生徒と同じく2022年1月26日に行われ、合格発表予定日は2022年2月8日となっている[676]。騎手の第1次試験に合格した1名はJRA騎手・小牧太の長男・加矢太で、2020年の全日本障害飛越選手権で優勝しており、障害専門の騎手を目指している[677]。→3月31日のできごと参照
  - 10月3日に行われた凱旋門賞に出走したクロノジェネシス・ディープボンドなど、フランスに遠征していた3頭が帰国。帯同馬のうちイカットは現地に残留し、繁殖入りする予定[678]。
  - 大井競馬第11競走（第18回レディスプレリュード、JpnII）が行われ、GRANDAME-JAPAN（古馬シーズン）が全日程を終了。同競走で5着となったグランデストラーダ（大井）が45ポイントで総合優勝、2位のロカマドール（川崎）、3位のラインカリーナ（浦和）までがボーナス賞金を獲得した[679]。
- 9日 - 東京競馬第11競走（第7回サウジアラビアロイヤルカップ、GIII、芝1600m、7頭）は、1着から7着まで人気順通りに入線。3連複の払戻金は190円となり、2016年の弥生賞と並びJRA重賞競走史上最低払戻額タイを記録した[680]。
  - JRA調教師の矢作芳人（栗東）は、管理馬のコントレイルについて「天皇賞（秋）（10月31日・東京）とジャパンカップ（11月28日・東京）の2走をもって引退する」ことを表明[681]。ジャパンカップの終了後に東京競馬場で引退式が行われた[682][683]。→5月5日のできごと参照
- 10日
  - 東京競馬第5競走（メイクデビュー東京、2歳新馬、芝2000m、12頭）で、川田将雅（栗東）がJRA史上39人目（現役騎手25人目）となる通算1万1千回騎乗を達成[684]。
  - 東京競馬第11競走（第72回毎日王冠、GII）では、9月30日に死去した作曲家・すぎやまこういちに対する追悼、および永年にわたる中央競馬の発展に寄与した功績を称え、本馬場入場曲を「グレード・エクウス・マーチ」に変更したほか、ファンファーレは関東地区のGI用が使用された[685]。
  - 阪神競馬第11競走（第56回京都大賞典、GII）で、マカヒキ（牡8、栗東・友道康夫厩舎）が優勝。2016年の東京優駿（日本ダービー）を優勝している同馬は同年にフランスへ遠征して勝利したニエル賞以来5年28日ぶりの勝利となり、GI優勝馬としては史上最長間隔での勝利となった。3歳クラシックの優勝馬が5年以上勝利から遠ざかった例は過去1度もなく、重賞勝利の間隔としても歴代3位の記録となった[686]。
- 13日 - サラブレッドデイリーニュース（電子版）は、2021年の英国2000ギニーとセントジェームズパレスステークスを優勝したポエティックフレア（牡3）が現役を引退し、日本の社台スタリオンステーションで種牡馬入りすると報じた[687]。
- 17日
  - 新潟競馬第2競走（2歳未勝利、芝1200m、13頭）でルナエルモッサに騎乗した藤田菜七子（美浦）が発走時に負傷。左鎖骨骨折と診断され、以降の5鞍は騎手変更となった。この件について所属厩舎の調教師・根本康広は、通常の場合、騎手はゲートを出る際に手綱を絞って団子状にするが、この時に尾錠がプロテクターで保護されていない鎖骨付近を直撃したと説明したうえで、「本人の操作とか、技術で失敗したということではなく、めったに起きることではない」とした[688]。
  - 東京競馬第9競走（第23回東京ハイジャンプ、J・GII）で、ラヴアンドポップ（牡8、美浦・岩戸孝樹厩舎）が優勝。同馬の前走は2020年6月27日の東京ジャンプステークス（1着）で、中67週（約1年4か月）で重賞を連勝したのは1986年以降で最長となったほか、JRA重賞勝利時の前走間隔でも歴代2位の記録となった[689]。このほか、同馬に騎乗した五十嵐雄祐（美浦）も7年ぶりの重賞勝利となった[690]。
- 24日
  - 新潟競馬第4競走（障害3歳以上未勝利、芝2850m、9頭）で熊沢重文（栗東）が1着となり障害通算255勝目を挙げ、星野忍（254勝）を抜き障害の単独最多勝記録となった[691]。→8月28日のできごと参照
  - 盛岡競馬第12競走（第2回OROオータムティアラ、M1）で、ファイントリック（牝3、岩手・佐藤祐司厩舎）が優勝。同馬の勝利は約1年ぶりで重賞初勝利となったほか、当地で期間限定騎乗中で同馬に騎乗した七夕裕次郎（浦和）も重賞初勝利となった[692]。
- 28日 - メイショウサムソンが種牡馬を引退。今後は功労馬として余生を過ごす[693]。
- 30日
  - 新潟競馬第4競走（障害3歳以上オープン、芝2850m、10頭）で、パリカラノテガミ（牡10、美浦・清水英克厩舎）が1着、テイエムコンドル（牡10、美浦・石栗龍彦厩舎）が2着となり、10歳馬が2着までを占めた。10歳以上の馬によるワンツーフィニッシュは、2015年5月30日の京都ハイジャンプ以来で、JRAでは2例目となった[694]。
  - 阪神競馬第4競走・第6競走・第7競走で、岩田康誠・岩田望来（ともに栗東）の父子騎手が1・2着を占めた。親子騎手が1日に2回以上ワンツーフィニッシュを決めたのは、JRA史上初の記録となった[695]。
  - 阪神競馬第5競走（メイクデビュー阪神、2歳新馬、芝2000m、12頭）でマテンロウレオ（牡2、栗東・昆貢厩舎）が1着となった。これにより、ハーツクライ産駒のJRA通算勝利数が1273勝となり、タイ記録で並んでいたパーソロンを抜いて単独10位となった[696]。→8月8日のできごと参照
  - 東京競馬第11競走（第10回アルテミスステークス、GIII、芝1600m、11頭）でサークルオブライフ（牝2、美浦・国枝栄厩舎）が1着となり、騎乗したミルコ・デムーロ（栗東）はJRA史上10人目（現役騎手6人目）となる重賞競走通算100勝を達成[697][698]。
- 31日 - 東京競馬第11競走（第164回天皇賞（秋）、GI）で、エフフォーリア（牡3、美浦・鹿戸雄一厩舎）が優勝。同競走を3歳馬が勝利したのは2002年のシンボリクリスエス以来19年ぶり（史上4頭目）で、騎乗した横山武史（美浦）は祖父横山富雄（1969年）・父横山典弘（2009年）に続いて、史上初の親子3代天皇賞（秋）優勝騎手となった[699][700]。

### 11月
- 3日 - 金沢競馬第10競走（第21回JBCクラシック、JpnI）で、ミューチャリー（牡5、船橋・矢野義幸厩舎）が優勝。地方競馬所属馬が同競走を優勝したのは、創設以来初めてとなった[701]。
- 4日
  - 門別競馬第12競走（第64回道営記念、H1）で、クインズサターン（牡8、北海道・安田武広厩舎）が優勝。同馬は前年に続き同競走を連覇し、8歳馬の優勝は1986年のハツピシルバー以来35年ぶり、同一馬による連覇は1994年・1995年のササノコバン以来（史上5頭目）となった[702][703]。
  - ビッグレッドファームは、2018年のドバイターフを優勝したベンバトルを、2022年より種牡馬として導入すると発表[704]。
- 5日 - サンデーレーシングは公式サイトで、クロノジェネシス（JRA）が12月26日に行われる第66回有馬記念（中山競馬場）の出走を最後に引退することを発表[705]。当日の全レース終了後に引退式が行われた[706]。
- 6日 - 阪神競馬第11競走（第26回ファンタジーステークス、GIII）で、ウォーターナビレラ（牝2、栗東・武幸四郎厩舎）が優勝。父シルバーステートは産駒の重賞初勝利となったほか、同馬には兄の武豊が騎乗し、兄弟制覇となった[707]。
- 7日
  - 現地時間の11月6日、ブリーダーズカップ・フィリー&メアターフ（G1、芝11f、3歳以上牝馬、12頭）がアメリカのデルマー競馬場で行われ、日本から出走したラヴズオンリーユー（牝5、栗東・矢作芳人厩舎）が優勝。日本調教馬がブリーダーズカップを優勝したのは史上初となったほか、騎乗した川田将雅も日本人騎手として初優勝となった[708]。その後に行われたブリーダーズカップ・ディスタフ（G1、ダート9f、3歳以上牝馬、11頭）でも日本から出走したマルシュロレーヌ（牝5、栗東・矢作芳人厩舎）が優勝し、日本調教馬の牝馬が国外のダートG1を勝利したのは史上初となった[709]。
  - この日の中央競馬では珍名馬の勝利が相次ぎ、福島競馬では第5競走（2歳新馬）でオレタチハツヨイ、第10競走（高湯温泉特別）ではアナゴサン、第11競走（フルーツラインカップ）ではオヌシナニモノがそれぞれ勝利。東京競馬では第7競走（3歳以上1勝クラス）でオレデイイノカ、第9競走（百日草特別）でオニャンコポンが勝利した[710]。
  - 東京競馬第11競走（第59回アルゼンチン共和国杯、GII）で、オーソリティ（牡4、美浦・木村哲也厩舎）が優勝。同馬は前年に続いて同競走を連覇し、同一馬による連覇は1982年・1983年のミナガワマンナ以来38年ぶりとなった[711]。
- 10日 - 園田競馬第3競走（3歳以上C3、ダート1400m、10頭）で、佐々木世麗（兵庫）が勝利し67勝目を挙げ、地方競馬所属新人女性騎手の年間最多勝利記録（山本茜、66勝）を更新した[712]。→9月9日のできごと参照
- 14日 - 阪神競馬第11競走（第46回エリザベス女王杯、GI）で、単勝10番人気のアカイイト（牝4、栗東・中竹和也厩舎）が優勝。同馬はGI初出走で優勝し、3連単の払戻金は339万3960円でGI歴代6位の記録となったほか、キズナ産駒はJRAのGI初勝利となった[713]。
- 18日 - 名古屋競馬第2競走（C13組、ダート1400m、9頭[注 7]）で宮下瞳（愛知）がリアルスピードに騎乗して1着となり、日本の女性騎手では中央・地方を通じて史上初となる通算1000勝を達成した[714]。
- 19日
  - 地方競馬全国協会は2021年度第3回調教師・騎手免許試験の新規合格者を発表し、現役騎手の宮川（旧姓・別府）真衣（高知）、鮫島克也、真島正徳（いずれも佐賀）が調教師試験に合格。宮川は8月1日に免許を取得した沖田明子（愛知）以来現役6人目の女性調教師となり、3名とも12月1日付で免許が交付される[715][716][717]。また、佐賀県競馬組合は、所属騎手の吉田順治と岩永千明が共に本人の申し出により11月30日付で引退することを発表。岩永は9月18日に禁止事項となっている通信機器の持ち込みが判明し騎乗停止処分を受けていた[718]。岩永を除く佐賀の3騎手の引退セレモニーは佐賀競馬場[719]、別府（宮川）の引退セレモニーは高知競馬場で、それぞれ11月28日に行われた[720]。→7月16日・9月18日のできごと参照
  - 大井競馬の第12競走（Make New Way賞、ダート1650m、B2三・B3二、12頭）で、同競馬場初の左回り競走を実施。第1コーナー（右回りの第4コーナー）でアクシデントはあったものの、全馬が無事完走した[721]。また、1着馬のバーブルに騎乗した御神本訓史はこの勝利で地方通算2500勝を達成[722]。
- 20日 - 東京競馬第11競走（第26回東京スポーツ杯2歳ステークス、GII）で、イクイノックス（牡2、美浦・木村哲也厩舎）が優勝。これにより、新種牡馬のキタサンブラックは産駒の重賞初勝利となった[723]。
- 21日 
  - 東京競馬第3競走（2歳未勝利、牝馬、芝1800m、15頭）でグランスラムアスク（栗東・矢作芳人厩舎）が勝利し、ディープインパクト産駒がJRA史上2頭目となる通算2500勝を史上最速（産駒の初出走から11年5か月2日[724]）で達成[725]。
  - 東京競馬第10競走（南武特別、3歳以上2勝クラス、芝2400m、12頭）で、柴田大知（美浦）がJRA史上40人目（現役騎手26人目）となる通算1万1千回騎乗を達成[726]。
  - 阪神競馬第11競走（第38回マイルチャンピオンシップ、GI）で、グランアレグリア（牝5、美浦・藤沢和雄厩舎）が優勝。同馬は前年に続き史上6頭目の連覇を達成、牝馬としては史上6頭目となるJRA獲得賞金10億円を突破したほか、古馬の芝マイルGIもグレード制導入後初となる通算4勝を挙げ、引退レースを締めくくった。また、2022年2月に定年を迎える管理調教師の藤沢は同競走を通算6勝目とし、自らがもつ天皇賞（秋）（6勝）に並ぶ同一GI最多勝利タイ記録となった[727]。その後、12月18日に中山競馬場で引退式が行われた[728]。
- 22日 - 盛岡競馬は、濃霧による視界不良のため第11競走以降を取りやめとした[729]。
- 23日 - 兵庫県競馬組合は、西脇馬事公苑で従事していた仮認定厩務員（40歳、インド国籍）が競馬法違反（勝馬投票券の購入）の容疑で兵庫県警西脇署に逮捕されたことを発表。厩務員は11月2日に厩務員としての認定申請があり、面接や必要書類を受理して9日から仮認定厩務員として従事。組合が並行して各種調査や照会を行っていたところ、インターネット投票事業者から会員登録と勝馬投票券の購入が判明したため、同県警に通報していた。その後の調べで、11月10日から12日までの3日間に合計28回、1万7200円分の馬券を購入していた[730][731]。
- 24日 - DMMバヌーシーはホームページで、日本調教馬として初めて米国ブリーダーズカップ（フィリー＆メアターフ）を優勝したラヴズオンリーユー（JRA）が香港カップ（12月12日、香港・沙田競馬場）の出走を最後に引退することを発表[732]。
- 26日 - ばんえい競馬は、所属騎手の舘澤直央がこの日をもって引退したことを発表した[733]。
- 30日
  - JRA調教師の安田翔伍（栗東）は、管理馬のオメガパフュームが2022年春より種牡馬入りする予定を明らかにした[734]。その後、同馬を管理する調教師の安田は2022年1月11日に種牡馬入りの予定を撤回し、2022年も現役を続行することを発表した[735]。
  - 社台スタリオンステーションは、ジャパンカップの優勝を最後に引退し2022年より種牡馬入りするコントレイルの初年度種付料を1200万円（受胎確認後）と発表。社台スタリオンステーションに繋養されている種牡馬の2022年度種付料としてはエピファネイア（1800万円）・ロードカナロア（1500万円）に次ぐ高額に設定されたほか、初年度種付料としては同馬の父ディープインパクトと同額に設定された[736]。なお、コントレイルへの種付申込は発表翌日に満口となった[737]。
  - ホッカイドウ競馬は、所属調教師の恵多谷豊と谷口常信が11月30日付で引退したことを12月1日に発表[738]。これに伴い、恵多谷厩舎に所属していた騎手の黒澤愛斗は12月1日付で村上正和厩舎に所属変更となった[739]。

### 12月
- 5日 - カナダのウッドバイン競馬場が2021年の全日程を終了。木村和士が138勝を挙げ、日本人騎手として初めて、カナダの年間リーディングを獲得した[740]。
- 9日 - JRAは令和4年度調教師免許試験（新規）の合格者を発表し、5名が合格。騎手では嘉藤貴行が合格したほか、調教助手から合格した西園翔太と上原佑紀はともに1990年（平成2年）生まれで、JRAでは初めてとなる平成生まれの調教師となった[741][742]。
- 11日 
  - 中京競馬第11競走（第57回中日新聞杯、GIII、芝2000m、18頭）で、ショウナンバルディに騎乗した岩田康誠（栗東）が1着となり、史上11人目（現役騎手7人目）となるJRA重賞競走通算100勝を達成した[743][744]。
  - 22時30分ごろ、浦和競馬に所属する39歳の厩務員の男がさいたま市内のスナック店内で同僚の21歳の男性の背中に火を付け、全治不明の大火傷を負わせたとして埼玉県警岩槻署に殺人未遂の疑いで翌12日に逮捕。男性は当時上半身裸で、男性の体に消毒用アルコールがかかっていたとの情報がある[745]。その後、さいたま地方検察庁は12月21日、男を不起訴処分にした。不起訴の理由は明らかにされていない[746]。
- 12日
  - 阪神競馬第11競走（第73回阪神ジュベナイルフィリーズ、GI）で、サークルオブライフ（牝2、美浦・国枝栄厩舎）が優勝。騎乗したミルコ・デムーロ（栗東）は過去に朝日杯フューチュリティステークス・ホープフルステークスも優勝しており、福永祐一以来2人目となるJRAの2歳GI全競走で勝利を記録したほか、弟のクリスチャン・デムーロも同競走を2018年に優勝しており、吉田豊・吉田隼人に次いで史上2組目の兄弟制覇となった。また、管理調教師の国枝は牝馬限定GIを通算11勝目とし、現役調教師では最多記録となった[747]。
  - 香港の沙田競馬場で香港国際競走が行われ、香港カップ（G1、芝2000m）でラヴズオンリーユー（牝5、栗東・矢作芳人厩舎）が優勝。同馬は2021年のクイーンエリザベス2世カップ・ブリーダーズカップ・フィリー&メアターフに続いて国外G1を3勝目とし、日本調教馬としては最多タイ記録（3頭目）となったほか、史上初となる同一年に国外G1を3勝の記録を残し、引退レースを締めくくった[748]。その後、2022年1月30日[注 8]に東京競馬場で引退式が行われた[749][750][751]。
- 14日 
  - 岩手県競馬組合は、同競馬重賞競走最多勝利記録（19勝）を保持しているエンパイアペガサス（牡8歳、水沢・佐藤祐司厩舎）が12月31日に水沢競馬場で行われる桐花賞の出走を最後に引退し、引退式を同日に同競馬場のパドックで実施することを発表した[752]。
  - 金沢競馬は、所属調教師の吉井敏雄が12月6日をもって引退したことを発表した[753]。
- 17日 - JRAは降雪による競馬開催への影響が予想されるとして、18日の阪神競馬および中京競馬全競走の金曜日夜間発売[754]を中止した[755]。
- 19日
  - 中山競馬第6競走（メイクデビュー中山、2歳新馬、ダート1200m、16頭）で横山武史（美浦）がスコラーリに騎乗して1着となり、自身初のJRA年間100勝を達成。達成時の年齢は「22歳11か月28日」で、武豊（19歳8か月12日）に次いで史上2番目の年少記録となった[756]。
  - 水沢競馬は走路状況悪化のため、第3競走以降を取りやめとした[757]。
- 20日 - 水沢競馬は走路状況悪化のため、第4競走以降を取りやめとした[758]。
- 21日
  - 水沢競馬は悪化した走路状況の回復が見込めないとして、この日の開催を取りやめ。代替開催は行わない[759]。
  - 浦和競馬は、野田トレーニングセンター内の厩舎にて上層居住階の排水不良による漏水が発生したことが確認され、馬房内にいた馬が生活雑排水を口にした可能性が否定できないことから、21日・22日に出走予定だった馬のうち3頭を公正維持の観点から競走除外とした[760]。
- 23日
  - 朝日新聞の報道によると、JRAの管理職クラス職員9人（40 - 50代、男性）が野球賭博行為をしていたことが明らかになった。9人はプロ野球の結果に基づいて職員同士で賭けをし、金銭をやり取りしていた。JRAは11月に内部通報窓口に寄せられた情報をもとに調査を行い、事実関係を把握。11月下旬に当該職員を停職3日の懲戒処分とした。JRAは12月上旬に農林水産省へ報告を行い、コンプライアンスの周知・徹底について指導を受けたほか、賭博罪に抵触する可能性があるとして警察へも相談したが、「厳正な処分を行うことが適切であると総合的に判断した」として刑事告発は見送った。なお、JRAは当該職員の氏名や肩書を明らかにしていない[761]。
  - 浦和競馬第12競走に出走予定だったリセット（船橋・玉井等厩舎）は出走表で「牡7歳」と発表されていたが、装鞍所で馬体を照合した際に「セン馬」だったことが判明。セン馬でも負担重量は変わらないものの、事前の発表と異なるため競走除外となった[762]。
- 25日
  - 中山競馬第5競走（メイクデビュー中山、2歳新馬、芝1800m、16頭）でヴァンガーズハートに騎乗して2着となった横山武史（美浦）について、「決勝線手前で数完歩追う動作を緩めた騎乗ぶりは、着順に明確に影響を与えたとは言えないものの、騎手としての注意義務を怠った」と判断され、2022年1月15・16日の2日間は騎乗停止となった[763]。
  - セイウンコウセイ（JRA）が阪神競馬第11競走（第16回阪神カップ、GII）の出走（6着）を最後に引退[764]。
  - JRAは降雪による競馬開催への影響が予想されるとして、26日の阪神競馬全競走、およびWIN5の土曜日夜間発売を中止した[765]。
- 26日 - 降雪の影響により、水沢競馬は26日の開催を取りやめ。代替開催も実施しない[766]。また、金沢競馬は27日に予定していた開催を28日に延期。27日は場外発売・払戻業務ともに行わない[767][768]。
- 27日
  - 笠松競馬は降雪の影響により、第5競走以降の開催を取りやめた[769]。
  - 大井競馬第9競走（ヤングジョッキーズシリーズファイナルラウンド大井第2戦、B3選定馬・選定騎手、ダート1200m、16頭）で4頭が落馬し競走中止する事故が発生。騎乗していた兼子千央（金沢）は頭部外傷、古岡勇樹（川崎）は右耳挫傷・頸部痛、岡遼太郎（高知）は左下腿痛・頸部痛でそれぞれ病院へ救急搬送されたほか、若杉朝飛（北海道）はレース直後は異常なしと診断されたが、その後体調不良を訴え病院へ搬送された。アイエンジェルに騎乗した原優介（JRA）は第3コーナーで外側へ斜行し併走馬の走行を妨害したとして12月29日から2022年1月1日まで4日間の騎乗停止（JRAでも同日程で適用[770]）となったほか、第2戦のポイントも剥奪された[771][772]。なお、28日に中山競馬場で行われるファイナルラウンド（2競走）は、兼子・古岡・岡の3騎手が補欠騎手に変更となった[773]。
- 28日
  - ウインズ津軽は天候不良のため、営業開始を11時30分に遅らせた[774]。
  - 中山競馬第6競走（メイクデビュー中山、2歳新馬、ダート1200m、14頭）で、勝浦正樹（美浦）がJRA史上16人目（現役騎手12人目）となる通算1万5千回騎乗を達成[775]。
  - 中山競馬第11競走（第38回ホープフルステークス、GI）で、キラーアビリティ（牡2、栗東・斉藤崇史厩舎）が優勝。騎乗した横山武史（美浦）は2021年の皐月賞・菊花賞・天皇賞（秋）・有馬記念も優勝しており、同一年にGIを5勝はクリストフ・ルメールと並んで年間GI最多勝利タイ記録となった[776]。
  - 阪神競馬第11競走（ベテルギウスステークス、L、ダート1800m、16頭）に、ダイメイコリーダ（牡4、栗東・森田直行厩舎）が前走から66kg増の536kgで出走。5月9日の新潟競馬第6競走でボンディングタイムが記録したJRA最高馬体重増記録に並ぶタイ記録となった[777]。→5月9日のできごと参照
- 29日 - 大井競馬場で第67回東京大賞典（GI）が行われ、東京大賞典の売上が69億5320万8900円を記録したほか、当日の大井競馬の総売上は104億4805万4290円を記録（トリプル馬単も含む。いずれも地方競馬レコードを更新）し、地方競馬では初めて1日の売上が100億円を超えた[778]。
- 30日 - この日のばんえい帯広競馬は1日の総発売額が7億1969万1900円を記録し、ばんえい競馬では初めて1日の発売額が7億円を超え、従来の最高記録（2020年12月29日、6億9728万3400円）を更新した[779]。
- 31日 - 水沢競馬は、降雪の影響により第4競走及び第7競走以降を取りやめた[780]。

## 競走成績

### 中央競馬・平地GI
| 競走名                                 | 競走名                                 | 競走名                                 | 優勝馬             | 性齢 | 騎手                                 | 調教師                               | 所属                      |
| 月日                                   | 競馬場                                 | コース・距離                           | 優勝馬             | 性齢 | 馬主                                 | 馬主                                 | タイム                    |
| -------------------------------------- | -------------------------------------- | -------------------------------------- | ------------------ | ---- | ------------------------------------ | ------------------------------------ | ------------------------- |
| 第38回フェブラリーステークス           | 第38回フェブラリーステークス           | 第38回フェブラリーステークス           | カフェファラオ     | 牡4  | クリストフ・ルメール                 | 堀宣行                               | JRA美浦                   |
| 2月21日                                | 東京競馬場                             | ダート1600m                            | カフェファラオ     | 牡4  | 西川光一                             | 西川光一                             | 1:34.4                    |
| 第51回高松宮記念                       | 第51回高松宮記念                       | 第51回高松宮記念                       | ダノンスマッシュ   | 牡6  | 川田将雅                             | 安田隆行                             | JRA栗東                   |
| 3月28日                                | 中京競馬場                             | 芝1200m                                | ダノンスマッシュ   | 牡6  | （株）ダノックス                     | （株）ダノックス                     | 1:09.2                    |
| 第65回大阪杯                           | 第65回大阪杯                           | 第65回大阪杯                           | レイパパレ         | 牝4  | 川田将雅                             | 高野友和                             | JRA栗東                   |
| 4月4日                                 | 阪神競馬場                             | 芝2000m                                | レイパパレ         | 牝4  | （有）キャロットファーム             | （有）キャロットファーム             | 2:01.6                    |
| 第81回桜花賞                           | 第81回桜花賞                           | 第81回桜花賞                           | ソダシ             | 牝3  | 吉田隼人                             | 須貝尚介                             | JRA栗東                   |
| 4月11日                                | 阪神競馬場                             | 芝1600m                                | ソダシ             | 牝3  | 金子真人ホールディングス（株）       | 金子真人ホールディングス（株）       | 1:31.1 （コースレコード） |
| 第81回皐月賞                           | 第81回皐月賞                           | 第81回皐月賞                           | エフフォーリア     | 牡3  | 横山武史                             | 鹿戸雄一                             | JRA美浦                   |
| 4月18日                                | 中山競馬場                             | 芝2000m                                | エフフォーリア     | 牡3  | （有）キャロットファーム             | （有）キャロットファーム             | 2:00.6                    |
| 第163回天皇賞（春）                    | 第163回天皇賞（春）                    | 第163回天皇賞（春）                    | ワールドプレミア   | 牡5  | 福永祐一                             | 友道康夫                             | JRA栗東                   |
| 5月2日                                 | 阪神競馬場                             | 芝3200m                                | ワールドプレミア   | 牡5  | 大塚亮一                             | 大塚亮一                             | 3:14.7 （コースレコード） |
| 第26回NHKマイルカップ                  | 第26回NHKマイルカップ                  | 第26回NHKマイルカップ                  | シュネルマイスター | 牡3  | クリストフ・ルメール                 | 手塚貴久                             | JRA美浦                   |
| 5月9日                                 | 東京競馬場                             | 芝1600m                                | シュネルマイスター | 牡3  | （有）サンデーレーシング             | （有）サンデーレーシング             | 1:31.6                    |
| 第16回ヴィクトリアマイル               | 第16回ヴィクトリアマイル               | 第16回ヴィクトリアマイル               | グランアレグリア   | 牝5  | クリストフ・ルメール                 | 藤沢和雄                             | JRA美浦                   |
| 5月16日                                | 東京競馬場                             | 芝1600m                                | グランアレグリア   | 牝5  | （有）サンデーレーシング             | （有）サンデーレーシング             | 1:31.0                    |
| 第82回優駿牝馬（オークス）             | 第82回優駿牝馬（オークス）             | 第82回優駿牝馬（オークス）             | ユーバーレーベン   | 牝3  | ミルコ・デムーロ                     | 手塚貴久                             | JPA美浦                   |
| 5月23日                                | 東京競馬場                             | 芝2400m                                | ユーバーレーベン   | 牝3  | （株）サラブレッドクラブ・ラフィアン | （株）サラブレッドクラブ・ラフィアン | 2:24.5                    |
| 第88回東京優駿（日本ダービー）         | 第88回東京優駿（日本ダービー）         | 第88回東京優駿（日本ダービー）         | シャフリヤール     | 牡3  | 福永祐一                             | 藤原英昭                             | JRA栗東                   |
| 5月30日                                | 東京競馬場                             | 芝2400m                                | シャフリヤール     | 牡3  | （有）サンデーレーシング             | （有）サンデーレーシング             | 2:22.5 （レースレコード） |
| 第71回安田記念                         | 第71回安田記念                         | 第71回安田記念                         | ダノンキングリー   | 牡5  | 川田将雅                             | 萩原清                               | JRA美浦                   |
| 6月6日                                 | 東京競馬場                             | 芝1600m                                | ダノンキングリー   | 牡5  | （株）ダノックス                     | （株）ダノックス                     | 1:31.7                    |
| 第62回宝塚記念                         | 第62回宝塚記念                         | 第62回宝塚記念                         | クロノジェネシス   | 牝5  | クリストフ・ルメール                 | 斉藤崇史                             | JRA栗東                   |
| 6月27日                                | 阪神競馬場                             | 芝2200m                                | クロノジェネシス   | 牝5  | （有）サンデーレーシング             | （有）サンデーレーシング             | 2:10.9                    |
| 第55回スプリンターズステークス         | 第55回スプリンターズステークス         | 第55回スプリンターズステークス         | ピクシーナイト     | 牡3  | 福永祐一                             | 音無秀孝                             | JRA栗東                   |
| 10月3日                                | 中山競馬場                             | 芝1200m                                | ピクシーナイト     | 牡3  | （有）シルクレーシング               | （有）シルクレーシング               | 1:07.1                    |
| 第26回秋華賞                           | 第26回秋華賞                           | 第26回秋華賞                           | アカイトリノムスメ | 牝3  | 戸崎圭太                             | 国枝栄                               | JRA美浦                   |
| 10月17日                               | 阪神競馬場                             | 芝2000m                                | アカイトリノムスメ | 牝3  | 金子真人ホールディングス（株）       | 金子真人ホールディングス（株）       | 2:01.2                    |
| 第82回菊花賞                           | 第82回菊花賞                           | 第82回菊花賞                           | タイトルホルダー   | 牡3  | 横山武史                             | 栗田徹                               | JRA美浦                   |
| 10月24日                               | 阪神競馬場                             | 芝3000m                                | タイトルホルダー   | 牡3  | 山田弘                               | 山田弘                               | 3:04.6                    |
| 第164回天皇賞（秋）                    | 第164回天皇賞（秋）                    | 第164回天皇賞（秋）                    | エフフォーリア     | 牡3  | 横山武史                             | 鹿戸雄一                             | JRA美浦                   |
| 10月31日                               | 東京競馬場                             | 芝2000m                                | エフフォーリア     | 牡3  | （有）キャロットファーム             | （有）キャロットファーム             | 1:57.9                    |
| 第46回エリザベス女王杯                 | 第46回エリザベス女王杯                 | 第46回エリザベス女王杯                 | アカイイト         | 牝4  | 幸英明                               | 中竹和也                             | JRA栗東                   |
| 11月14日                               | 阪神競馬場                             | 芝2200m                                | アカイイト         | 牝4  | 岡浩二                               | 岡浩二                               | 2:12.1                    |
| 第38回マイルチャンピオンシップ         | 第38回マイルチャンピオンシップ         | 第38回マイルチャンピオンシップ         | グランアレグリア   | 牝5  | クリストフ・ルメール                 | 藤沢和雄                             | JRA美浦                   |
| 11月21日                               | 阪神競馬場                             | 芝1600m                                | グランアレグリア   | 牝5  | （有）サンデーレーシング             | （有）サンデーレーシング             | 1:32.6                    |
| 第41回ジャパンカップ                   | 第41回ジャパンカップ                   | 第41回ジャパンカップ                   | コントレイル       | 牡4  | 福永祐一                             | 矢作芳人                             | JRA栗東                   |
| 11月28日                               | 東京競馬場                             | 芝2400m                                | コントレイル       | 牡4  | 前田晋二                             | 前田晋二                             | 2:24.7                    |
| 第22回チャンピオンズカップ             | 第22回チャンピオンズカップ             | 第22回チャンピオンズカップ             | テーオーケインズ   | 牡4  | 松山弘平                             | 高柳大輔                             | JRA栗東                   |
| 12月5日                                | 中京競馬場                             | ダート1800m                            | テーオーケインズ   | 牡4  | 小笹公也                             | 小笹公也                             | 1:49.7                    |
| 第73回阪神ジュベナイルフィリーズ       | 第73回阪神ジュベナイルフィリーズ       | 第73回阪神ジュベナイルフィリーズ       | サークルオブライフ | 牝2  | ミルコ・デムーロ                     | 国枝栄                               | JRA美浦                   |
| 12月12日                               | 阪神競馬場                             | 芝1600m                                | サークルオブライフ | 牝2  | 飯田正剛                             | 飯田正剛                             | 1:33.8                    |
| 第73回朝日杯フューチュリティステークス | 第73回朝日杯フューチュリティステークス | 第73回朝日杯フューチュリティステークス | ドウデュース       | 牡2  | 武豊                                 | 友道康夫                             | JRA栗東                   |
| 12月19日                               | 阪神競馬場                             | 芝1600m                                | ドウデュース       | 牡2  | （株）キーファーズ                   | （株）キーファーズ                   | 1:33.5                    |
| 第66回有馬記念                         | 第66回有馬記念                         | 第66回有馬記念                         | エフフォーリア     | 牡3  | 横山武史                             | 鹿戸雄一                             | JRA美浦                   |
| 12月26日                               | 中山競馬場                             | 芝2500m                                | エフフォーリア     | 牡3  | （有）キャロットファーム             | （有）キャロットファーム             | 2:32.0                    |
| 第38回ホープフルステークス             | 第38回ホープフルステークス             | 第38回ホープフルステークス             | キラーアビリティ   | 牡2  | 横山武史                             | 斉藤崇史                             | JRA栗東                   |
| 12月28日                               | 中山競馬場                             | 芝2000m                                | キラーアビリティ   | 牡2  | （有）キャロットファーム             | （有）キャロットファーム             | 2:00.6                    |

### 中央競馬・障害（J・GI）
| 競走名                     | 競走名                     | 競走名                     | 優勝馬             | 性齢 | 騎手             | 調教師           | 所属    |
| 月日                       | 競馬場                     | コース・距離               | 優勝馬             | 性齢 | 馬主             | 馬主             | タイム  |
| -------------------------- | -------------------------- | -------------------------- | ------------------ | ---- | ---------------- | ---------------- | ------- |
| 第23回中山グランドジャンプ | 第23回中山グランドジャンプ | 第23回中山グランドジャンプ | メイショウダッサイ | 牡8  | 森一馬           | 飯田祐史         | JRA栗東 |
| 4月17日                    | 中山競馬場                 | 障害芝4250m                | メイショウダッサイ | 牡8  | 松本好雄         | 松本好雄         | 4:50.1  |
| 第144回中山大障害          | 第144回中山大障害          | 第144回中山大障害          | オジュウチョウサン | 牡10 | 石神深一         | 和田正一郎       | JRA美浦 |
| 12月25日                   | 中山競馬場                 | 障害芝4100m                | オジュウチョウサン | 牡10 | （株）チョウサン | （株）チョウサン | 4:46.6  |

### 地方競馬・ダートグレード競走（GI・JpnI）
| 競走名                               | 競走名                               | 競走名                               | 優勝馬           | 性齢 | 騎手                       | 調教師                     | 所属                      |
| 月日                                 | 競馬場                               | 距離                                 | 優勝馬           | 性齢 | 馬主                       | 馬主                       | タイム                    |
| ------------------------------------ | ------------------------------------ | ------------------------------------ | ---------------- | ---- | -------------------------- | -------------------------- | ------------------------- |
| 第70回川崎記念                       | 第70回川崎記念                       | 第70回川崎記念                       | カジノフォンテン | 牡5  | 張田昂                     | 山下貴之                   | 船橋                      |
| 1月27日                              | 川崎競馬場                           | 2100m                                | カジノフォンテン | 牡5  | 吉橋興生                   | 吉橋興生                   | 2:14.9                    |
| 第33回かしわ記念                     | 第33回かしわ記念                     | 第33回かしわ記念                     | カジノフォンテン | 牡5  | 張田昂                     | 山下貴之                   | 船橋                      |
| 5月5日                               | 船橋競馬場                           | 1600m                                | カジノフォンテン | 牡5  | 吉橋興生                   | 吉橋興生                   | 1:39.3                    |
| 第44回帝王賞                         | 第44回帝王賞                         | 第44回帝王賞                         | テーオーケインズ | 牡4  | 松山弘平                   | 高柳大輔                   | JRA栗東                   |
| 6月30日                              | 大井競馬場                           | 2000m                                | テーオーケインズ | 牡4  | 小笹公也                   | 小笹公也                   | 2:02.7                    |
| 第23回ジャパンダートダービー         | 第23回ジャパンダートダービー         | 第23回ジャパンダートダービー         | キャッスルトップ | 牡3  | 仲野光馬                   | 渋谷信博                   | 船橋                      |
| 7月14日                              | 大井競馬場                           | 2000m                                | キャッスルトップ | 牡3  | 城市公                     | 城市公                     | 2:05.9                    |
| 第34回マイルチャンピオンシップ南部杯 | 第34回マイルチャンピオンシップ南部杯 | 第34回マイルチャンピオンシップ南部杯 | アルクトス       | 牡6  | 田辺裕信                   | 栗田徹                     | JRA美浦                   |
| 10月11日                             | 盛岡競馬場                           | 1600m                                | アルクトス       | 牡6  | 山口功一郎                 | 山口功一郎                 | 1:35.3                    |
| 第11回JBCレディスクラシック          | 第11回JBCレディスクラシック          | 第11回JBCレディスクラシック          | テオレーマ       | 牝5  | 川田将雅                   | 石坂公一                   | JRA栗東                   |
| 11月3日                              | 金沢競馬場                           | 1500m                                | テオレーマ       | 牝5  | 水上行雄                   | 水上行雄                   | 1:32.1 （コースレコード） |
| 第21回JBCスプリント                  | 第21回JBCスプリント                  | 第21回JBCスプリント                  | レッドルゼル     | 牡5  | 川田将雅                   | 安田隆行                   | JRA栗東                   |
| 11月3日                              | 金沢競馬場                           | 1400m                                | レッドルゼル     | 牡5  | （株）東京ホースレーシング | （株）東京ホースレーシング | 1:24.6 （コースレコード） |
| 第21回JBCクラシック                  | 第21回JBCクラシック                  | 第21回JBCクラシック                  | ミューチャリー   | 牡5  | 吉原寛人                   | 矢野義幸                   | 船橋                      |
| 11月3日                              | 金沢競馬場                           | 2100m                                | ミューチャリー   | 牡5  | 石瀬丈太郎                 | 石瀬丈太郎                 | 2:13.1                    |
| 第72回全日本2歳優駿                  | 第72回全日本2歳優駿                  | 第72回全日本2歳優駿                  | ドライスタウト   | 牡2  | 戸崎圭太                   | 牧浦充徳                   | JRA栗東                   |
| 12月15日                             | 川崎競馬場                           | 1600m                                | ドライスタウト   | 牡2  | （株）YGGホースクラブ      | （株）YGGホースクラブ      | 1:39.2 （レースレコード） |
| 第67回東京大賞典                     | 第67回東京大賞典                     | 第67回東京大賞典                     | オメガパフューム | 牡6  | ミルコ・デムーロ           | 安田翔伍                   | JRA栗東                   |
| 12月29日                             | 大井競馬場                           | 2000m                                | オメガパフューム | 牡6  | 原禮子                     | 原禮子                     | 2:04.1                    |

### ばんえい競馬（BG1）
| 競走名                 | 競走名                 | 競走名                 | 優勝馬             | 性齢 | 騎手     | 調教師   | タイム ばんえい重量 |
| 月日                   | 競馬場                 | 距離                   | 優勝馬             | 性齢 | 馬主     | 馬主     | タイム ばんえい重量 |
| ---------------------- | ---------------------- | ---------------------- | ------------------ | ---- | -------- | -------- | ------------------- |
| 第43回帯広記念         | 第43回帯広記念         | 第43回帯広記念         | オレノココロ       | 牡11 | 鈴木恵介 | 槻舘重人 | 2:50.9 910kg        |
| 1月2日                 | 帯広競馬場             | 200m                   | オレノココロ       | 牡11 | 大森勝廣 | 大森勝廣 | 2:50.9 910kg        |
| 第14回天馬賞           | 第14回天馬賞           | 第14回天馬賞           | メムロボブサップ   | 牡5  | 阿部武臣 | 坂本東一 | 1:47.1 760kg        |
| 1月3日                 | 帯広競馬場             | 200m                   | メムロボブサップ   | 牡5  | 竹澤一彦 | 竹澤一彦 | 1:47.1 760kg        |
| 第31回ヒロインズカップ | 第31回ヒロインズカップ | 第31回ヒロインズカップ | フェアリースズ     | 牝7  | 島津新   | 岩本利春 | 2:12.7 780kg        |
| 2月7日                 | 帯広競馬場             | 200m                   | フェアリースズ     | 牝7  | 末松秀義 | 末松秀義 | 2:12.7 780kg        |
| 第52回イレネー記念     | 第52回イレネー記念     | 第52回イレネー記念     | オーシャンウイナー | 牡3  | 菊池一樹 | 中島敏博 | 2:02.0 690kg        |
| 3月20日                | 帯広競馬場             | 200m                   | オーシャンウイナー | 牡3  | 舘野竜一 | 舘野竜一 | 2:02.0 690kg        |
| 第53回ばんえい記念     | 第53回ばんえい記念     | 第53回ばんえい記念     | ホクショウマサル   | 牡10 | 阿部武臣 | 坂本東一 | 2:43.4 1000kg       |
| 3月21日                | 帯広競馬場             | 200m                   | ホクショウマサル   | 牡10 | 井内紀子 | 井内紀子 | 2:43.4 1000kg       |
| 第46回ばんえいオークス | 第46回ばんえいオークス | 第46回ばんえいオークス | サクラヒメ         | 牝3  | 渡来心路 | 今井茂雅 | 1:31.1 670kg        |
| 12月5日                | 帯広競馬場             | 200m                   | サクラヒメ         | 牝3  | 城川悟子 | 城川悟子 | 1:31.1 670kg        |
| 第50回ばんえいダービー | 第50回ばんえいダービー | 第50回ばんえいダービー | オーシャンウィナー | 牡3  | 菊池一樹 | 中島敏博 | 1:16.9 730kg        |
| 12月29日               | 帯広競馬場             | 200m                   | オーシャンウィナー | 牡3  | 舘野竜一 | 舘野竜一 | 1:16.9 730kg        |

### 騎手招待・交流競走
- 第19回佐々木竹見カップ ジョッキーズグランプリ（1月26日、川崎競馬場） 総合優勝：酒井忍（川崎）[828]※南関東所属騎手のみで実施
- 2021ヤングジョッキーズシリーズ（12月27日：大井競馬場、12月28日：JRA中山競馬場）総合優勝：飛田愛斗（佐賀）[829]

## 表彰

### H.H.シェイク・モハメド競馬優秀賞
3月27日（現地時間）発表。
- 最優秀競走馬：アーモンドアイ
- 最優秀騎手：クリストフ・ルメール
- 最優秀馬主：有限会社シルクレーシング

### 農林水産大臣賞（第2回競馬功績者表彰）
6月29日発表。
- 尾形充弘（元JRA調教師、元日本調教師会会長）
- 藤沢和雄（JRA調教師）
- 柴田善臣（JRA騎手、前日本騎手クラブ会長）
- 宮下瞳（地方競馬騎手、愛知県競馬組合所属）
- 髙橋秀昌（元胆振軽種馬農協代表理事組合長、元地方競馬全国協会評議員、日本軽種馬協会顧問）
- 岡本金彌（元JRA副理事長、元JRA公正審査会議委員、JRA運営審議会委員）

### 2021年度JRA賞
競走馬部門及び馬事文化賞は2022年1月11日、調教師・騎手部門は2022年1月4日発表。
- 競走馬部門
  - 年度代表馬・最優秀3歳牡馬：エフフォーリア（美浦・鹿戸雄一厩舎）
  - 最優秀2歳牡馬：ドウデュース（栗東・友道康夫厩舎）
  - 最優秀2歳牝馬：サークルオブライフ（美浦・国枝栄厩舎）
  - 最優秀3歳牝馬：ソダシ（栗東・須貝尚介厩舎）
  - 最優秀4歳以上牡馬：コントレイル（牡4、栗東・矢作芳人厩舎）
  - 最優秀4歳以上牝馬：ラヴズオンリーユー（牝5、栗東・矢作芳人厩舎）
  - 最優秀短距離馬：グランアレグリア（牝5、美浦・藤沢和雄厩舎）
  - 最優秀ダートホース：テーオーケインズ（牡4、栗東・高柳大輔厩舎）
  - 最優秀障害馬：オジュウチョウサン（牡10、美浦・和田正一郎厩舎）
- 調教師部門
  - 最多勝利調教師・最多賞金獲得調教師・優秀技術調教師：矢作芳人（栗東）
  - 最高勝率調教師：中内田充正（栗東）
- 騎手部門
  - JRA最多勝利騎手・JRA最多賞金獲得騎手・MVJ：クリストフ・ルメール（栗東）
  - JRA最高勝率騎手：川田将雅（栗東）
  - 最優秀障害騎手：森一馬（栗東）
  - 最多勝利新人騎手：小沢大仁（栗東）
- JRA賞馬事文化賞
  - 受賞作：『馬のこころ 脳科学者が解説するコミュニケーションガイド』（発行元：パンローリング）
  - 受賞者：ジャネット・L・ジョーンズ（著者）、尼丁千津子（翻訳）、持田裕之（編集協力）
- JRA賞馬事文化賞 特別賞
  - 受賞作：『馬と古代社会』（発行元：八木書店）
  - 受賞者：佐々木虔一、川尻秋生、黒済和彦

### NARグランプリ2021
2022年1月17日発表。
- 表彰馬
  - 年度代表馬・4歳以上最優秀牡馬：ミューチャリー（牡5、船橋・矢野義幸厩舎）
  - 2歳最優秀牡馬：ナッジ（北海道・田中正二厩舎）
  - 2歳最優秀牝馬：スピーディキック（北海道・石本孝博厩舎）
  - 3歳最優秀牡馬：キャッスルトップ（船橋・渋谷信博厩舎）
  - 3歳最優秀牝馬：ケラススヴィア（浦和・小久保智厩舎）
  - 4歳以上最優秀牝馬：サルサディオーネ（牝7、大井・堀千亜樹厩舎）
  - ばんえい最優秀馬：ホクショウマサル（牡10、坂本東一厩舎）※2021年没
  - ダートグレード競走特別賞：カジノフォンテン（牡5、船橋・山下貴之厩舎）
  - 特別表彰馬：マルシュロレーヌ（牝5、JRA栗東・矢作芳人厩舎）
  - 最優秀短距離馬・最優秀ターフ馬は該当馬なし。
- 表彰者
  - 最優秀勝利回数調教師賞：打越勇児（高知）
  - 最優秀賞金収得調教師賞：小久保智（浦和）
  - 最優秀勝率調教師賞：川西毅（愛知）
  - 最優秀勝利回数騎手賞・最優秀賞金収得騎手賞：森泰斗（船橋）
  - 最優秀勝率騎手賞：宮川実（高知）
  - 優秀新人騎手賞：飛田愛斗（佐賀）
  - 優秀女性騎手賞
    - 宮下瞳（愛知）
    - 佐々木世麗（兵庫）

  - 特別賞
    - 岡田繁幸（JBC協会副会長としてJBC競走の創設に尽力するなど、地方競馬の発展に多大な功績を残す）※2021年没
    - 宮下瞳（愛知、日本の女性騎手で史上初めて通算1000勝を達成）

  - 殊勲調教師賞・殊勲騎手賞は該当者なし。

### NTRA（全米サラブレッド競馬協会）モーメント・オブ・ザ・イヤー
2022年2月10日（現地時間）発表。
- ブリーダーズカップ・ワールド・サラブレッド・チャンピオンシップで勝利した2頭の日本馬（ラヴズオンリーユー・マルシュロレーヌ）

### 第51回エクリプス賞
2022年2月10日（現地時間）発表。
- 最優秀芝牝馬：ラヴズオンリーユー（JRA栗東・矢作芳人厩舎）

### 2021最優秀地方競馬アンバサダー
2022年2月14日発表。
- 大川充夫（実況アナウンサー）※評価基準に基づく合計得点が同点となったため、2名が同時受賞
- 中川明美（競馬ブック）※評価基準に基づく合計得点が同点となったため、2名が同時受賞

## 新規免許取得者
騎手・調教師のみ記載。ただし地方競馬及び日本国外からJRAへ移籍した者、引退・失効・免許返上後に再取得した者は除く。
地方競馬は年度単位（4月 - 翌年3月）となっているが、免許日を基準に記載する。
記載は氏名（所属地、免許日）の順。

### 騎手
- 永野猛蔵（JRA美浦、3月1日）[430][843]
- 横山琉人（JRA美浦、3月1日）[430][843]
- 小沢大仁（JRA栗東、3月1日）[430][843]
- 角田大和（JRA栗東、3月1日）[430][843]
- 永島まなみ（JRA栗東、3月1日）[430][843]
- 西谷凜（JRA栗東、3月1日）[430][843]
- 古川奈穂（JRA栗東、3月1日）[430][843]
- 松本大輝（JRA栗東、3月1日）[430][843]
- 若杉朝飛（北海道、4月1日）[464][463]
- 木間塚龍馬（船橋、4月1日）[464][463]
- 菅原涼太（大井、4月1日）[464][463]
- 神尾香澄（川崎、4月1日）[464][463]
- 塚本征吾（愛知、4月1日）[464][463]
- 大山龍太郎（兵庫、4月1日）[464][463]
- 佐々木世麗（兵庫、4月1日）[464][463]
- 長尾翼玖（兵庫、4月1日）[464][463]
- 岡遼太郎（高知、4月1日）[464][463]
- 青海大樹（兵庫、10月1日）[844]
- 加茂飛翔（佐賀、10月1日）[844]

### 調教師
- 西田雄一郎（JRA美浦、1月1日）[845][846]
- 堀内岳志（JRA美浦、1月1日）[845][847]
- 村田一誠（JRA美浦、1月1日）[845][848]
- 小林真也（JRA栗東、1月1日）[845][849]
- 中村直也（JRA栗東、1月1日）[845][850]
- 畑端省吾（JRA栗東、1月1日）[845][851]
- 蛯名正義（JRA美浦、3月1日）[845][852]※本人申請により3月1日付免許交付
- 繁田健一（浦和、4月1日）[464][463]
- 沖田明子（愛知、8月1日）[597][598]
- 藤川純（兵庫、8月1日）[597][598]
- 宮川真衣[注 11]（高知、12月1日）[715][716]
- 鮫島克也（佐賀、12月1日）[715][716]
- 真島正徳（佐賀、12月1日）[715][716]

## 通算勝利数の記録
地方競馬は「地方通算」のものと「中央・地方通算」（主にホッカイドウ競馬で使用）があるが、それぞれ出典に拠った。
同一人物が複数の記録を達成した場合は原則として最後に記録したものを記載するが、地方競馬から中央競馬へ移籍した騎手、また中央所属で平地競走と障害競走でそれぞれ記載可能な記録、さらに地方競馬及び日本国外所属で中央競馬もしくは地方競馬初勝利等が発生した場合はこの限りでない。
記載は、氏名（達成地、達成日）の順。

### 騎手
| 初勝利 長江慶悟（笠松、1月12日） 小沢大仁（JRA阪神、3月6日） ※初騎乗で達成 永野猛蔵（JRA中山、3月6日） ※初騎乗で達成 松本大輝（JRA中京、3月13日） 古川奈穂（JRA阪神、3月13日） 永島まなみ（JRA中京、3月14日） 角田大和（JRA中京、3月27日） 木間塚龍馬（船橋、4月8日） 横山琉人（JRA中山、4月10日） 佐々木世麗（園田、4月14日） 大山龍太郎（園田、4月15日） 菅原涼太（大井、4月15日） 長尾翼玖（園田、4月16日） 塚本征吾（名古屋、4月19日） 西谷凜（JRA新潟、4月25日） 岡遼太郎（高知、4月25日） 神尾香澄（川崎、5月26日） 若杉朝飛（門別、7月28日） 加茂飛翔（佐賀、10月2日） 青海大樹（園田、12月21日） 魚住謙心（JRA中山、12月28日） ※金沢所属、JRA初勝利 飛田愛斗（JRA中山、12月28日） ※佐賀所属、JRA初勝利 100勝 団野大成（JRA阪神、3月7日） 森一馬（JRA中山、3月20日） 安藤洋一（大井、4月26日） 塚本涼人（水沢、6月1日） 平沢健治（JRA東京、6月5日） 川又賢治（JRA札幌、6月26日） 飛田愛斗（佐賀、6月27日）※地方競馬史上最速で達成 菅原明良（JRA福島、7月17日） 藤懸貴志（JRA新潟、7月31日） 斎藤新（JRA新潟、10月17日） 200勝 横山和生（JRA札幌、6月13日） 柴田勇真（金沢、7月27日） 小杉亮（船橋、9月4日） 石川裕紀人（JRA東京、10月30日） 小野楓馬（門別、11月2日） 岩田望来（JRA阪神、12月19日） 300勝 山田雄大（姫路、2月25日） 栗原大河（金沢、3月21日） 鈴木太一（金沢、6月8日） 黒澤愛斗（門別、8月11日） 亀井洋司（門別、11月3日） 落合玄太（門別、11月3日） 横山武史（JRA中山、12月28日） 400勝 友森翔太郎（名古屋、7月22日） 橋本直哉（浦和、9月21日） 丸山真一（名古屋、12月2日） 松本剛志（笠松、12月14日） 500勝 柴田大知（JRA中山、1月5日） 津村明秀（JRA東京、2月6日） 岡村卓弥（高知、3月31日） 村上弘樹（名古屋、4月7日） 小松丈二（佐賀、5月15日） 張田昂（浦和、6月28日） 達城龍次（大井、8月5日） 渡瀬和幸（園田、8月12日） 川島拓（佐賀、9月18日） 加藤聡一（名古屋、12月20日） 菅原辰徳（水沢、12月30日） 600勝 大野拓弥（JRA中山、4月11日） 池田敦（金沢、4月27日） 廣瀬航（園田、5月27日） 竹村達也（園田、7月16日） 阪野学（門別、8月12日） 藤原良一（名古屋、10月20日） 中島龍也（金沢、11月28日） 700勝 石川倭（門別、7月20日） 藤江渉（浦和、7月26日） 阿部龍（門別、10月14日） 800勝 北村友一（JRA阪神、2月27日） 松山弘平（JRA中京、3月21日） 石川慎将（佐賀、4月2日） 高橋悠里（盛岡、7月6日） 山田祥雄（名古屋、10月22日） 竹吉徹（佐賀、10月31日） 900勝 和田譲治（大井、1月22日） 田中純（佐賀、1月23日） 堀場裕充（金沢、5月11日） 坂口裕一（盛岡、7月25日） 三浦皇成（JRA函館、8月1日） 本田正重（船橋、8月13日） 藤岡佑介（JRA中京、10月2日） | 1000勝 吉井友彦（笠松、1月7日） 吉田隼人（JRA新潟、5月8日） 本橋孝太（浦和、5月14日） 田辺裕信（JRA新潟、8月1日） 和田譲治（大井、8月19日） 青柳正義（金沢、8月24日） 南郷家全（盛岡、8月30日） 藤原幹生（笠松、9月23日） 宮下瞳（名古屋、11月18日）※日本の女性騎手で史上初 1100勝 ミルコ・デムーロ（JRA中山、4月3日） 町田直希（川崎、9月16日） 1200勝 柿原翔（名古屋、5月3日） 今井貴大（名古屋、6月15日） 笹川翼（大井、9月9日） 吉田晃浩（金沢、10月4日） 1300勝 藤田弘治（金沢、3月15日） 桑村真明（門別、5月12日） 1400勝 北村宏司（JRA東京、5月22日） 石崎駿（船橋、6月25日） 1500勝 幸英明（JRA中京、5月16日） 高松亮（盛岡、9月12日） 山本政聡（盛岡、10月3日） クリストフ・ルメール（JRA阪神、11月21日）※JRA史上最少騎乗回数で達成 1600勝 丹羽克輝（名古屋、1月26日） 川田将雅（JRA中京、5月8日） 山崎誠士（川崎、9月14日） 倉富隆一郎（佐賀、11月14日） 1700勝 米倉知（金沢、6月13日） 大山真吾（園田、11月23日） 1900勝 矢野貴之（船橋、9月30日） 2000勝 酒井忍（浦和、6月2日） 山本聡哉（盛岡、8月24日） 大畑雅章（名古屋、8月31日） 倉兼育康（高知、9月20日） 服部茂史（門別、10月12日） 2100勝 左海誠二（船橋、2月8日） 2200勝 関本淳（水沢、6月20日） 宮崎光行（門別、7月13日） 2300勝 柴田善臣（JRA中山、3月14日） 真島大輔（大井、5月18日） 2400勝 五十嵐冬樹（門別、7月28日） 2500勝 福永祐一（JRA中京、9月26日） 松田道明（ばんえい帯広、10月9日） 御神本訓史（大井、11月19日） 2600勝 今野忠成（大井、8月5日） 吉原寛人（金沢、11月9日） 吉村智洋（園田、12月1日） 2700勝 丸野勝虎（名古屋、3月24日） 3000勝 鈴木恵介（ばんえい帯広、11月29日） 3500勝 村上忍（水沢、5月9日） 森泰斗（浦和、11月25日） 3600勝 向山牧（笠松、10月8日） 4300勝 田中学（園田、6月17日） 武豊（JRA阪神、10月24日） 岡部誠（笠松、11月12日） 4500勝 藤本匠（ばんえい帯広、9月19日） 5000勝 山口勲（佐賀、12月19日） 5600勝 川原正一（姫路、3月18日） |

### 調教師
| 初勝利 四位洋文（JRA小倉、3月7日） 辻野泰之（JRA中山、3月7日） 鈴木慎太郎（JRA中京、3月14日） 田中克典（JRA中京、3月14日） 小林真也（JRA中京、3月21日） 杉山佳明（JRA中京、3月27日） 畑端省吾（JRA中京、3月28日） 永田幸宏（水沢、4月26日） 茶木太樹（JRA阪神、5月1日） 辻哲英（JRA東京、5月2日） 坂井英光（大井、6月7日） 赤嶺亮（大井、9月18日） 繁田健一（浦和、9月21日）※初出走で達成 沖田明子（名古屋、9月29日） 古澤悟（川崎、12月14日） 100勝 小野次郎（JRA中京、1月16日） 森田直行（JRA小倉、1月31日） 竹下太（名古屋、4月7日） 橋口慎介（JRA新潟、4月10日） 川島雅人（門別、7月21日） 藤原智行（浦和、7月22日） 福田真広（大井、8月18日） 佐々木国明（門別、9月2日） 石橋守（JRA中京、9月25日） 矢内博（船橋、10月27日） 200勝 玉井等（船橋、1月11日） 鈴木孝志（JRA中京、1月17日） 佐藤裕太（船橋、2月8日） 立花伸（大井、2月15日） 水野貴史（川崎、4月22日） 稲益貴弘（船橋、5月5日） 清水英克（JRA新潟、5月23日） 山崎裕也（川崎、5月28日） 山田信大（川崎、5月28日） 小桧山悟（JRA福島、7月11日） 久保秀男（川崎、7月30日） 吉村圭司（JRA中京、9月19日） 栗田徹（JRA東京、10月9日） 山下貴之（川崎、10月12日） 菊沢隆徳（JRA新潟、10月24日） 服部利之（JRA阪神、10月31日） 牧浦充徳（JRA中京、12月11日） 300勝 木原一良（JRA中京、1月9日） 小島茂之（JRA中山、3月20日） 古賀慎明（JRA中山、4月10日） 柳井宏之（佐賀、4月17日） 尾関知人（JRA東京、4月24日） 安部幸夫（名古屋、5月4日） 安田武広（門別、5月5日） 林隆之（川崎、5月24日） 高橋優子（金沢、6月8日） 池田忠好（佐賀、6月13日） 鈴木義久（川崎、6月14日） 萱野浩二（JRA東京、6月20日） 佐野謙二（大井、7月13日） 佐宗応和（大井、8月5日） 清水久詞（JRA新潟、8月7日） 山中尊徳（船橋、9月4日） 大橋敬永（笠松、9月23日） 柘榴浩樹（川崎、11月8日） 野中賢二（JRA阪神、11月20日） 武藤善則（JRA中山、12月11日） 高野友和（JRA中京、12月11日） 小村正也（園田、12月14日） 岩戸孝樹（JRA阪神、12月26日） 渡邉和雄（大井、12月28日） 400勝 南井克巳（JRA小倉、1月16日） 森下淳平（大井、3月26日） 鋤田誠二（金沢、3月28日） 五十嵐忠男（JRA阪神、5月1日） 鷹見浩（大井、5月19日） 松永幹夫（JRA札幌、6月20日） 宗形竹見（大井、12月30日） | 500勝 大久保龍志（JRA阪神、2月20日） 藤岡健一（JRA小倉、3月7日） 加藤和義（金沢、4月18日） 迫田清美（名古屋、4月21日） 堀千亜樹（大井、7月13日） 佐藤祐司（盛岡、7月27日） 石井勝男（船橋、9月29日） 小野望（門別、10月13日） 菅原勲（盛岡、10月19日） 田島寿一（浦和、10月20日） 小西一男（JRA中山、12月19日） 600勝 西園正都（JRA新潟、5月2日） 友道康夫（JRA中京、5月8日） 櫻田康二（水沢、5月24日） 米川昇（門別、8月10日） 加用正（JRA中京、10月3日） 藤田輝信（大井、10月6日） 700勝 齊藤敏（浦和、4月1日） 矢作芳人（JRA阪神、4月17日） 荒山勝徳（大井、7月16日） 池田孝（川崎、7月31日） 桧森邦夫（門別、8月11日） 松本隆宏（門別、9月14日） 800勝 大垣敏夫（佐賀、1月24日） 佐々木仁（川崎、3月2日） 今津博之（名古屋、3月9日） 新井清重（船橋、9月27日） 後藤正義（笠松、10月8日） 山崎尋美（川崎、11月10日） 900勝 佐藤雅彦（盛岡、8月23日） 音無秀孝（JRA中京、9月12日） 新子雅司（園田、11月24日） 1000勝 坂口義幸（名古屋、6月2日） 林和弘（門別、6月24日） 矢野義幸（船橋、7月18日） 藤ヶ崎一人（名古屋、10月21日） 大橋和則（ばんえい帯広、10月31日） 大島静夫（佐賀、11月13日） 1200勝 高橋俊之（金沢、3月16日） 1300勝 内田勝義（川崎、3月1日） 1400勝 塚田隆男（名古屋、1月1日） 田中淳司（門別、9月8日） 1500勝 松井浩文（ばんえい帯広、7月3日） 角川秀樹（門別、7月15日） 村上実（盛岡、8月16日） 西邑春夫（ばんえい帯広、9月12日） 平澤芳三（水沢、12月5日） 竹下直人（名古屋、12月8日） 1600勝 佐々木由則（水沢、6月14日） 堂山芳則（門別、6月24日） 小久保智（浦和、9月23日） 1700勝 佐藤茂（金沢、4月4日） 1800勝 川西毅（名古屋、3月9日） 西久保政等（佐賀、7月3日） 2000勝 久田守（ばんえい帯広、5月9日） 九日俊光（佐賀、9月12日） 2200勝 真島元徳（佐賀、10月24日） 2500勝 金田一昌（金沢、10月17日） 3700勝 角田輝也（名古屋、8月3日）※地方競馬史上初 |

## 誕生
この年に生まれた競走馬は2024年のクラシック世代となる。

### 競走馬
- 1月24日 - シュトラウス[1123]
- 1月25日 - アマンテビアンコ[1124]
- 1月28日 - ビザンチンドリーム[1125]
- 1月30日 - セキトバイースト[1126]
- 2月1日 - サフィラ[1127]
- 2月3日 - チェルヴィニア[1128]、アンモシエラ[1129]、テンカジョウ[1130]
- 2月6日 - サンライズアース[1131]、アドマイヤマツリ[1132]
- 2月7日 - アドマイヤテラ[1133]
- 2月12日 - ステレンボッシュ[1134]
- 2月15日 - エートラックス[1135]
- 2月16日 - ミアネーロ[1136]
- 2月17日 - イーグルノワール[1137]
- 2月18日 - ゼルトザーム[1138]、ピューロマジック[1139]
- 2月19日 - カズタンジャー[1140]
- 2月23日 - コスモキュランダ[1141]
- 2月24日 - アスコリピチェーノ[1142]、ゴンバデカーブース[1143]、フォーエバーヤング[1144]
- 2月25日 - アンデスビエント[1145]
- 2月26日 - コラソンビート[1146]、ダノンエアズロック[1147]
- 2月28日 - ガビーズシスター[1148]
- 3月1日 - アドマイヤベル[1149]
- 3月2日 - ディスペランツァ[1150]
- 3月5日 - シュガークン[1151]、ヴェローチェエラ[1152]
- 3月14日 - クイーンズウォーク[1153]
- 3月16日 - サンライズジパング[1154]
- 3月18日 - サントノーレ[1155]
- 3月21日 - ジャンタルマンタル[1156]
- 3月22日 - シリウスコルト[1157]
- 3月23日 - ブルーサン[1158]
- 3月24日 - ウォーターリヒト[1159]
- 3月27日 - ジューンテイク[1160]
- 3月29日 - クリスマスパレード[1161]
- 3月31日 - モズミギカタアガリ[1162]、エトヴプレ[1163]
- 4月1日 - イフェイオン[1164]
- 4月4日 - アスクワンタイム[1165]、ラムジェット[1166]
- 4月5日 - スウィープフィート[1167]
- 4月6日 - セットアップ[1168]、ダノンデサイル[1169]、ヘデントール[1170]
- 4月7日 - ダノンマッキンリー[1171]
- 4月8日 - エコロブルーム[1172]、キープカルム[1173]
- 4月9日 - ジャスティンミラノ[1174]
- 4月12日 - レガレイラ[1175]、チカッパ[1176]
- 4月17日 - シックスペンス[1177]
- 4月20日 - メイショウタバル[1178]
- 4月25日 - カピリナ[1179]
- 4月30日 - シンエンペラー[1180]、トロヴァトーレ[1181]
- 5月3日 - ワイドラトゥール[1182]
- 5月8日 - ノーブルロジャー[1183]
- 5月14日 - オフトレイル[1184]
- 5月17日 - カルチャーデイ[1185]
- 5月20日 - テーオーパスワード[1186]
- 5月27日 - ヤマニンアルリフラ[1187]
- 9月17日 - インビンシブルパパ[1188]

## 競走馬の登録抹消
以下は本年に登録を抹消された競走馬の一覧である。

### JRA

#### 1月
- ラッキーライラック[1189]
- ゴールドドリーム[1190][1191]
- サラキア[1192]
- ブレイキングドーン[1193]
- ノームコア[1194]
- フィエールマン[1195][1196]
- ミッキースワロー[1197]
- ルミナスウォリアー[1198]
- グランドボヌール[1199]
- サートゥルナーリア[1200][1201]
- ウラヌスチャーム[1202][1203]
- ステイインシアトル[1204]
- ドンフォルティス[1205]
- サマーセント[1206]
- ケイアイノーテック[1207]

#### 2月
- プリモシーン[1208][1209]
- メールドグラース[1210][1211][1212]
- センテリュオ[1213][1214][1215]
- ナルハヤ[1216][1217]
- ディアドラ[1218]
- アスターペガサス[1219]
- サトノガーネット[1220]
- ポンデザール[1221][1222]
- リバティハイツ[1223]
- ヤマニンアンプリメ[1224]

#### 3月
- ハウナニ[1225][1226]
- マイネルハニー[1227][1228]
- ロードクエスト[1229]
- ストーミーシー[1230]
- プリンシアコメータ[1231]
- ハイランドピーク[1232]
- アルーシャ[1233][1234]
- パフォーマプロミス[1235][1236]
- ブラックホール[1237][1238]
- テーオーヘリオス[1239]
- メイショウテッコン[1240]

#### 4月
- トウショウドラフタ[1241]
- リオンリオン[1242]

#### 5月
- デンコウアンジュ[1243]
- プラチナムバレット[1244][1245]

#### 6月
- ヒラボクラターシュ[1246]
- エアウィンザー[1247]
- トラスト[1248]

#### 7月
- ダノンプレミアム[1249]
- ミスマンマミーア[1250][1251]
- サトノティターン[1252]
- レッドアネモス[1253]
- ディキシーナイト[1254][1255]
- プリンニシテヤルノ[1256]

#### 8月
- ノーヴァレンダ[1257]
- テーオーエナジー[1258]

#### 9月
- スズカプレスト[1259]
- ロジクライ[1260]

#### 10月
- パッシングスルー[1261][1262]
- サンデーウィザード[1263]
- クリソベリル[1264][1265]
- フィリアプーラ[1266][1267]
- ヨカヨカ[1268][1269]
- ヒストリックノヴァ[1270]

#### 11月
- ショウリュウイクゾ[1271]
- シュウジ[1272]
- テリトーリアル[1273]
- パルティアーモ[1274][1275]
- サヴィ[1276]
- ワンダーリーデル[1277]
- ロードゴラッソ[1278]
- サトノインプレッサ[1279]
- ワールドプレミア[1280]
- マテラスカイ[1281][1282]

#### 12月
- サンライズソア[1283]
- カレンブーケドール[1284][1285]
- アウィルアウェイ[1286]
- ムイトオブリガード[1287]
- コントレイル[1288]
- ノボバカラ[1289]
- ノーワン[1290]
- モズスーパーフレア[1291]
- ヴェンジェンス[1292]
- イベリス[1293][1294]
- ダノンキングリー[1295][1296]
- インディチャンプ[1297][1298]
- グランアレグリア[1299]
- ダノンスマッシュ[1300][1301]
- フィアーノロマーノ[1302]
- クロノジェネシス[1303]

### 地方

#### 1月
- オールブラッシュ[1304][1305][1306]
- ノブワイルド[1307][1308]
- ディアドムス[1309][1310]

#### 2月
- トーセンガーネット[1311]

#### 3月
- レヴァンテライオン[1312]

#### 4月
- サウンドトゥルー[1313][1314]

#### 9月
- ミュゼエイリアン[1315]

#### 11月
- トロヴァオ[1316][1317]

#### 12月
- サブノジュニア[1318][1319]
- カフジテイク[1320][1321]
- ブレスジャーニー[1322]
- センゴクエース[1323]

## 死亡

### 競走馬・繁殖馬・功労馬
- 1月2日 - ゴールデンダリア[1324]
- 1月17日 - クロフネ[1325]
- 1月20日 - キング[注 13][1326]
- 1月22日 - タツハグンセイ[注 14][1328]
- 1月26日 - ルクシオン[注 15][1330]
- 1月30日 - マイネルダビテ[1331]
- 2月17日
  - エイシンサニー[1332]
  - レガシーロック[1333]
- 2月21日
  - アブクマポーロ[1334]
  - カスティーリャ[注 16][1336]
- 2月24日 - メインキャスター[1337]
- 2月27日 - シーザリオ[1338]
- 2月28日 - トリコロールブルー[注 17][1340]
- 3月2日
  - ジャングルポケット[1341]
  - ハギノハイグレイド[1342]
- 3月4日 - レッドアステル[注 18][1343][1344]
- 3月8日 - ネオユニヴァース[1345]
- 3月9日 - ボストンハーバー[1346]
- 3月13日 - エアトゥーレ[1347]
- 3月18日 - プリサイスエンド[1348]
- 3月21日 - ミヤビランベリ[1349]
- 4月6日 - スーパーナカヤマ[1350]
- 4月12日 - エテルナミノル[1351]
- 4月27日 - ゴーイングスズカ[1352]
- 5月13日 - マイネルアムンゼン[1353]
- 5月18日
  - サクラエキスパート[1353]
  - （現地時間）マリブムーン[1354]
- 5月25日 - ラブバレット[注 19][1356]
- 5月30日 - ポコ[注 20][1357]
- 6月2日 - ホクショウマサル[注 21][534]
- 6月6日 - スズカデヴィアス[注 22][1361]
- 6月14日 - マイネソーサリス[1362]
- 6月16日 - グロンディオーズ[注 23][1364]
- 6月20日
  - ピンクカメハメハ[注 24][1367]
  - ウンダモシタン[注 25]
- 7月2日（発表日） - アラジ[1369]
- 7月8日
  - モズアトラクション[注 26][1371]
  - ケイムホーム[1372]
- 7月17日 - シゲルベンガルトラ[注 27][1375]
- 7月18日 - メイショウオウドウ[1376]
- 7月20日 - ミンナノヒーロー[注 28][1379]
- 8月2日 - メイショウベルーガ[1380]
- 8月12日 - ブルーショットガン[1381]
- 8月18日
  - レガシーワールド[1382]
  - トーシンブリザード[1383]
- 8月19日
  - パフォーマプロミス
  - ラビットボール[1384]
- 8月27日 - カシマフラワー[1385]
- 8月31日 - ドゥラメンテ[1386]
- 9月6日 - サンクスノート[1387]
- 9月8日 - ブロードアピール[1388]
- 9月12日 - ウメノファイバー[1389]
- 9月25日 - ミンナノシャチョウ[注 29][1392]
- 9月27日（報道日） - アグネスゴールド[1393]
- 10月2日 - クラージュゲリエ[注 30][1395]
- 10月9日 - トーセンダンディ[1396]
- 11月11日 - ビッグテースト[1397]
- 11月23日 - ツクバアズマオー[1398]
- 11月28日 - ダイワテキサス[1399]
- 12月8日 - アグネスデジタル[1400]
- 12月9日 - ノボトゥルー[1401]
- 12月25日 - ベストアクター[注 31][1404]

### 人物
- 1月7日 - 池永博省（競馬記者。日刊スポーツOBで、園田・姫路競馬を長く担当）[1405]
- 1月12日 - アブドゥラ殿下（サウジアラビアのオーナーブリーダー。種牡馬としてダンシングブレーヴやコマンダーインチーフ、フランケルなどの産駒が日本で活躍）[1406][1407]
- 3月19日 - 岡田繁幸（生産者・馬主。ビッグレッドファームグループ代表、サラブレッドクラブ・ラフィアン前代表、一般社団法人JBC協会副会長。「マイネル」などの冠名で多数の競走馬を生産・所有）[1408][1409][1410]
- 3月23日 - 橋元幸次（一般社団法人中京馬主協会会長）[1411]
- 6月4日 - 高松邦男（元日本中央競馬会調教師）[1412]
- 7月18日 - 鈴木七郎（岩手県競馬組合調教師）[1413]
- 8月31日 - 浜口義曠（元日本中央競馬会理事長）[1414]
- 9月4日 - 林和弘（ホッカイドウ競馬調教師、北海道調騎会会長）[1415][1416]
- 9月8日 - 深澤弘（元東北放送・ニッポン放送アナウンサー。ニッポン放送ではプロ野球中継の他、中央競馬中継で実況を担当）[1417][1418]
- 9月13日 - 野村彰彦（元日本中央競馬会騎手・調教師）[1419][1420]
- 9月22日 - 笹倉武久（元日本中央競馬会騎手・調教師）[1421]
- 9月30日 - すぎやまこういち（作曲家、文化功労者。東京競馬場・中山競馬場の平地GIを含む競走用ファンファーレを作曲したほか、関東地区のGI競走で本馬場入場時に使用される入場曲「グレード・エクウス・マーチ」も作曲）[1422][1423][1424]
- 10月20日 - 川口真（作曲家、日本作曲家協会顧問。中京競馬場[注 32]・小倉競馬場の平地競走用ファンファーレを作曲）[1425][1426][1427]
- 12月15日 - 塚田修（地方競馬全国協会理事長）[1428]
- 12月23日 - 庄野昭彦（日高町議会議員、競走馬生産者、冠名「シヨノ」の馬主で函館馬主協会第6代会長。庄野靖志調教師の父）[1429][1430]